# Nuit du rugby
La Nuit du rugby est une cérémonie organisée chaque année depuis 2004 sous l'égide de la Ligue nationale de rugby en collaboration avec Provale (Union des joueurs de Rugby professionnels) et TECH XV (Regroupement des entraîneurs et éducateurs de Rugby), pour récompenser les acteurs du rugby professionnel français qui se sont distingués lors des championnats de France de rugby Top 14 et Pro D2. De nombreux prix sont remis lors de la cérémonie parmi lesquels on trouve :
- le meilleur joueur du Top 14
- le meilleur joueur de la Pro D2
- la meilleure révélation
- le meilleur international
- le meilleur arbitre
- le meilleur staff d’entraîneurs du Top 14
- le meilleur staff d’entraîneurs de la Pro D2

## Historique
La cérémonie de la Nuit du rugby est créée en 2004 pour récompenser les meilleurs joueurs, entraîneurs et arbitres des championnats de France professionnels de rugby à XV, à l'image de ce que font les Trophées UNFP du football. La cérémonie est organisée par la Ligue nationale de rugby et Provale au début de la saison suivante. Elle diffusée sur une chaîne du groupe Canal+ depuis 2013 et sur Dailymotion depuis 2012.
De 2004 à 2012, la cérémonie a lieu au pavillon d’Armenonville.
En 2013, lorsque Max Guazzini est élu au comité directeur de la LNR et en devient le vice-président chargé du marketing et de la communication, il décide de remanier la cérémonie. Elle change alors plusieurs fois de lieu, elle se déroule aux Beaux-Arts de Paris en 2013, au Palais Brongniart en 2014 puis à l'Olympia depuis 2015. Les prix ne sont plus remis par les représentants des partenaires de la LNR mais par des personnalités et des sportifs de haut niveau.

### Organisation
| Édition | Date              | Lieu                    | Présentation                                         | Diffusion                 | Remettants des prix |
| ------- | ----------------- | ----------------------- | ---------------------------------------------------- | ------------------------- | --- |
| 1er     | 25 octobre 2004   | Pavillon d’Armenonville |                                                      |                           | David Maillard |
| 2e      | 2005              | Pavillon d’Armenonville |                                                      |                           | |
| 3e      | 2006              | Pavillon d’Armenonville |                                                      |                           | Sylvain Deroeux, Serge Simon |
| 4e      | 2007              | Pavillon d’Armenonville |                                                      |                           | |
| 5e      | 2008              | Pavillon d’Armenonville |                                                      |                           | |
| 6e      | 5 octobre 2009    | Pavillon d’Armenonville |                                                      |                           | |
| 7e      | 4 octobre 2010    | Pavillon d’Armenonville | Stefan Etcheverry, Judith Soula et Philippe Guillard |                           | |
| 8e      | 28 novembre 2011  | Pavillon d’Armenonville | Maïtena Biraben, Judith Soula et Philippe Guillard   |                           | Laura Flessel, Jean-Louis Dutaret (Canal+), Mathieu Blin (Provale), Isabelle Severino, Michel Oddos (PMU), Marc Luini (Land Rover), Fabien Pelous, Jean Louis Luneau (TECH XV), Patrice Forget (GMF), Pieter de Villiers, Frédéric Ondet (Gedimat), Olivier Girault, Séverin Cabannes (Société Générale), Sandra Laoura, Vincent Relave (La Poste) et Didier Mené |
| 9e      | 15 octobre 2012   | Pavillon d’Armenonville | Isabelle Ithurburu et Thomas Thouroude               | Dailymotion               | Perle Bouge, Eric Bayle (Canal+), Jean Abeilhou (France 2), Céline Dumerc, Patrice Forget, Xavier Hürstel (PMU), Franck Maciello, Vincent Relave (La Poste), François Mounier (Provale), Alain Guénée (Gedimat), Sylvain Marconnet, Gévrise Emane, François Trillo, Gérard Onesta, Jean-Louis Luneau (Tech XV), Marc Luini (Land Rove), Gérard Onesta, Amaury Leveaux, Florian Ninard (Provale), Arnaud Simon (Eurosport), Grégory Baugé, David Attoub (Provale), Cyril Linette (Canal+), Pierre-Yves Revol (LNR), Pierre Camou (FFR), Serge Simon (Provale), Séverin Cabannes (Société Générale) et Stéphane Tardivel (Orange) |
| 10e     | 21 octobre 2013   | Beaux-Arts de Paris     | Isabelle Ithurburu                                   | Infosport+ et Dailymotion | Luc Abalo, Maïtena Biraben, Christian Califano, Pierre Camou, Vincent Collet, Xavier Garbajosa, Anne-Caroline Graffe, Nathalie Iannetta, Renaud Lavillenie, Amanda Lear, Thomas Lombard, Jean-Louis Luneau, Olivier Magne, Loïc Pietri, Hélène Segara, Doria Tillier et Alexis Vastine |
| 11e     | 6 octobre 2014    | Palais Brongniart       | Isabelle Ithurburu                                   | Infosport+ et Dailymotion | Les Chevaliers du Fiel, Safi N'Diaye, Gaëlle Mignot, Florent Pietrus, Assa Koïta, Mireille Darc, Thierry Omeyer, Anny Duperey, Vincent Moscato, Laurent Tillie, Tony Gallopin et Camille Muffat |
| 12e     | 18 janvier 2016   | Olympia                 | Isabelle Ithurburu                                   | Canal+ Sport              | Teddy Riner, Tony Estanguet, Marina Kaye, Daphné Bürki, Christelle Chollet, Dimitri Yachvili, Nolwenn Leroy, Pascal Bidégorry, Julie Ferrier, François Berléand, Ophélie Meunier et Bernard Lapasset |
| 13e     | 10 octobre 2016   | Olympia                 | Isabelle Ithurburu et Guilhem Garrigues              | Canal+ Décalé             | Les prix sont remis par des médaillés olympiques et paralympiques aux Jeux de 2016 à Rio de Janeiro : Astier Nicolas, Émilie Andéol, Sandrine Martinet, Sarah Ourahmoune, Charline Picon, Fabien Gilot, Marie-Amélie Le Fur, Elodie Clouvel, Daniel Narcisse et Julien Cazarre |
| 14e     | 18 septembre 2017 | Olympia                 | Isabelle Ithurburu                                   | Canal+ Sport              | Camille Lacourt, Alicia Aylies, François-Xavier Demaison, Julie Gayet, Romain Bardet, Gonzague, Gaëlle Mignot, Lénaïg Corson, Romane Ménager, Antoine de Caunes, Sébastien Chabal, Kad Merad et Yann Cucherat |
| 15e     | 24 septembre 2018 | Olympia                 | Astrid Bard et Laurent Weil                          | Canal+ Sport              | Frédéric Michalak, Laure Boulleau, Julien Benneteau, Allison Pineau, Arthur Coville, Pierre-Henri Azagoh, Thomas Levet, Alain Roche, Théo Curin, Mathieu Spinosi, Jamel Debbouze et Sébastien Chabal |
| 16e     | 25 novembre 2019  | Olympia                 | Isabelle Ithurburu                                   | Canal+                    | Julian Alaphilippe, Gaëtane Thiney, Wendie Renard, Germain Louvet, Ladji Doucouré, Souleymane Cissokho, Jordan Joseph, Arthur Vincent, Matthis Lebel, Louis Carbonel, Michael Jones, Thierry Godard, Arsène Wenger, Lénaïg Corson, Jessy Trémoulière, Lucas Pouille, Clarisse Agbegnenou, Nikola Karabatic, Claudia Tagbo et Sébastien Chabal |
| 17e     | 19 septembre 2021 | Olympia                 | Monsieur Poulpe et Isabelle Ithurburu                | Canal+                    | Artus, Samir Aït Saïd, Sandrine Martinet-Aurières, Laurent Paganelli, Marie-Amélie Le Fur, René Bouscatel, Julien Fébreau, Arnaud Tsamère, Guillaume Gille, Laure Boulleau, Camille Lellouche, Redouane Bougheraba, Guillaume Labbé, Margot Laffite, Sébastien Chabal, Bérangère Krief et Tony Yoka |
| 18e     | 26 septembre 2022 | Olympia                 | Isabelle Ithurburu et Guilhem Garrigues              | Canal+                    | Fabien Galthié, Estelle Mossely, Raphaël Ibañez, Jade Ulutule, Ysaora Thibus, Julien Pierre, Fulgence Ouedraogo, Marie Bochet, Christian Constant, Pierre Sang Boyer, Daniel Dubroca, Benjamin Daviet, Thierry Dusautoir, Cédric Heymans, Quentin Delapierre, Philippe Saint-André, Vincent Merling, Yann Roubert, Roman Frayssinet, Wendie Renard et Guilhem Guirado |
| 19e     | 20 novembre 2023  | Olympia                 | Astrid Bard, Guilhem Garrigues et Artus              | Canal+                    | Mathieu Bastareaud, Alan Brazo, Lénaïg Corson, Justine Dupont, Adriana Karembeu, Patrice Lagisquet, Jean-Pierre Rives, Philippe Sella |

## Palmarès

### Première Nuit du rugby (2004)
- meilleur joueur du Top 16 : Manuel Edmonds ( Australie, USA Perpignan)
- meilleur joueur de la Pro D2 : Philippe Delannoy ( France, Lyon OU)
- meilleur international : Yannick Jauzion (Stade toulousain)
- meilleure révélation : Yannick Nyanga ( France, AS Béziers)
- Prix d'honneur : Louis Marchand (CS Bourgoin-Jallieu)

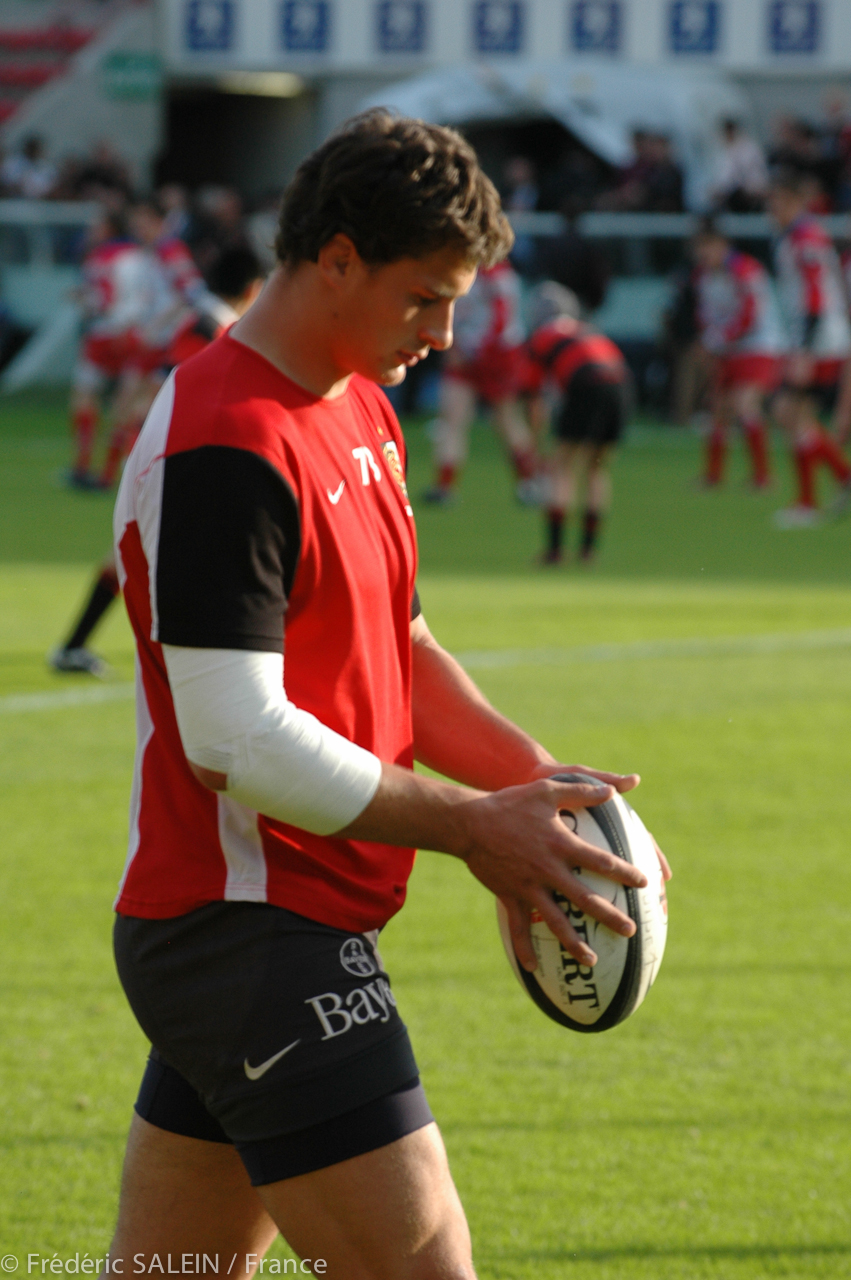
Yannick Jauzion
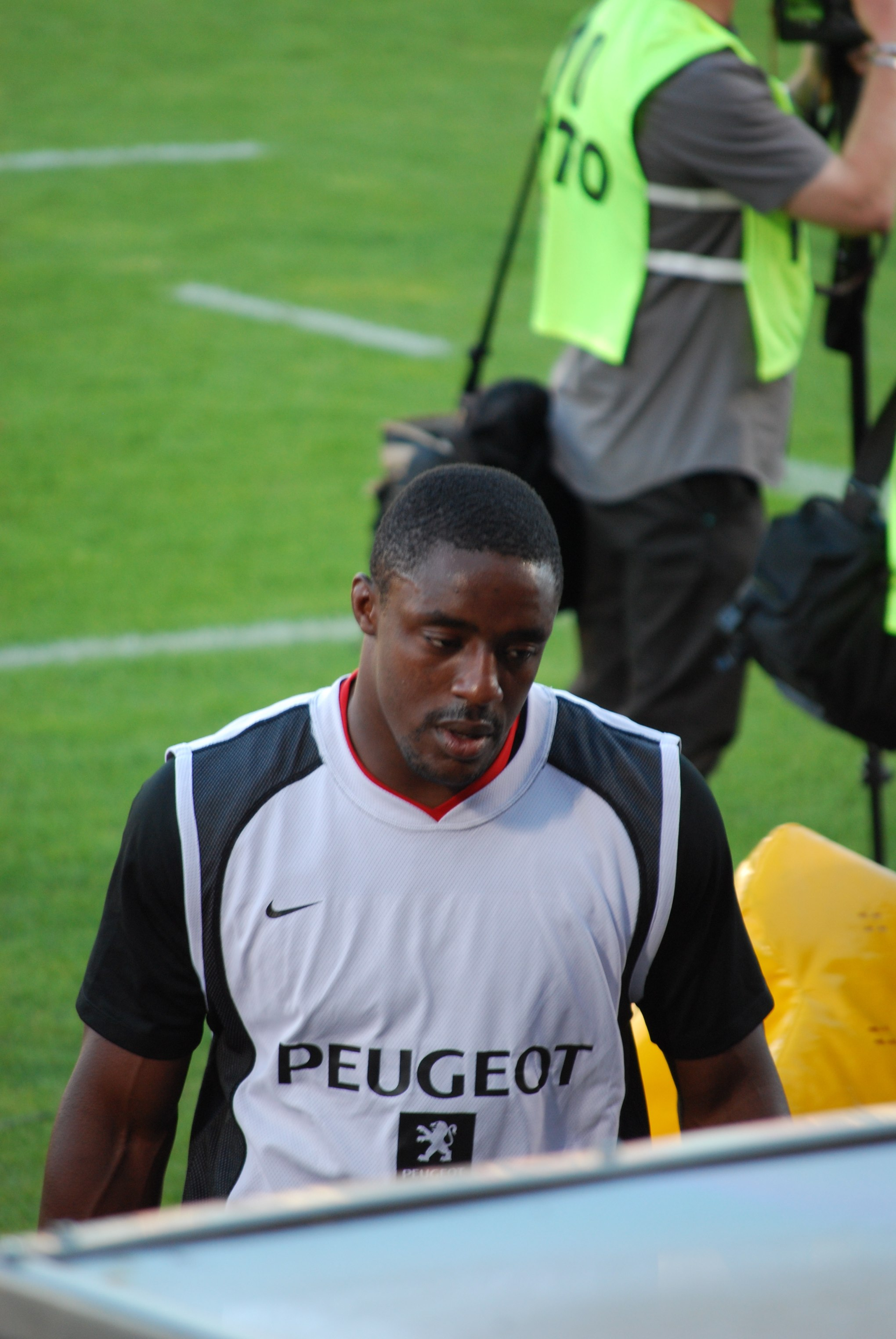
Yannick Nyanga

### Deuxième Nuit du rugby (2005)
Le palmarès de la deuxième Nuit du rugby est le suivant :
- meilleur joueur du Top 16 : Yannick Jauzion ( France, Stade toulousain)
- meilleur joueur de la Pro D2 : Fabien Domingo ( France, Stade Aurillacois)
- meilleur international : Yannick Jauzion (Stade toulousain)
- meilleure révélation : Florian Fritz ( France, Stade toulousain)
- meilleur arbitre : Joël Jutge
- meilleur staff d’entraîneurs du Top 14 : Biarritz olympique (Patrice Lagisquet et Jacques Delmas)
- Prix touche d’émotion : le Stade français au Parc des Princes à 3 reprises
- Prix Michel-Bendichou (implication, bénévolat) : José Sanz (Bayonne)

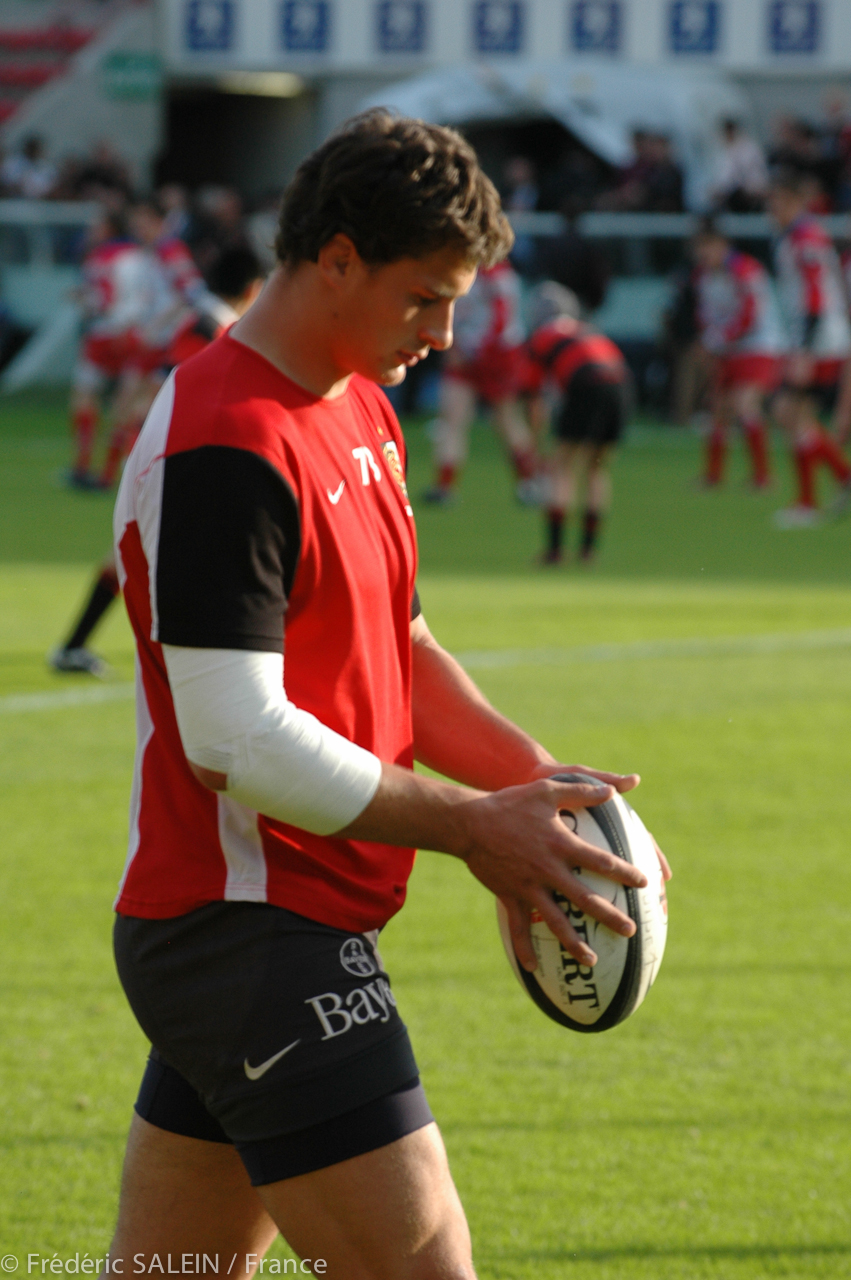
Yannick Jauzion
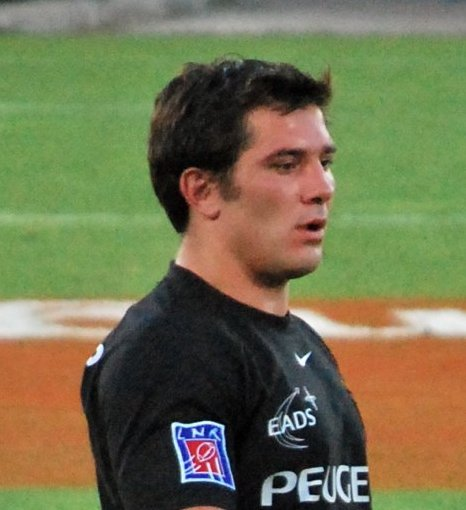
Florian Fritz
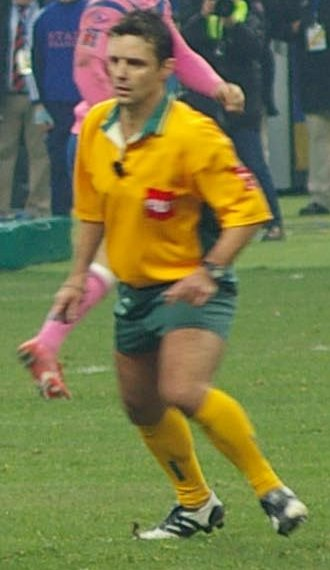
Joël Jutge

### Troisième Nuit du rugby (2006)
- meilleur joueur du Top 14 : Rupeni Caucaunibuca ( Fidji, SU Agen)
- meilleur joueur de la Pro D2 : Sébastien Fauqué ( France, US Montauban)
- meilleur international : Florian Fritz ( France, Stade toulousain)
- meilleure révélation : Lionel Beauxis  ( France, Section paloise)
- meilleur arbitre : Joël Jutge
- meilleur staff d’entraîneurs du Top 14 : Biarritz olympique (Patrice Lagisquet et Jacques Delmas)
- meilleur staff d’entraîneurs de la Pro D2 : FC Auch Gers (Henry Broncan et Patrick Miquel)
- meilleur public du Top 14 : Aviron bayonnais
- meilleur public de la Pro D2 : Montauban Tarn et Garonne XV

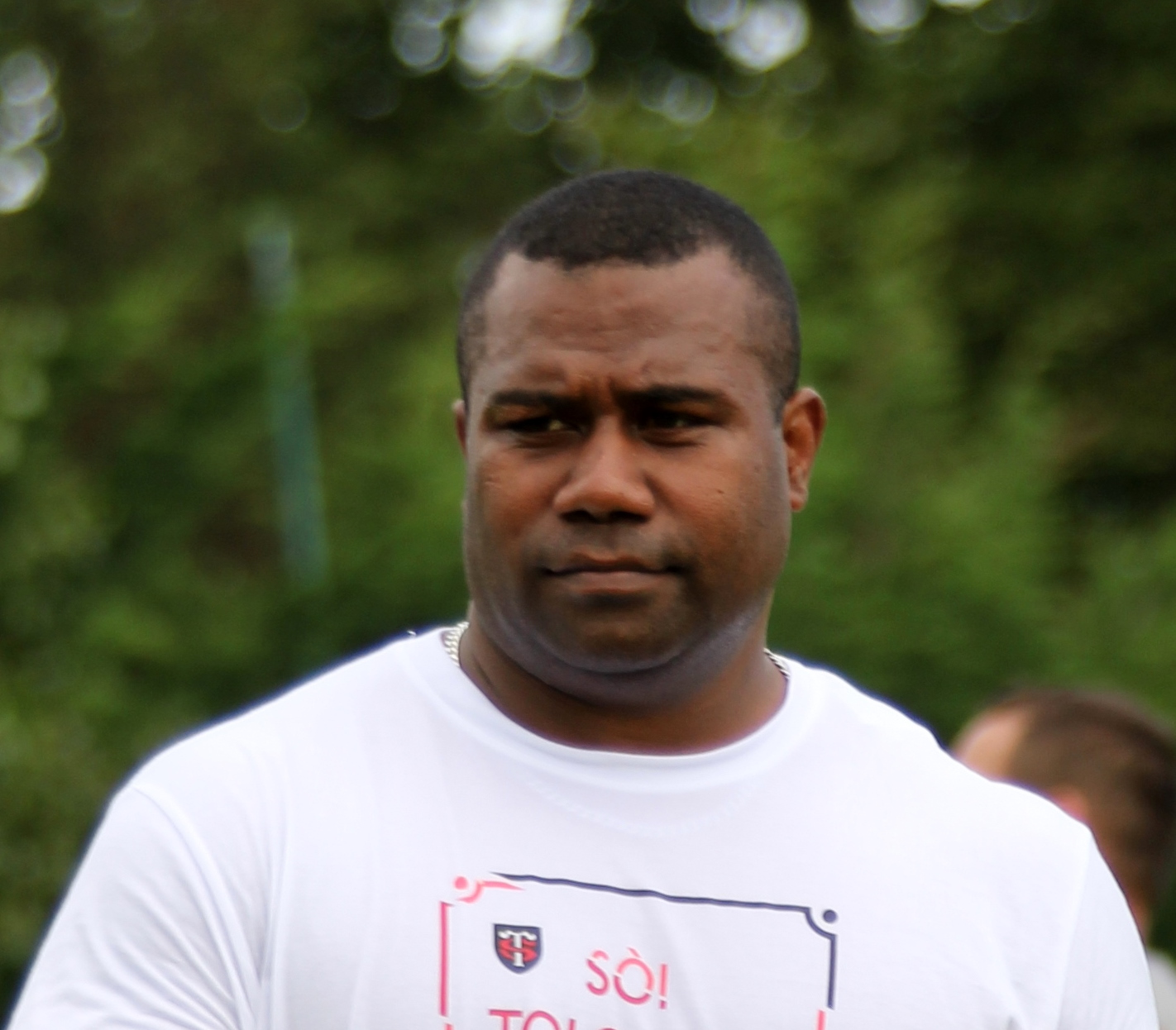
Rupeni Caucaunibuca
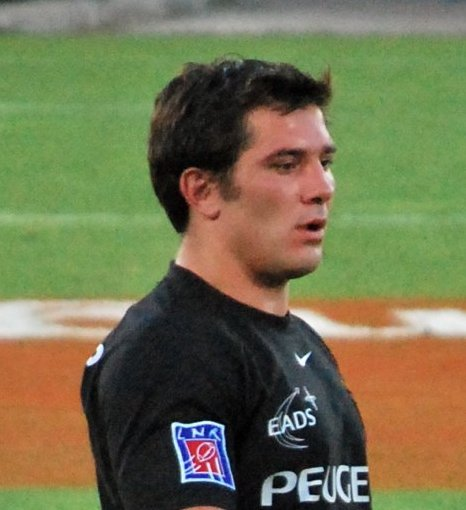
Florian Fritz
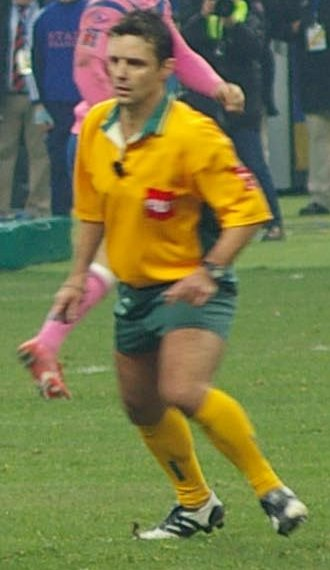
Joël Jutge

### Quatrième Nuit du rugby (2007)
Le palmarès de la quatrième Nuit du rugby est le suivant :
- meilleur joueur du Top 14 : Juan Martín Hernández ( Argentine, Stade français)
- meilleur joueur de la Pro D2 : Anthony Lagardère ( France, FC Auch Gers)
- meilleur international : Lionel Nallet (Castres olympique)
- meilleure révélation : Antoine Burban ( France, Stade français)
- meilleur arbitre : Joël Jutge
- meilleur staff d’entraîneurs du Top 14 : Stade français Paris (Fabien Galthié et Fabrice Landreau)
- meilleur staff d’entraîneurs de la Pro D2 : Union sportive dacquoise (Marc Lièvremont et Jean-Philippe Coyola) & Atlantique Stade Rochelais (Serge Milhas et Frédéric Uthurry)
- meilleur public du Top 14 : ASM Clermont Auvergne
- meilleur public de la Pro D2 : Atlantique Stade Rochelais

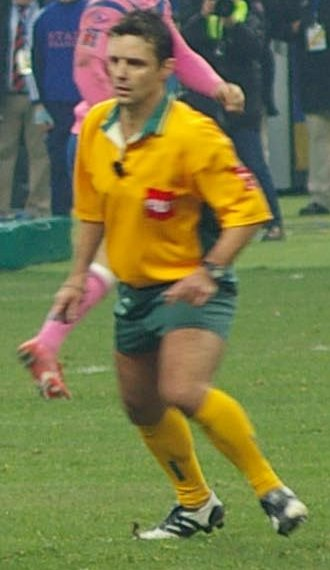
Joël Jutge
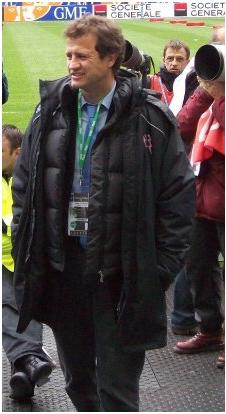
Fabien Galthié
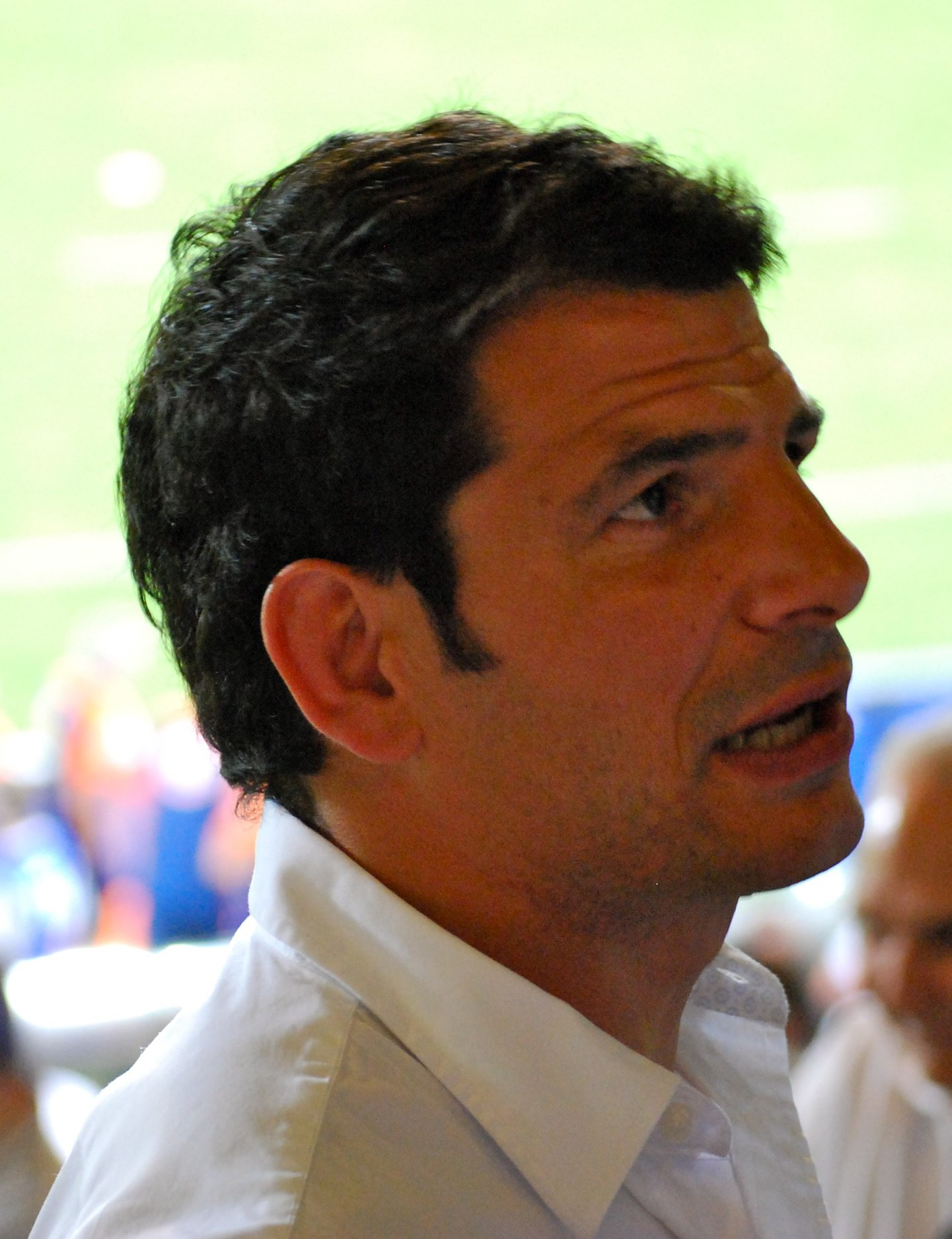
Marc Lièvremont

### Cinquième Nuit du rugby (2008)
Le palmarès de la cinquième Nuit du rugby est le suivant :
- meilleur joueur du Top 14 : Byron Kelleher ( Nouvelle-Zélande, Stade toulousain)
- meilleur joueur de la Pro D2 : Orene Ai'i ( Nouvelle-Zélande, RC Toulon)
- meilleur international : Lionel Nallet (Castres olympique)
- meilleure révélation : Maxime Médard ( France, Stade toulousain)
- meilleur arbitre : Christophe Berdos
- meilleur staff d’entraîneurs du Top 14 : Stade toulousain (Guy Novès, Yannick Bru et Philippe Rougé-Thomas)
- meilleur staff d’entraîneurs de la Pro D2 : Stade montois (Marc Dal Maso et Stéphane Prosper)
- meilleur public du Top 14 : ASM Clermont Auvergne
- meilleur public de la Pro D2 : Racing Métro 92
- XV de rêve :

| - 15 Maxime Médard (Stade toulousain) - 14 Cédric Heymans (Stade toulousain) - 13 Yann David (CS Bourgoin Jallieu) - 12 Yannick Jauzion (Stade toulousain) - 11 Napolioni Nalaga (ASM Clermont Auvergne) | - 10 Juan Martín Hernández (Stade français) - 9 Byron Kelleher (Stade toulousain) - 8 Louis Picamoles (Montpellier) - 7 Thierry Dusautoir (Stade toulousain) - 6 Gerhard Vosloo (Castres olympique) | - 5 Patricio Albacete (Stade toulousain) - 4 Lionel Nallet (Castres olympique) - 3 Davit Zirakashvili (ASM Clermont Auvergne) - 2 Mario Ledesma (ASM Clermont Auvergne) - 1 Rodrigo Roncero (Stade français) |

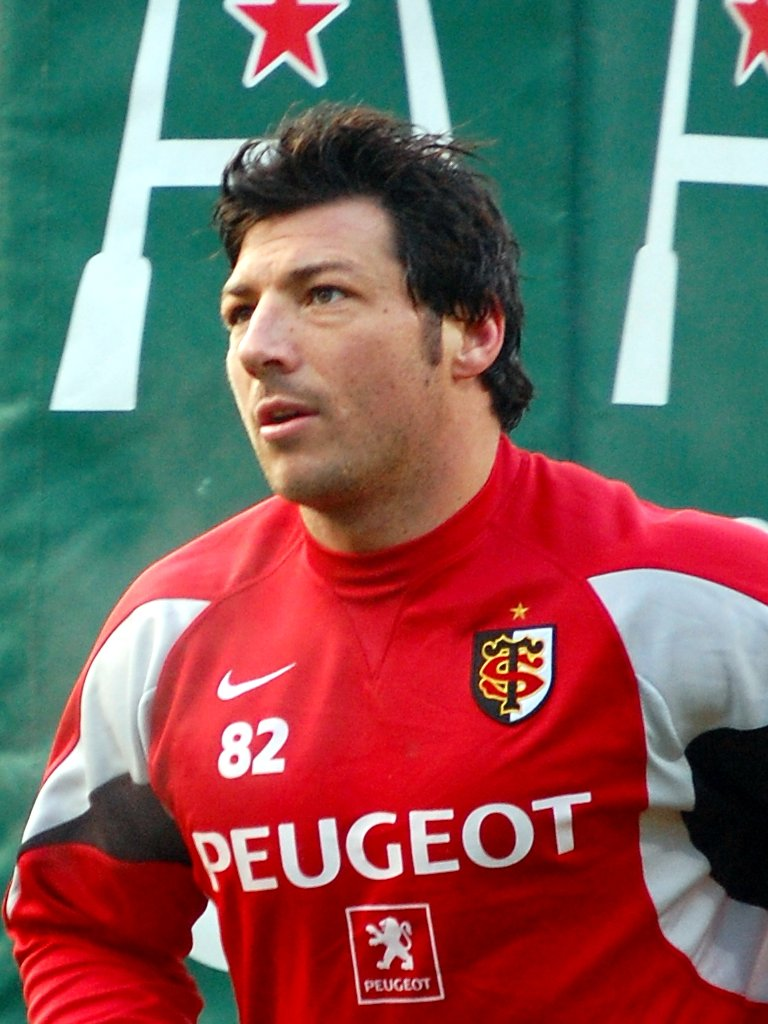
Byron Kelleher
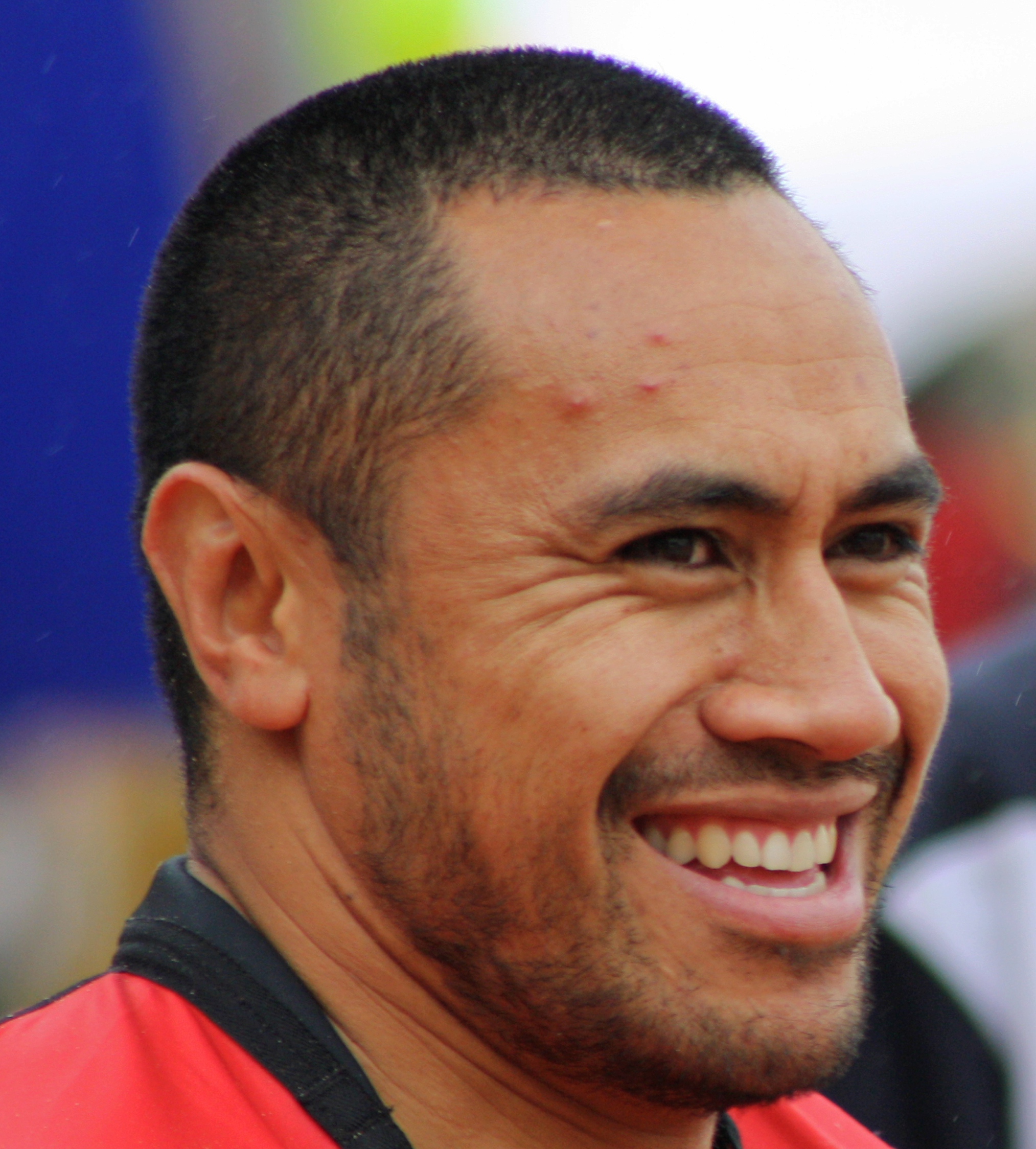
Orene Ai'i
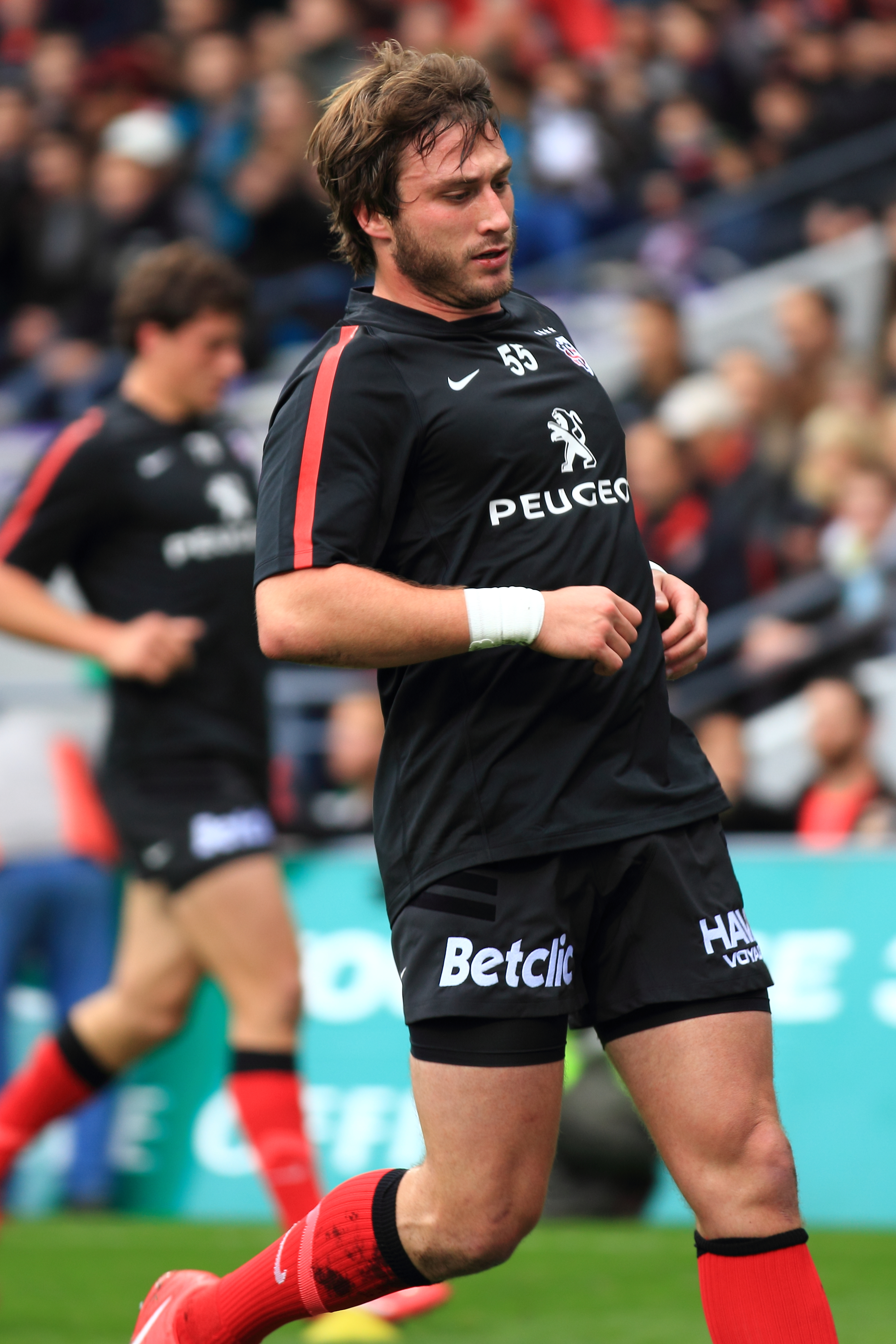
Maxime Médard
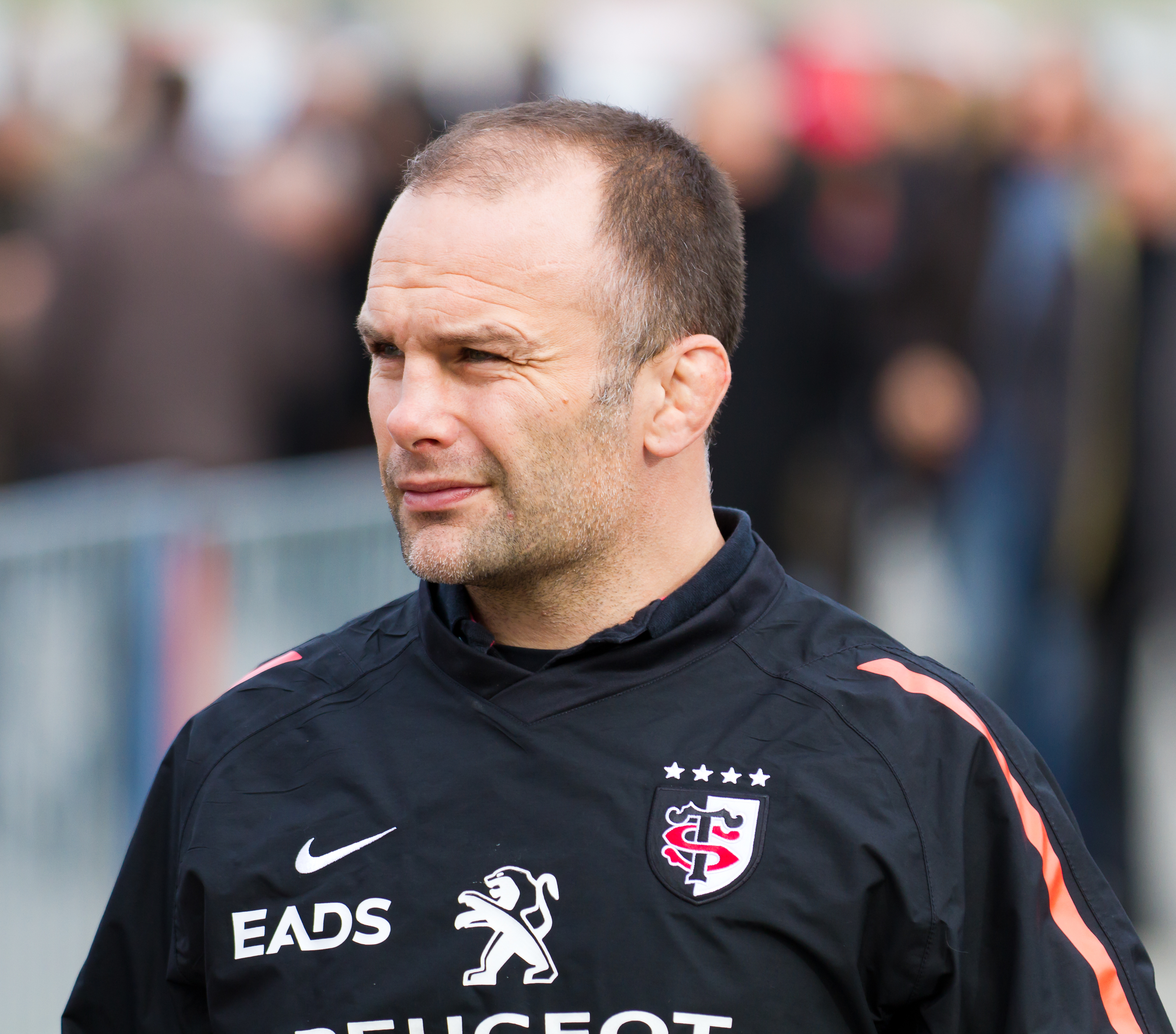
Yannick Bru

### Sixième Nuit du rugby (2009)
Le palmarès de la sixième Nuit du rugby est le suivant :
- meilleur joueur du Top 14 : Napolioni Nalaga ( Fidji, ASM Clermont)
- meilleur joueur de la Pro D2 : Xavier Sadourny ( France, Lyon OU)
- meilleur international : Thierry Dusautoir (Stade toulousain)
- meilleur arbitre : Christophe Berdos
- meilleur staff d’entraîneurs du Top 14 : USA Perpignan (Jacques Brunel, Bernard Goutta et Franck Azéma)
- meilleur staff d’entraîneurs de la Pro D2 : Racing Métro 92 (Pierre Berbizier, Simon Mannix et Philippe Berbizier)
- meilleur public du Top 14 : ASM Clermont Auvergne
- meilleur public de la Pro D2 : Oyonnax Rugby
- XV de rêve :

| - 15 Maxime Médard (Stade toulousain) - 14 Cédric Heymans (Stade toulousain) - 13 Maxime Mermoz (USA Perpignan) - 12 Yannick Jauzion (Stade toulousain) - 11 Napolioni Nalaga (AS Clermont Auvergne) | - 10 Brock James (AS Clermont Auvergne) - 9 Byron Kelleher (Stade toulousain) - 8 Imanol Harinordoquy (Biarritz olympique) - 7 Joe van Niekerk (RC Toulon) - 6 Thierry Dusautoir (Stade toulousain) | - 5 Patricio Albacete (Stade toulousain) - 4 Fabien Pelous (Stade toulousain) - 3 Benoit Lecouls (Stade toulousain) - 2 Dimitri Szarzewski (Stade français) - 1 Fabien Barcella (Biarritz olympique) |

- Prix du Président « Prix Michel BENDICHOU » : Jean-Pierre Labro et Séraphin Rinaldi[8]

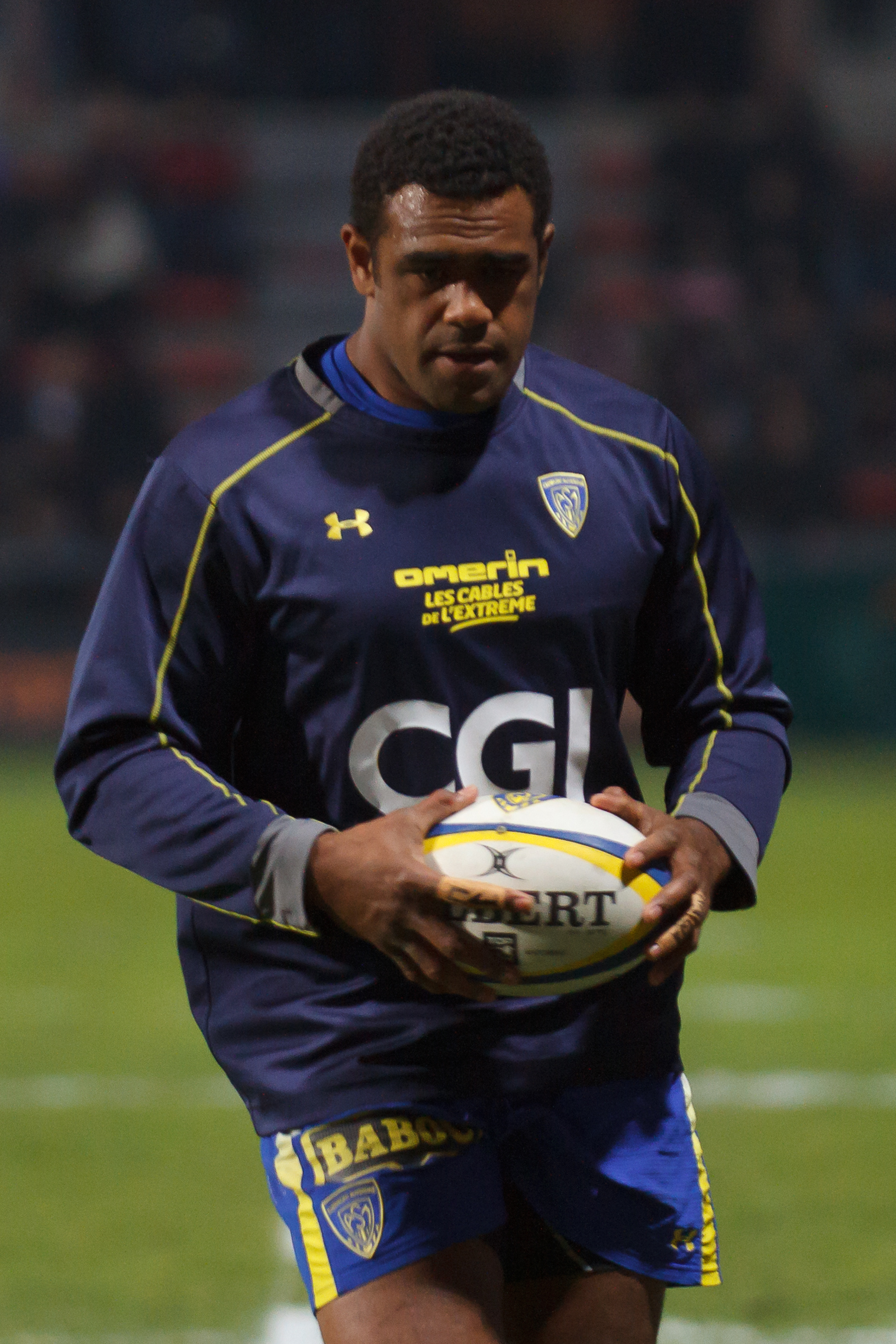
Napolioni Nalaga
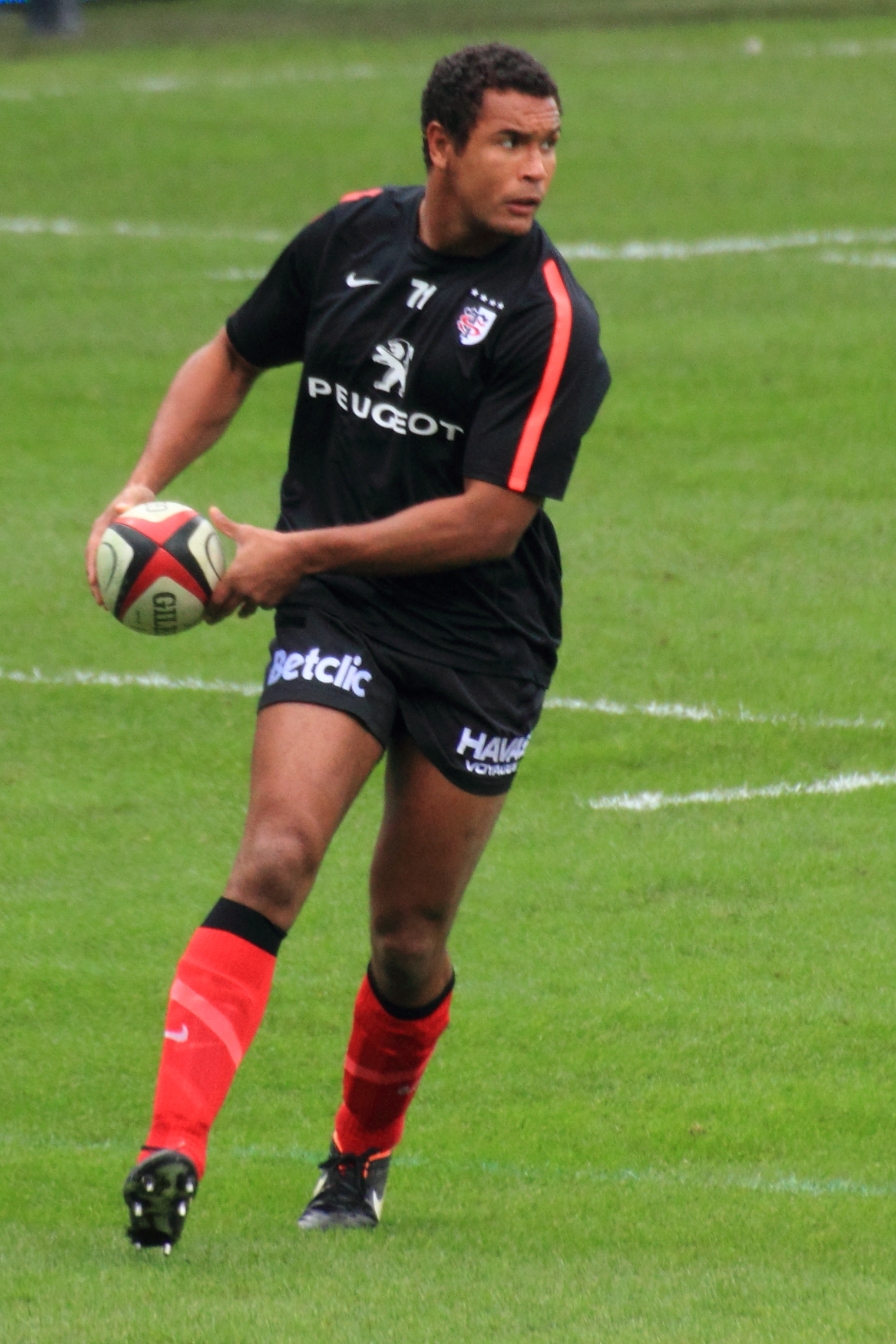
Thierry Dusautoir
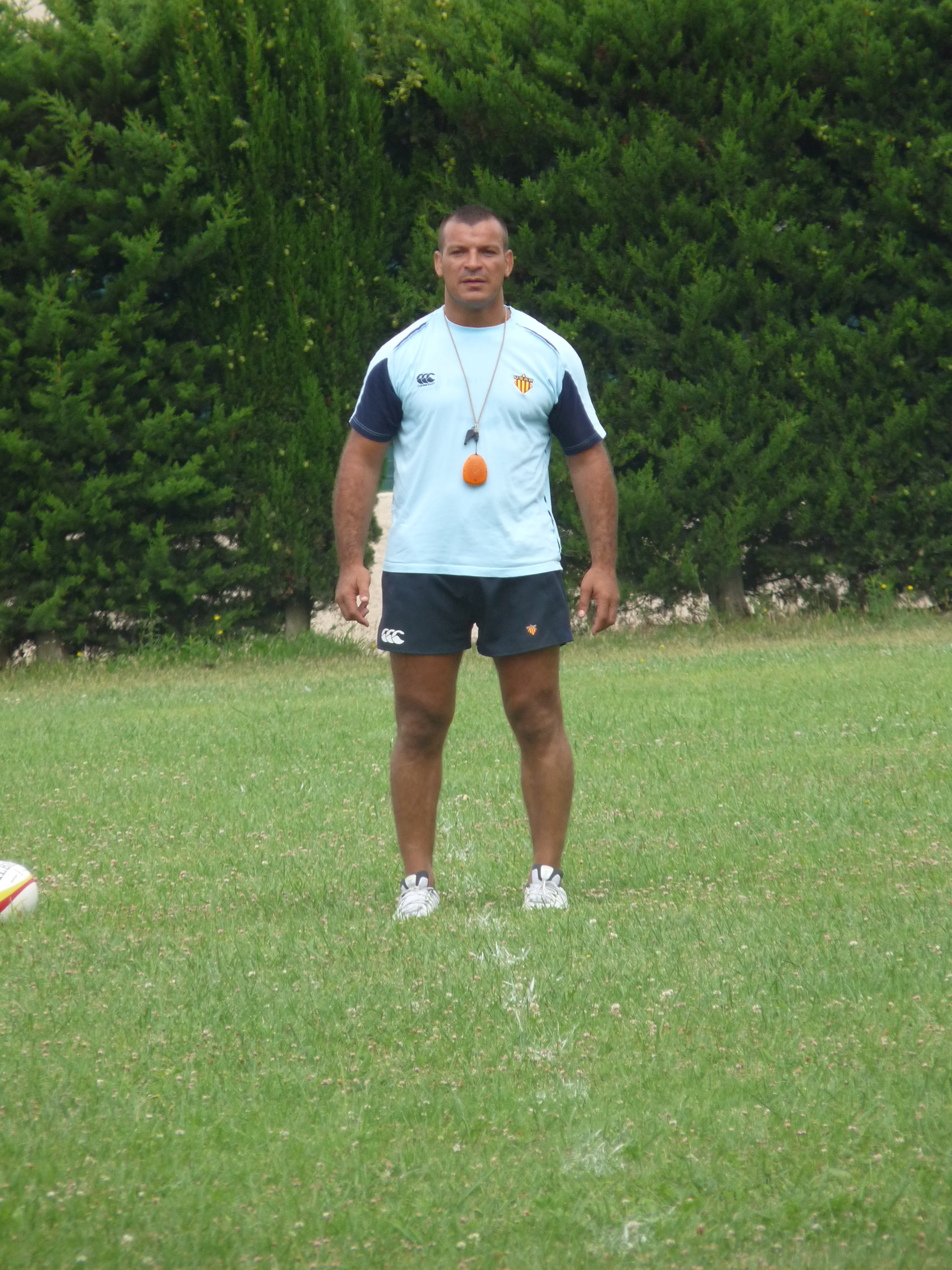
Bernard Goutta
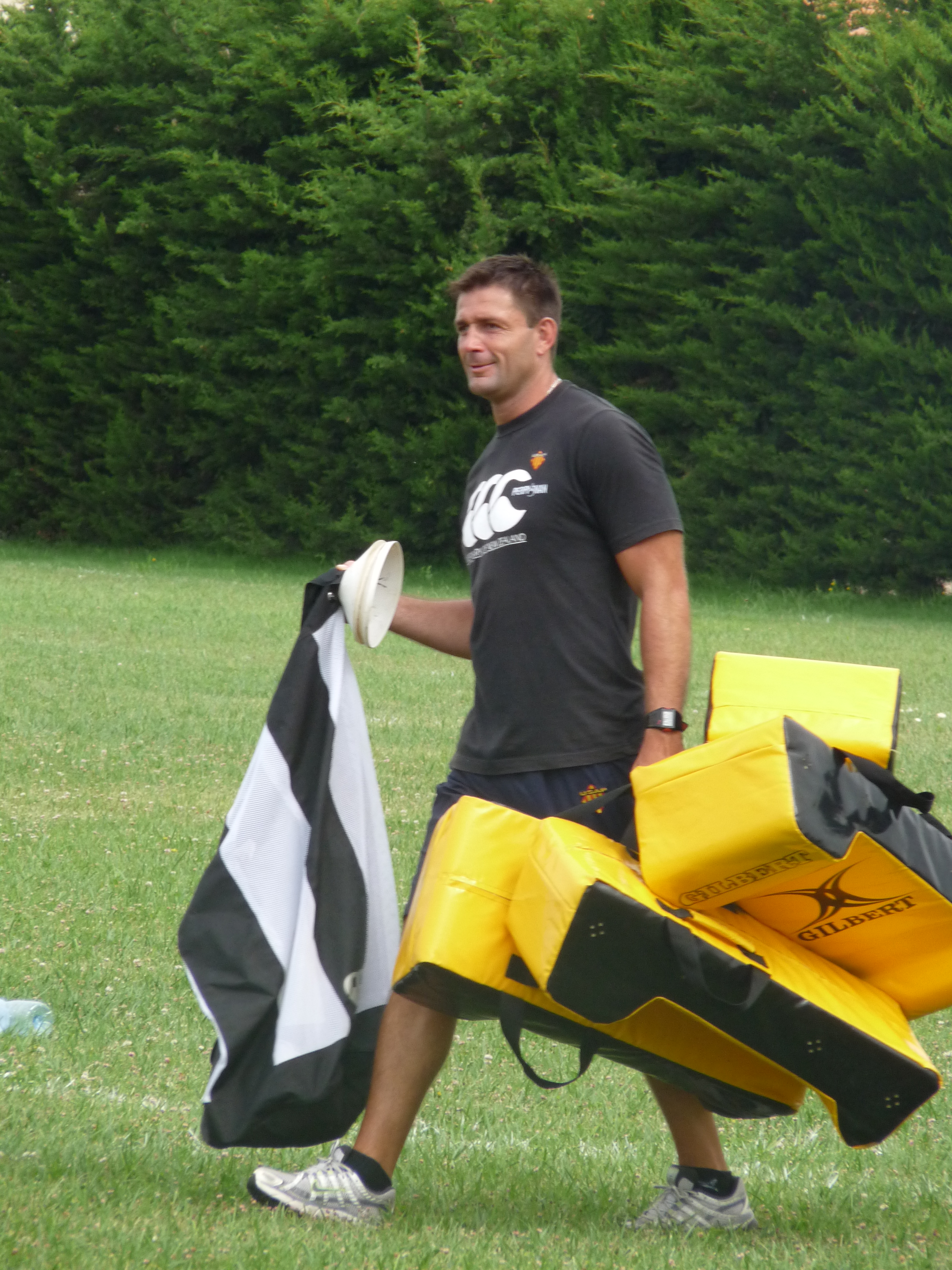
Franck Azema

### Septième Nuit du rugby (2010)
La cérémonie a lieu le lundi 28 novembre au Pavillon d’Armenonville et est orchestrée par Stefan Etcheverry, journaliste de Canal+, Judith Soula, journaliste sur L'équipe TV avec Philippe Guillard, ancien joueur et journaliste sur Canal+. La remise des trophées est suivie d'un repas gastronomique élaboré par Yves Camdeborde.
Le palmarès de la septième Nuit du rugby est le suivant :
- meilleur joueur du Top 14 : Morgan Parra ( France, ASM Clermont)
- meilleur staff d’entraîneurs du Top 14 : Vern Cotter et Joe Schmidt ( Nouvelle-Zélande, ASM Clermont)
- meilleure révélation : Marc Andreu ( France, Castres olympique)
- meilleur joueur de la Pro D2 : Benjamin Ferrou ( France, ASR La Rochelle)
- meilleur staff d’entraîneurs de la Pro D2 : David Darricarrère et Serge Milhas (ASR La Rochelle)
- meilleur arbitre : Christophe Berdos (Île-de-France)
- meilleur public du Top 14 : Stade français
- essai le plus collectif : Jamie Noon et Steve Thompson (CA Brive)
- XV de rêve :

| - 15 Clément Poitrenaud (Stade toulousain) - 14 Vincent Clerc (Stade toulousain) - 13 Sonny Bill Williams (RC Toulon) - 12 Yannick Jauzion (Stade toulousain) - 11 Marc Andreu (Castres olympique) | - 10 Jonny Wilkinson (RC Toulon) - 9 Morgan Parra (ASM Clermont) - 8 Juan Martin Fernandez Lobbe (RC Toulon) - 7 Chris Masoe (Castres olympique) - 6 Thierry Dusautoir (Stade toulousain) | - 5 Patricio Albacete (Stade toulousain) - 4 Lionel Nallet (Racing Métro 92) - 3 Nicolas Mas (USA Perpignan) - 2 William Servat (Stade toulousain) - 1 Thomas Domingo (ASM Clermont) |

- prix d'honneur : Stade toulousain (champion d'Europe) et Guy Novès (meilleur entraîneur européen)

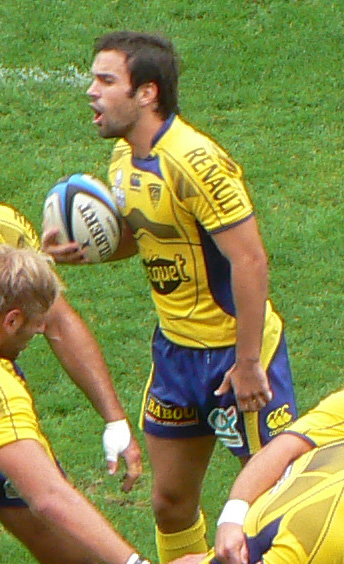
Morgan Parra
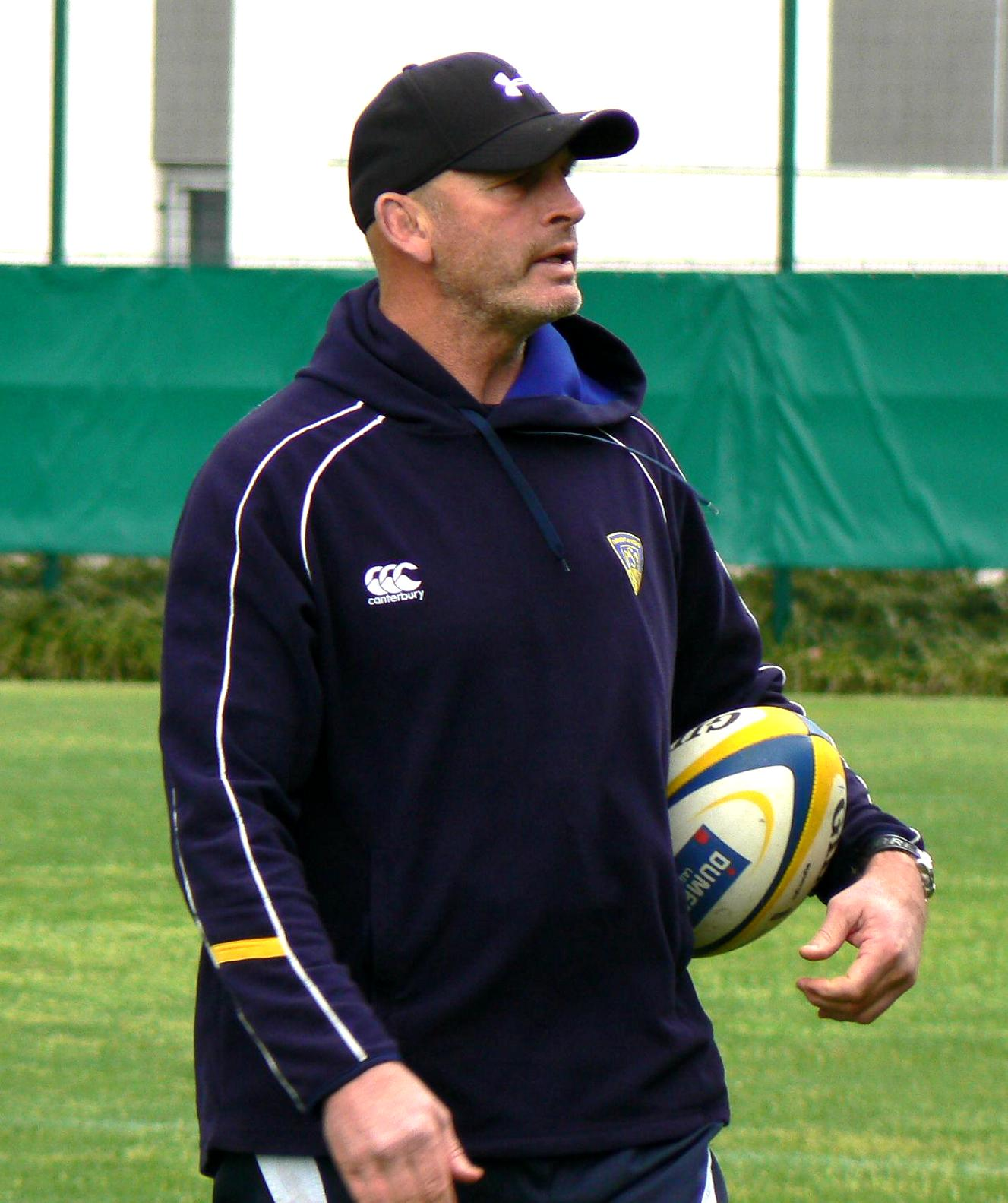
Vern Cotter
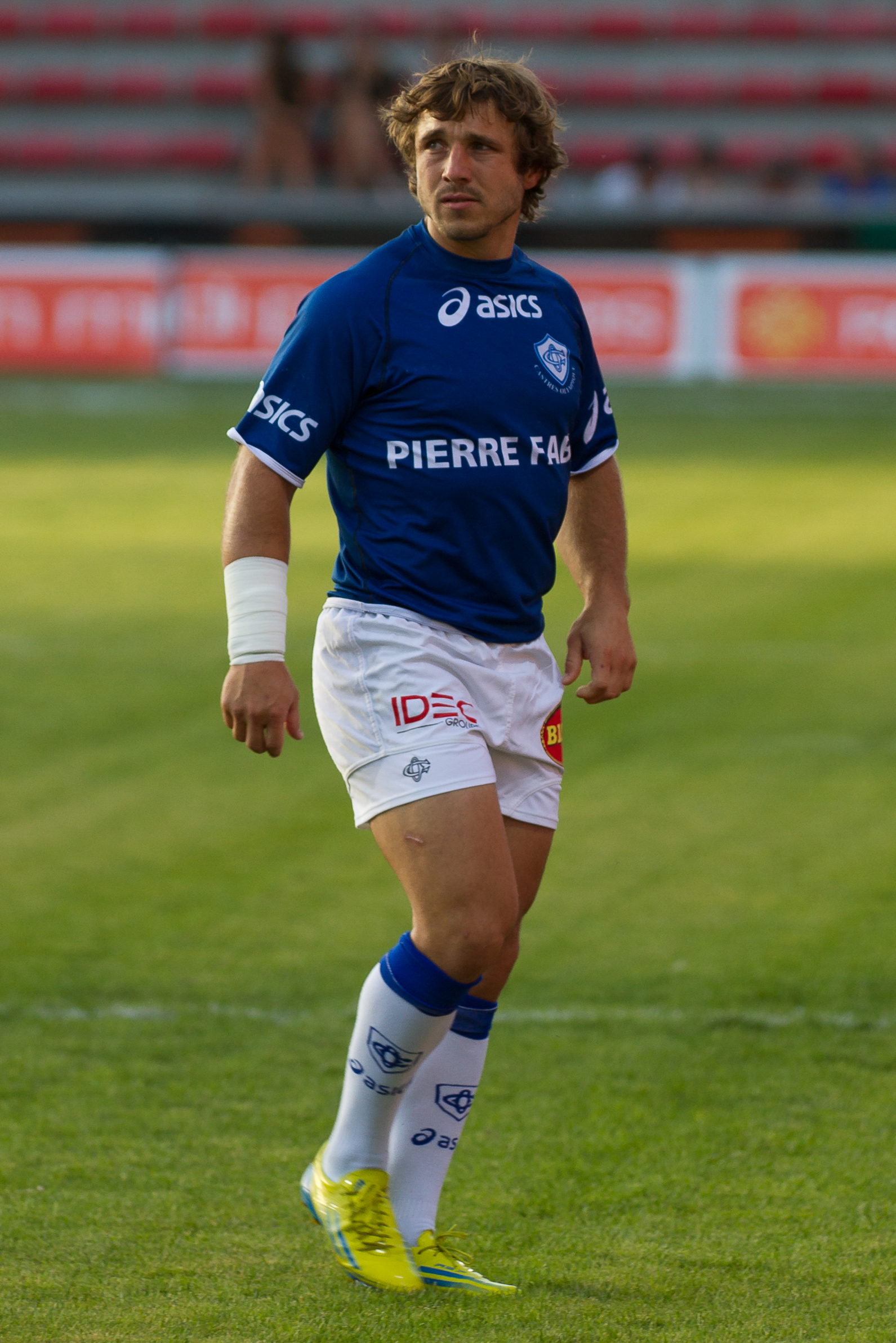
Marc Andreu
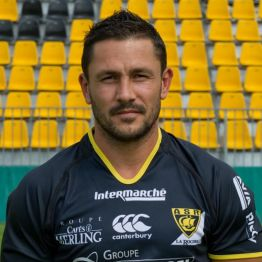
Benjamin Ferrou
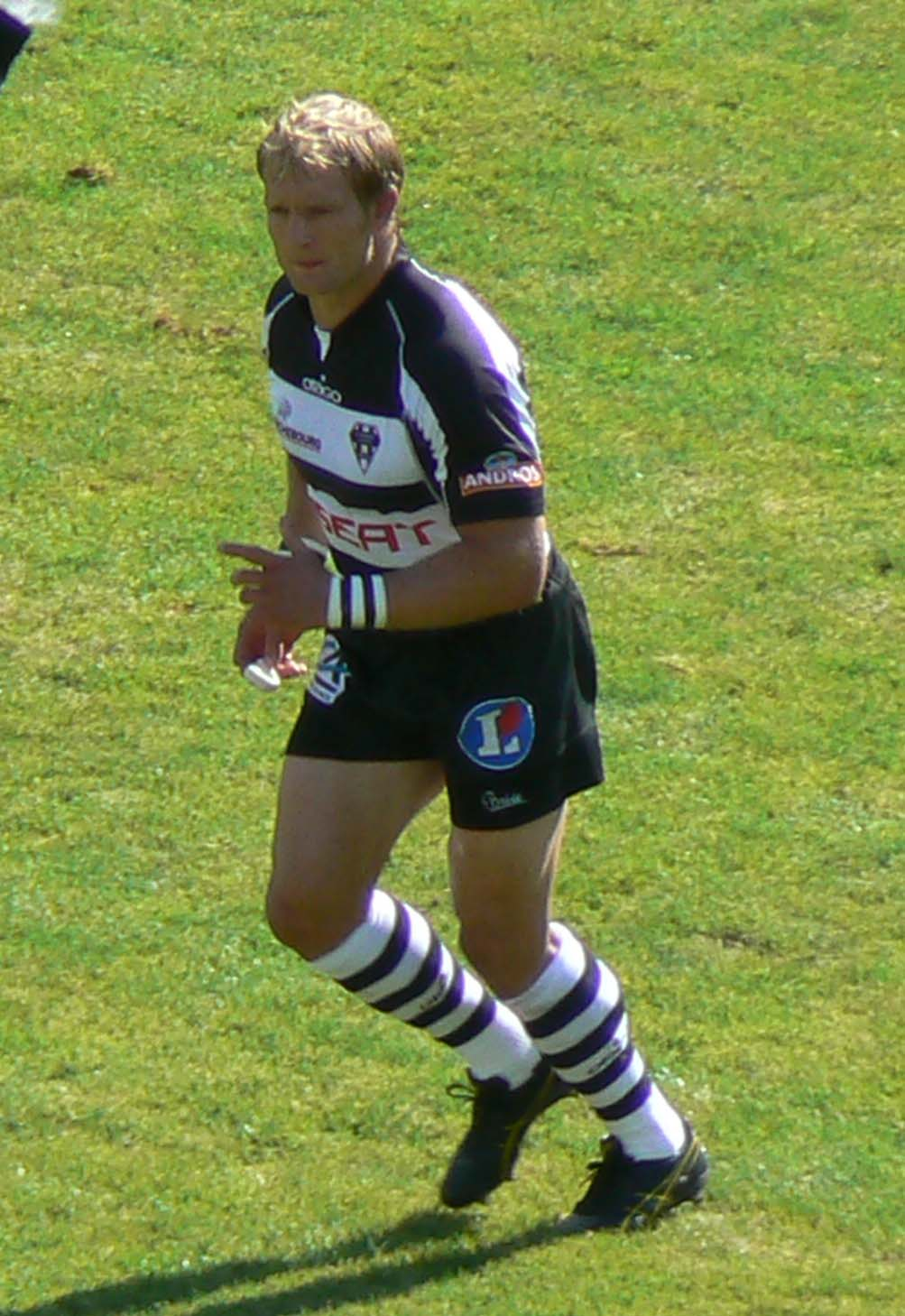
Jamie Noon
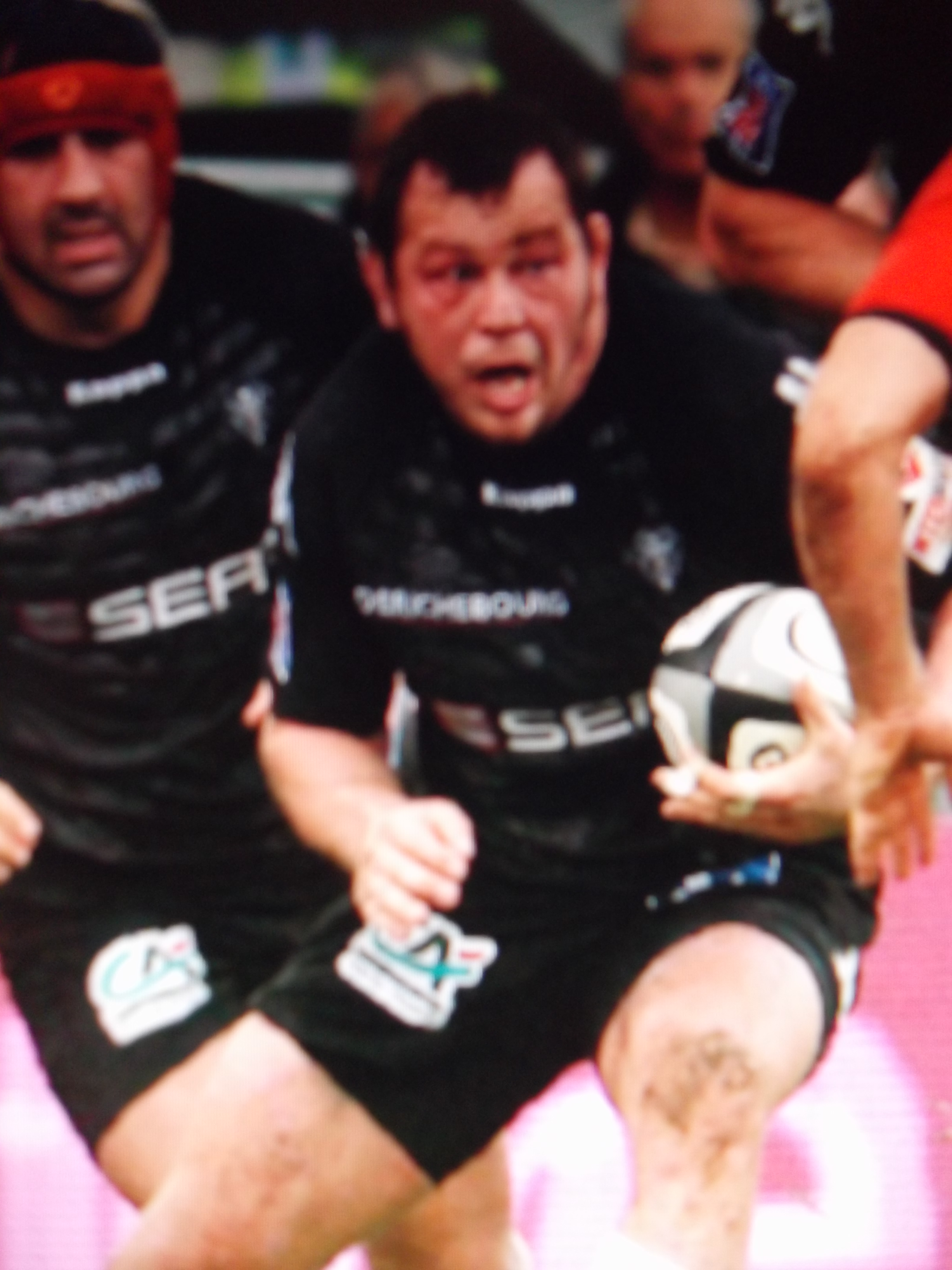
Steve Thompson.JPG
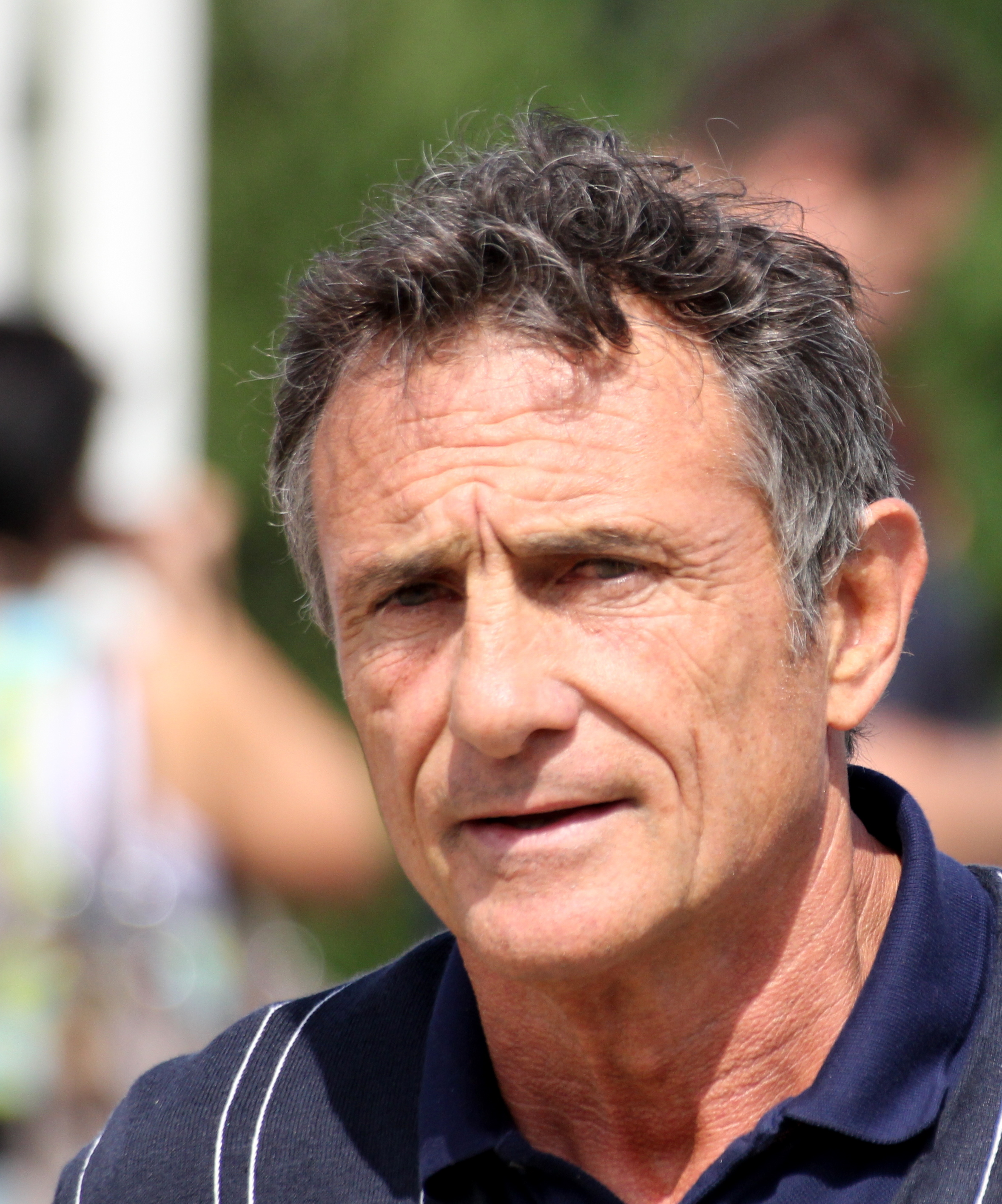
Guy Novès

### Huitième Nuit du rugby (2011)
La cérémonie a lieu le lundi 28 novembre au Pavillon d’Armenonville et est orchestrée par Maïtena Biraben, animatrice de la matinale de Canal+, Judith Soula, journaliste sur L'équipe TV et Philippe Guillard, ancien joueur et journaliste sur Canal+. Les invités partagent aussi un repas préparé par le chef cuisinier Christian Constant.
Le palmarès de la huitième Nuit du rugby est le suivant :
- meilleur joueur du Top 14 : François Trinh-Duc ( France, Montpellier HR)
- meilleur staff d’entraîneurs du Top 14 : Fabien Galthié, Éric Béchu et Didier Bès (Montpellier HR)
- meilleure révélation : Jean-Marc Doussain ( France, Stade toulousain)
- meilleur joueur de la Pro D2 :Timoci Matanavou ( Fidji, Stade montois)
- meilleur staff d’entraîneurs de la Pro D2 : Marc Delpoux, Laurent Armand et Vincent Etcheto (Union Bordeaux Bègles)
- meilleur arbitre : Romain Poite
- meilleur public du Top 14 : Stade rochelais
- meilleur public de Pro D2 : US Oyonnax
- essai le plus collectif : Geoffrey Doumayrou et Fulgence Ouedraogo (Montpellier HR lors de la 2e journée de TOP 14 Orange 2010-2011)
- prix du président : Max Guazzini

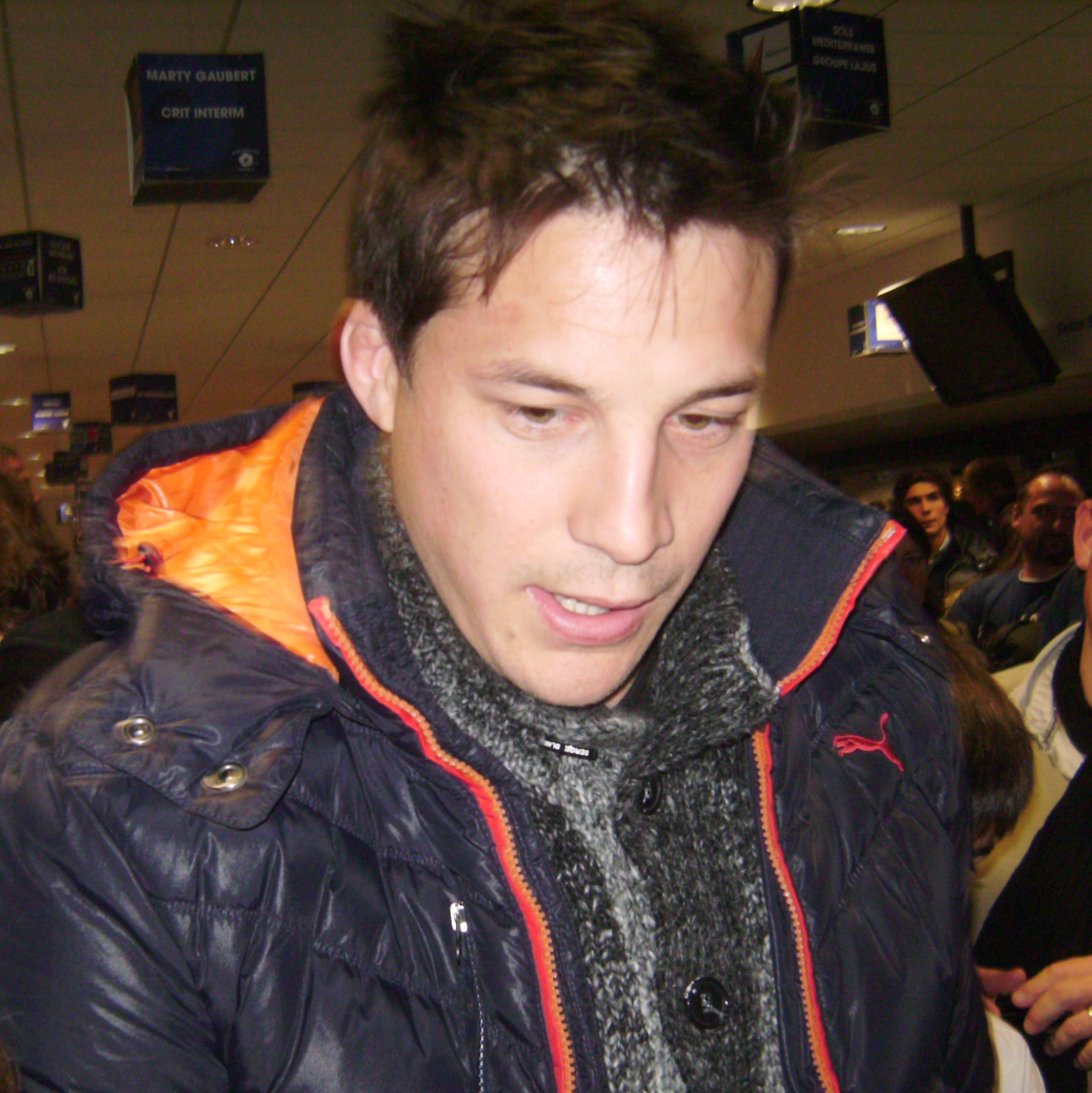
François Trinh-Duc
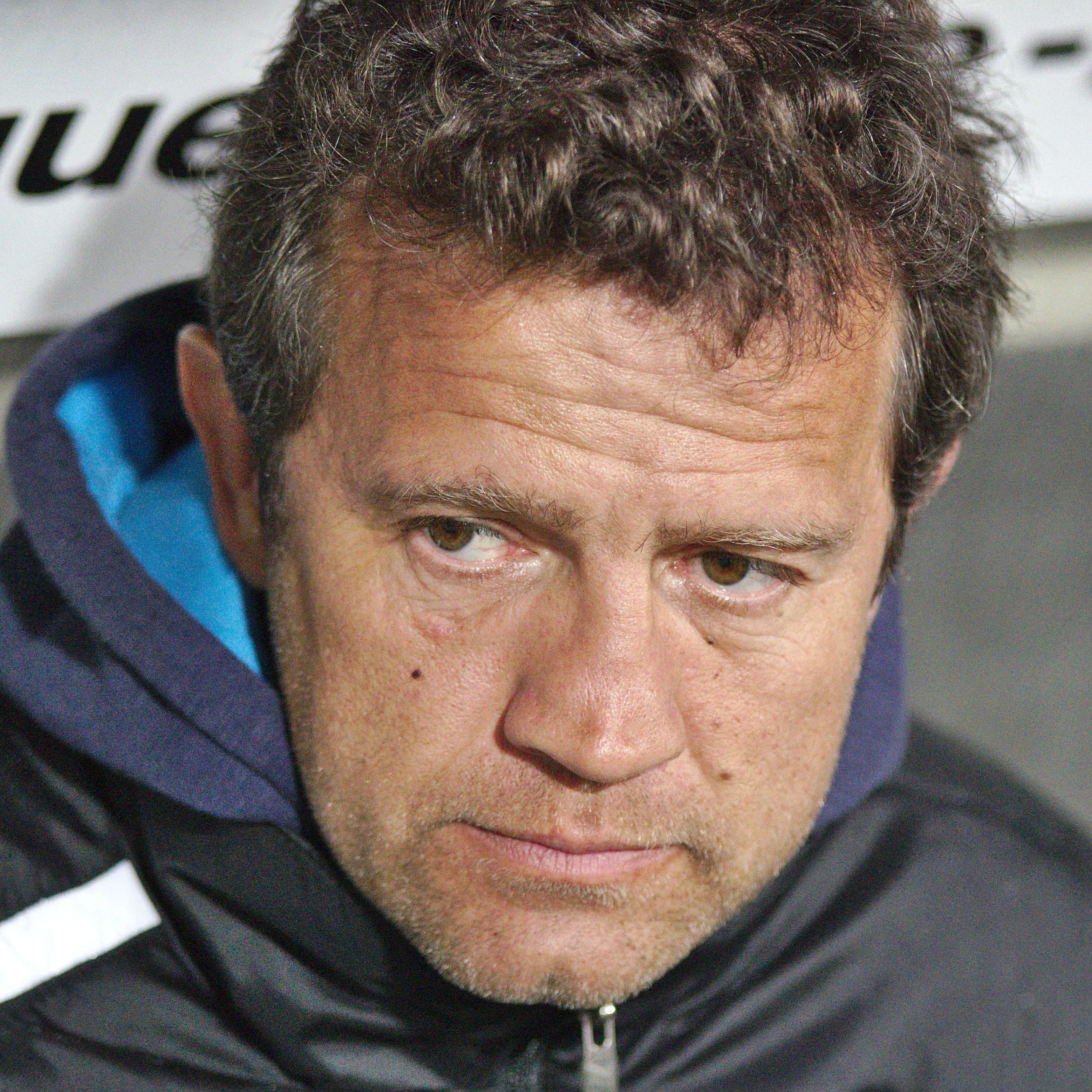
Fabien Galthié
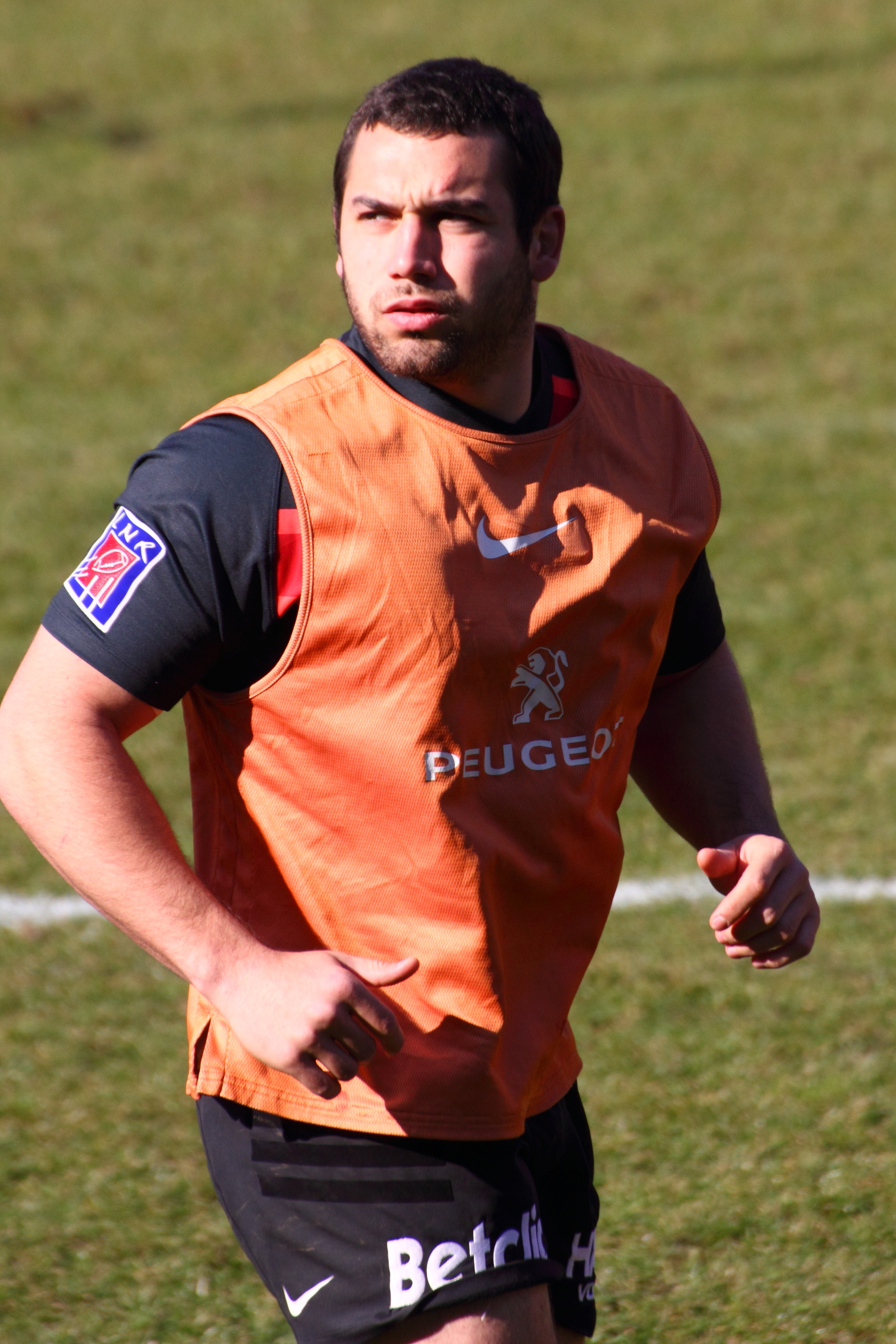
Jean-Marc Doussain
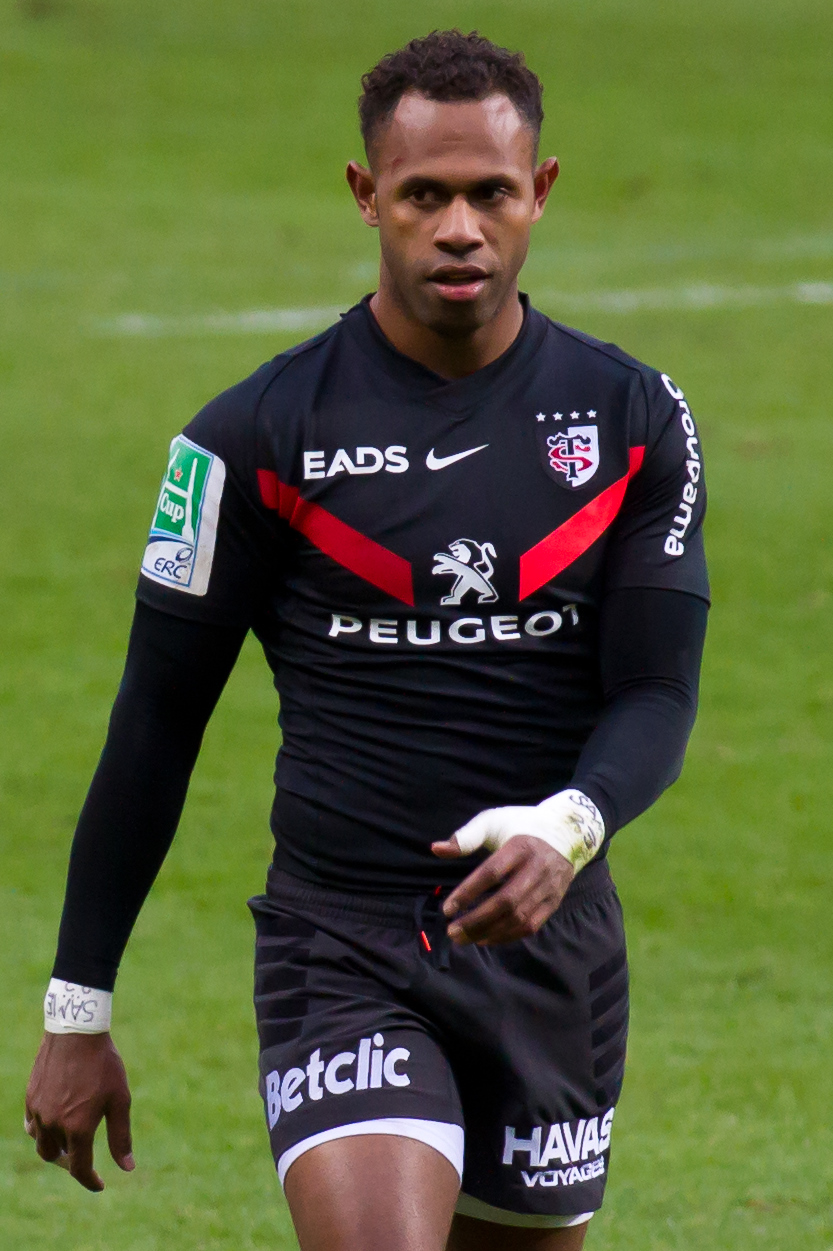
Timoci Matanavou
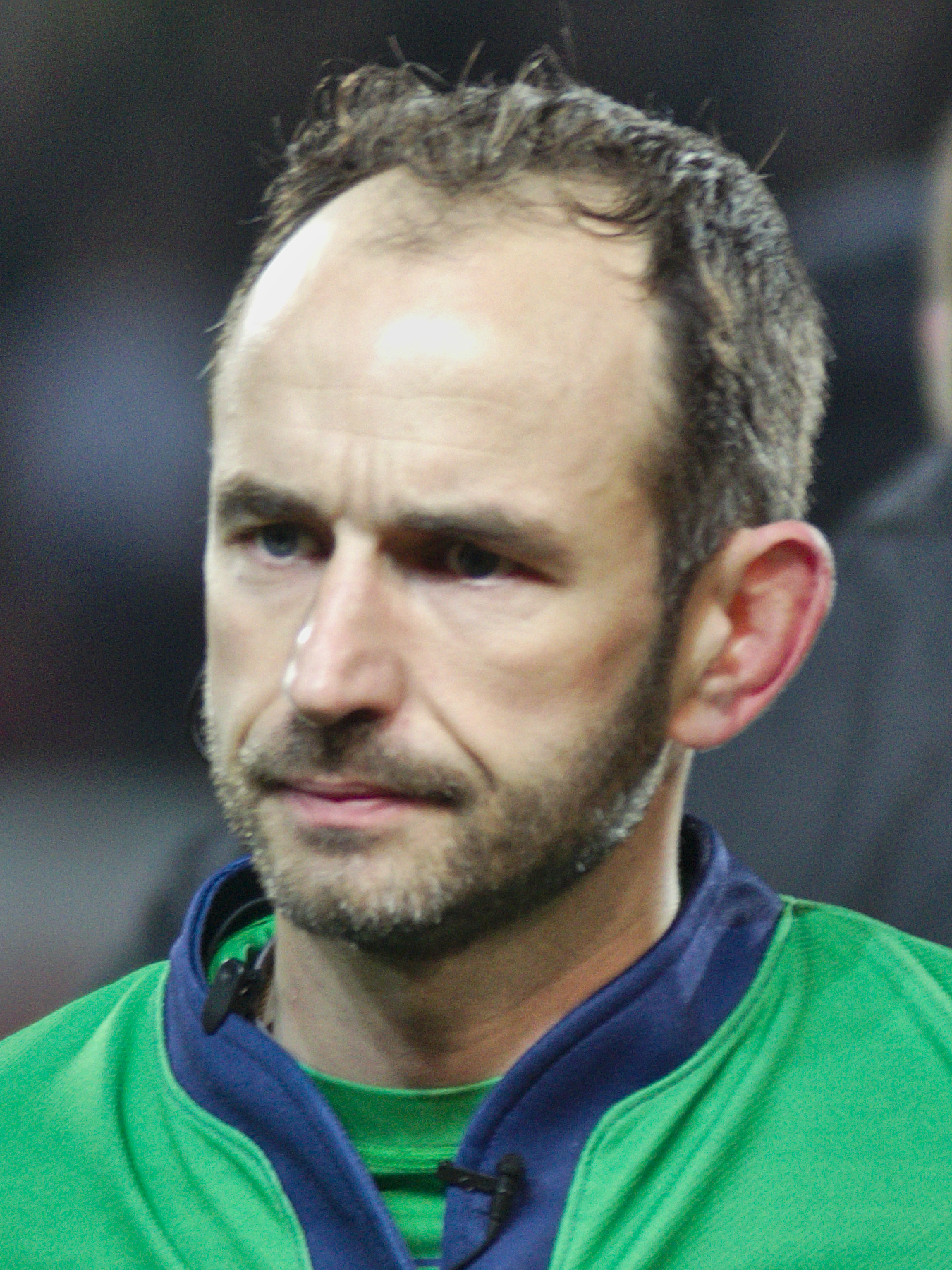
Romain Poite
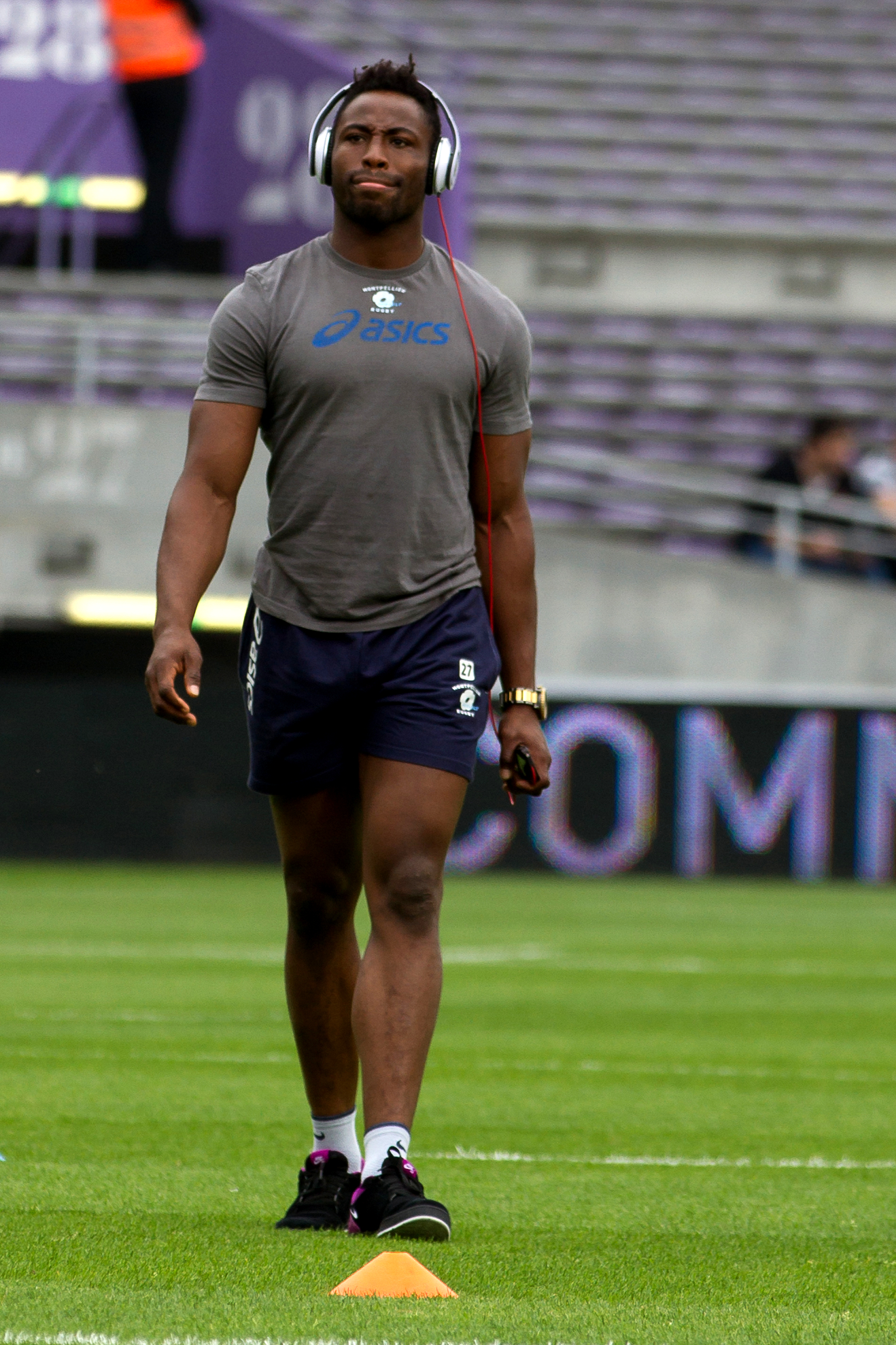
Fulgence Ouedraogo

### Neuvième Nuit du rugby (2012)
La soirée est présentée par  Isabelle Ithurburu, présentatrice de Jour de rugby et intervieweuse terrain sur les matches du Top 14 sur Canal+, et Thomas Thouroude, présentateur de Samedi Sport et de L'équipe du dimanche sur Canal+. Les invités partagent aussi un repas préparé par le chef cuisinier Philippe Etchebest.
Le palmarès de la neuvième Nuit du rugby est le suivant :
- meilleur joueur du Top 14 : Chris Masoe ( Nouvelle-Zélande, Castres olympique)
- meilleur staff d’entraîneurs du Top 14 : Guy Novès, Yannick Bru et Jean-Baptiste Élissalde (Stade toulousain)
- meilleure révélation : Brice Dulin ( France, SU Agen)
- meilleur joueur de la Pro D2 : Nigel Hunt ( Samoa, FC Grenoble)
- meilleur staff d’entraîneurs de la Pro D2 : Fabrice Landreau, Sylvain Bégon et Franck Corrihons (FC Grenoble)
- meilleur arbitre : Romain Poite
- essai le plus collectif : ASM Clermont Auvergne lors de la 25e journée de TOP 14 2011-2012
- trophée de « L’Esprit Rugby » : Le Stade Montois et la Section Paloise pour la finale de PRO D2 au stade Chaban-Delmas (Bordeaux)
- prix du président : Serge Kampf
- Marius d'Or : Les Spécialistes Rugby

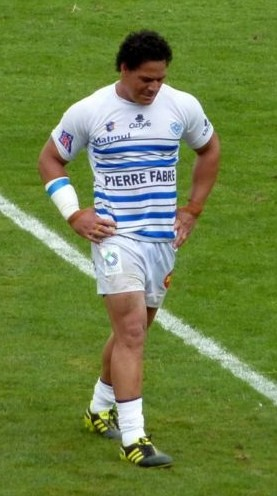
Chris Masoe
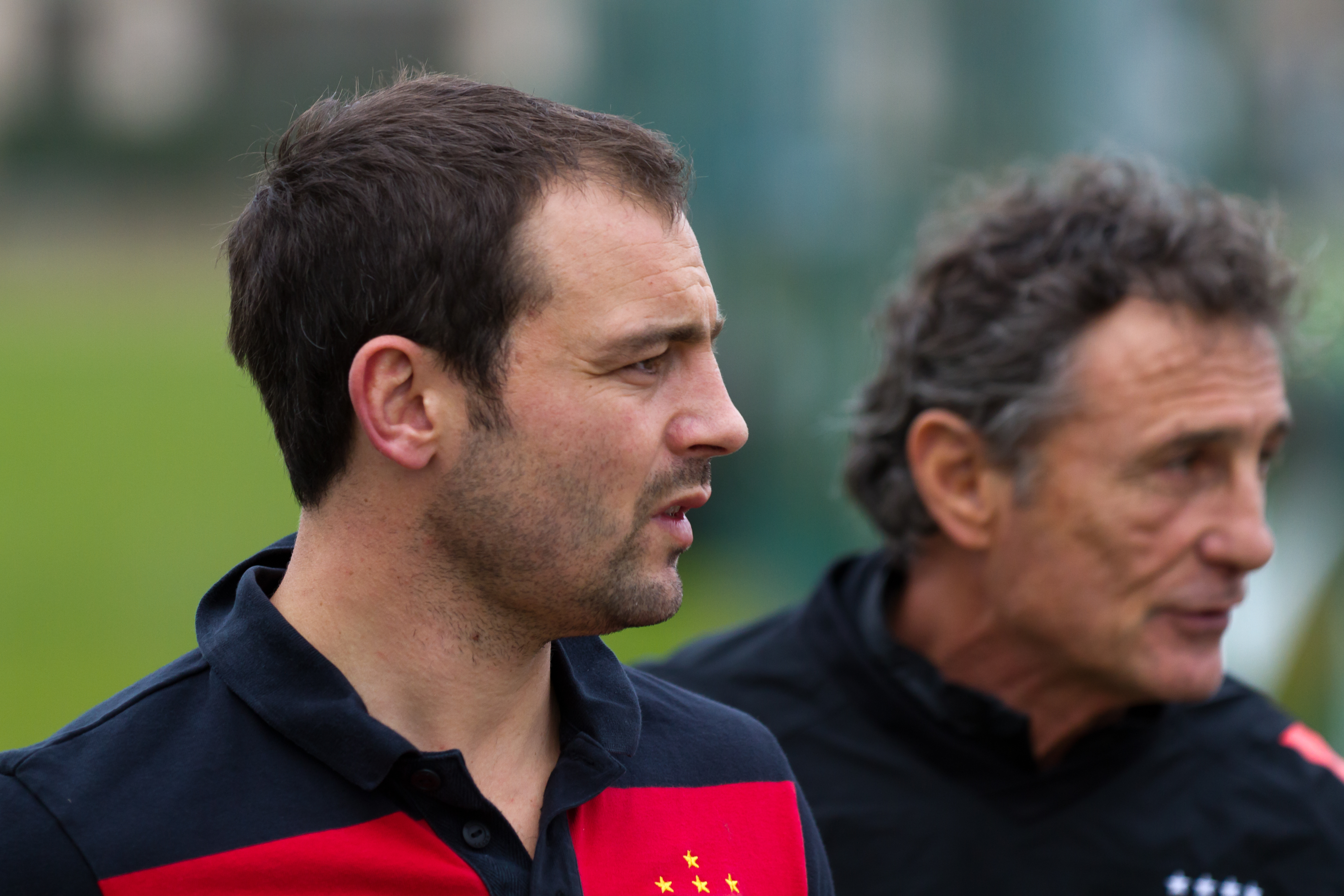
Jean-Baptiste Élissalde et Guy Novès
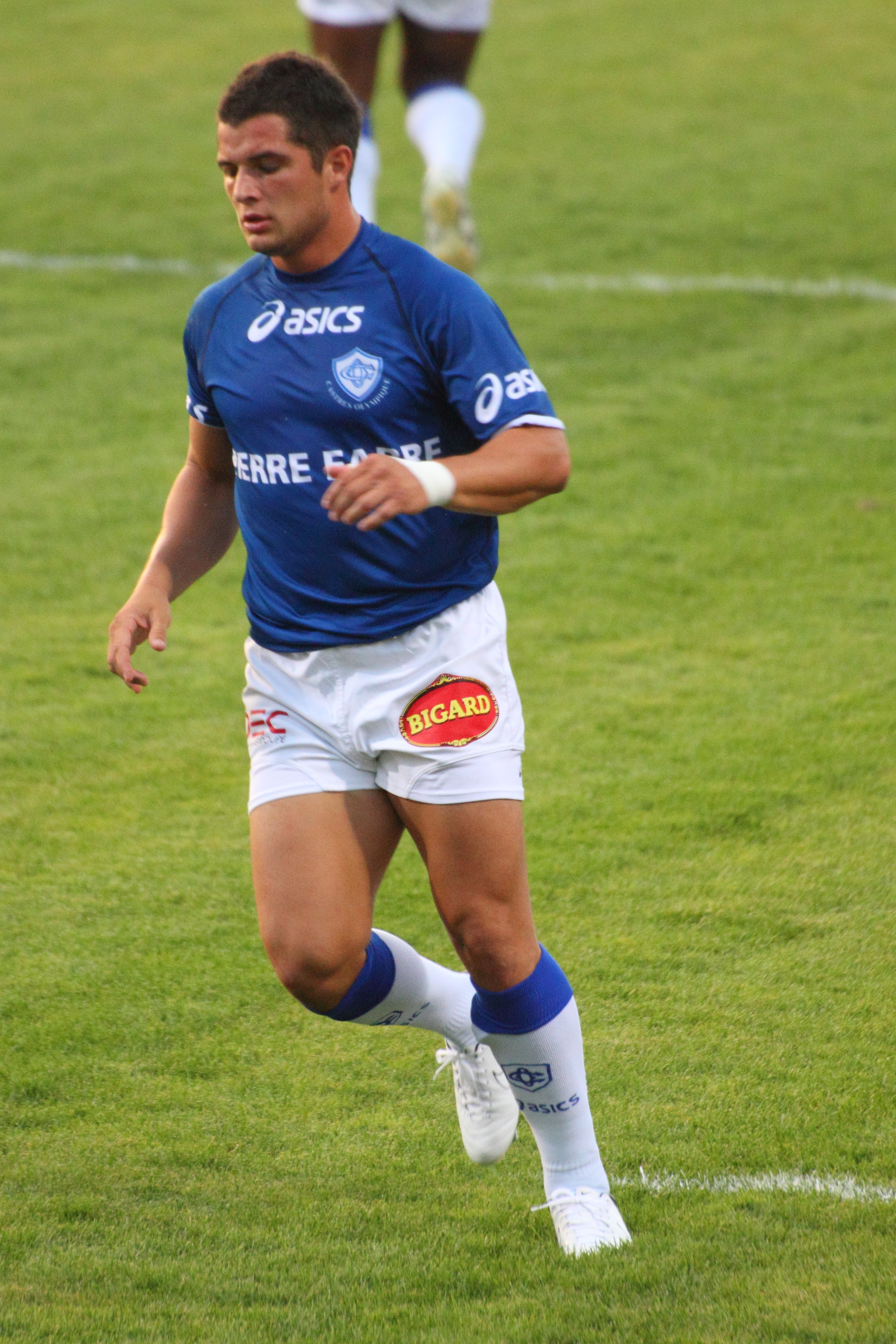
Brice Dulin
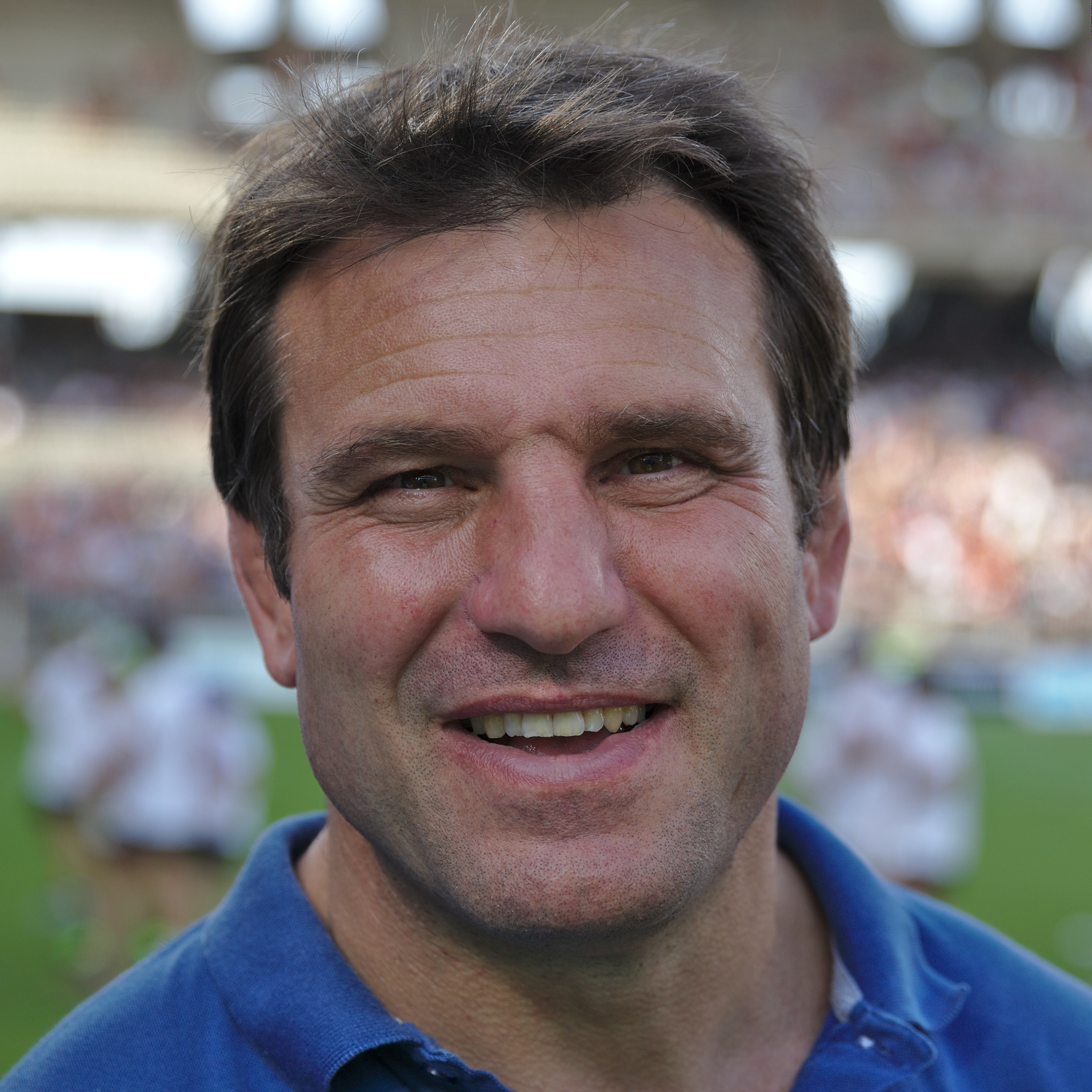
Fabrice Landreau

### Dixième Nuit du rugby (2013)
La dixième Nuit du rugby est pour la première fois, retransmise sur Infosport+ et Dailymotion, le lundi 21 octobre 2013, à 20h45, en direct depuis l'École nationale supérieure des beaux-arts, la soirée est présentée par Isabelle Ithurburu, présentatrice de Jour de rugby et intervieweuse terrain sur les matches du Top 14 sur Canal+.
Le palmarès de la dixième Nuit du rugby est le suivant :
- meilleur joueur du Top 14 : Rory Kockott ( Afrique du Sud, Castres olympique)
- meilleur staff d’entraîneurs du Top 14 : Laurent Travers et Laurent Labit (Castres olympique)
- meilleure révélation : Gaël Fickou ( France, Stade toulousain)
- meilleur joueur international français : Wesley Fofana (ASM Clermont)
- meilleur joueur de la Pro D2 : Julien Caminati ( France, CA Brive)
- meilleur staff d’entraîneurs de la Pro D2 : Christophe Urios et Frédéric Charrier (US Oyonnax)
- meilleur arbitre : Mathieu Raynal
- plus bel essai : Yohann Artru (Montpellier HR)

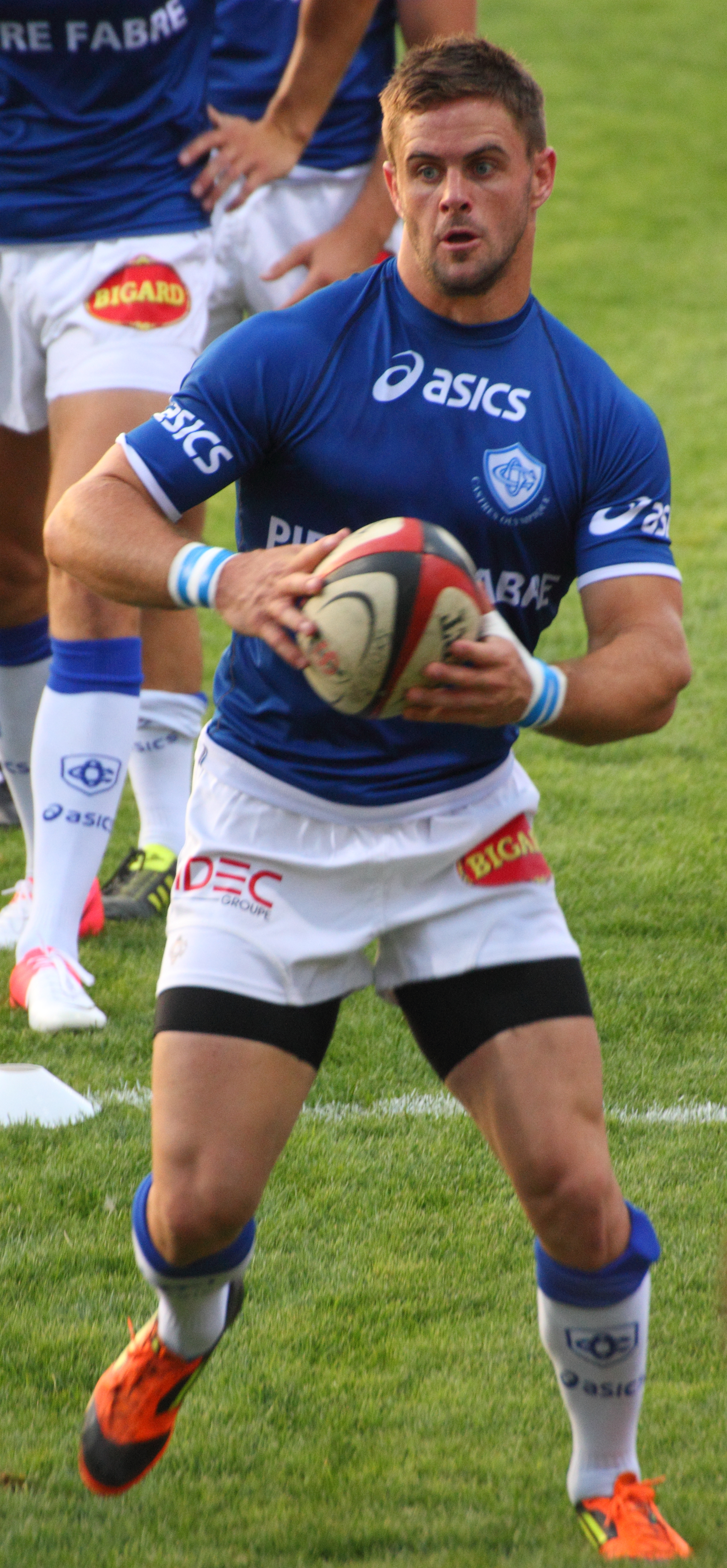
Rory Kockott
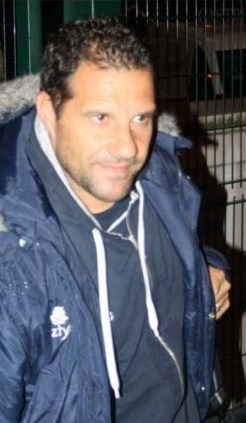
Laurent Labit
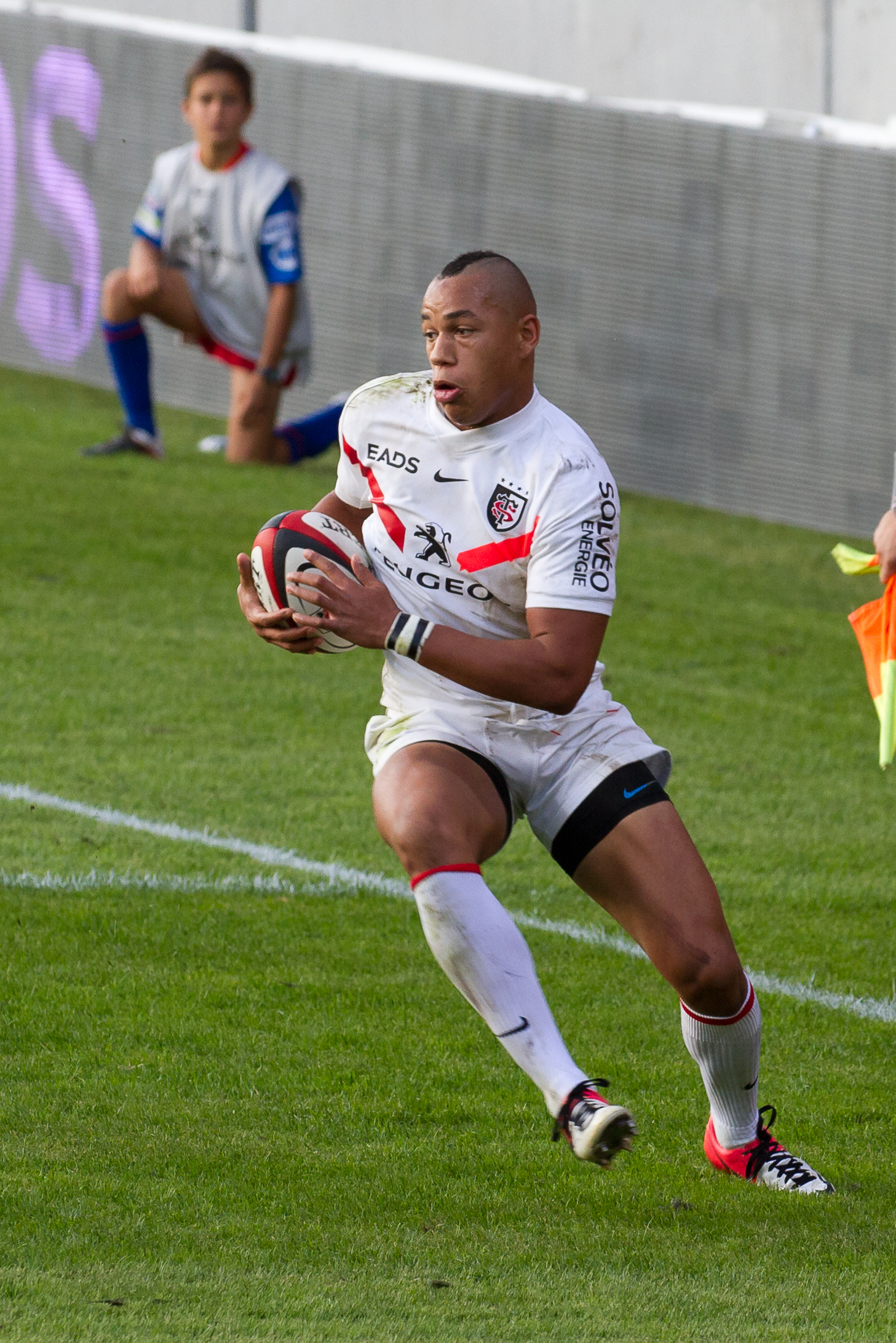
Gaël Fickou
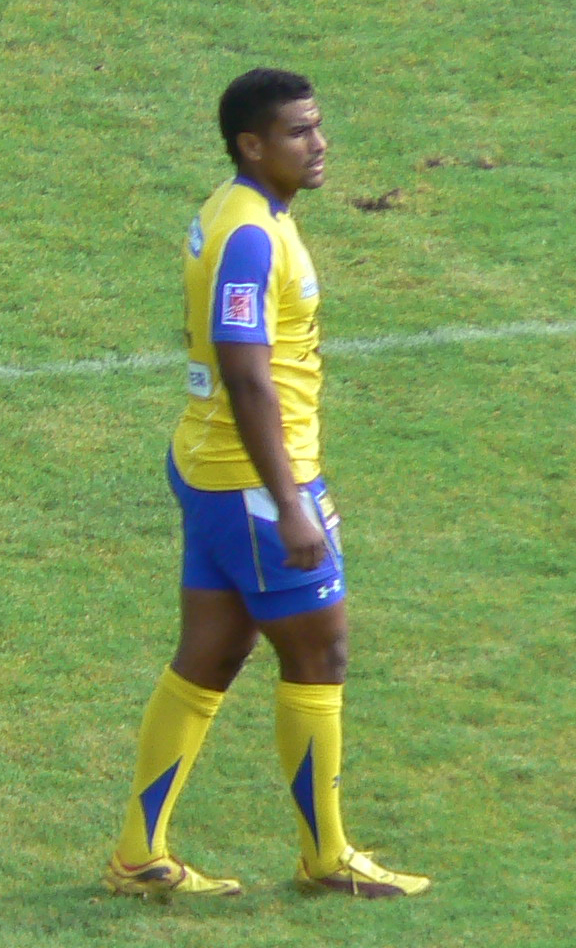
Wesley Fofana
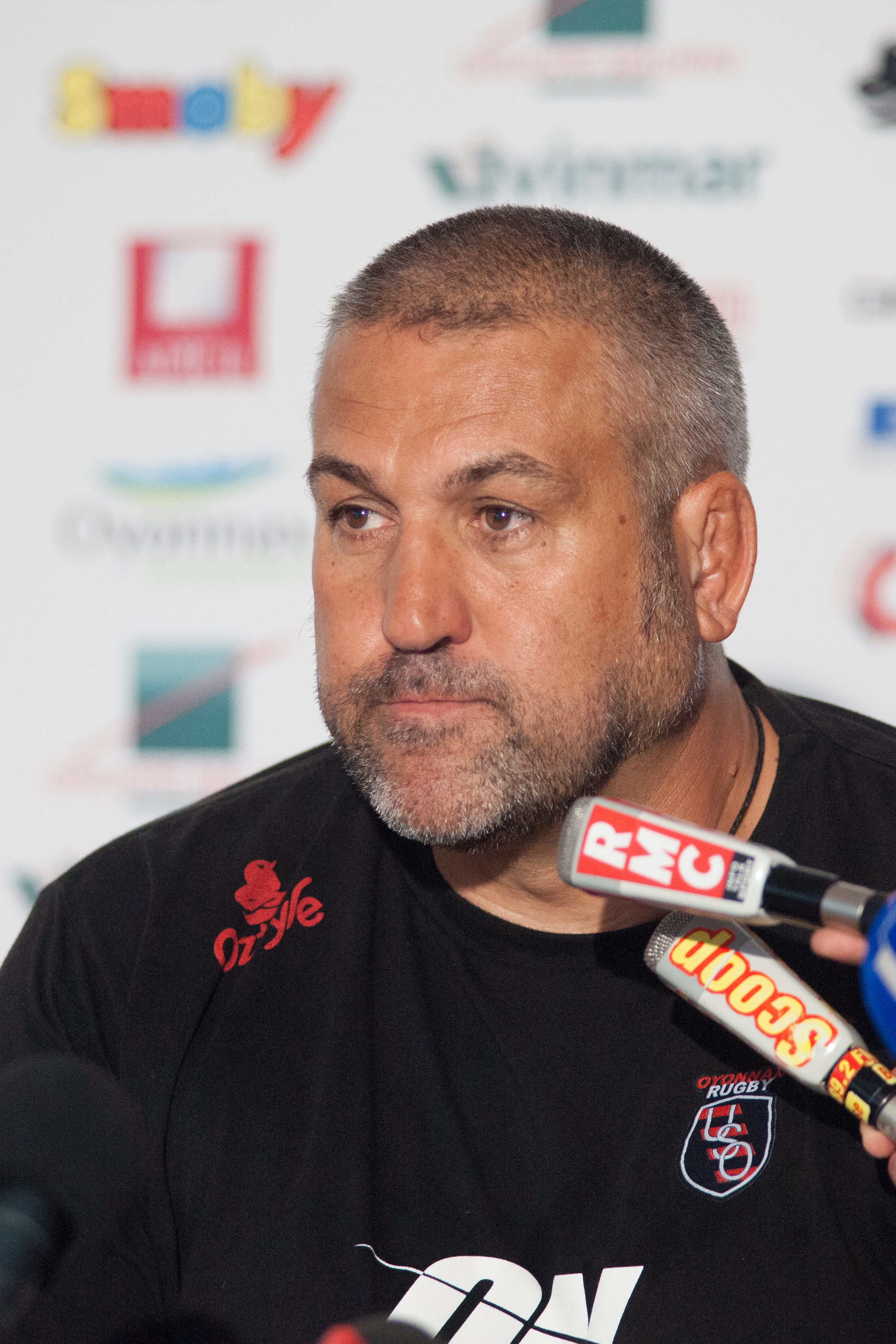
Christophe Urios
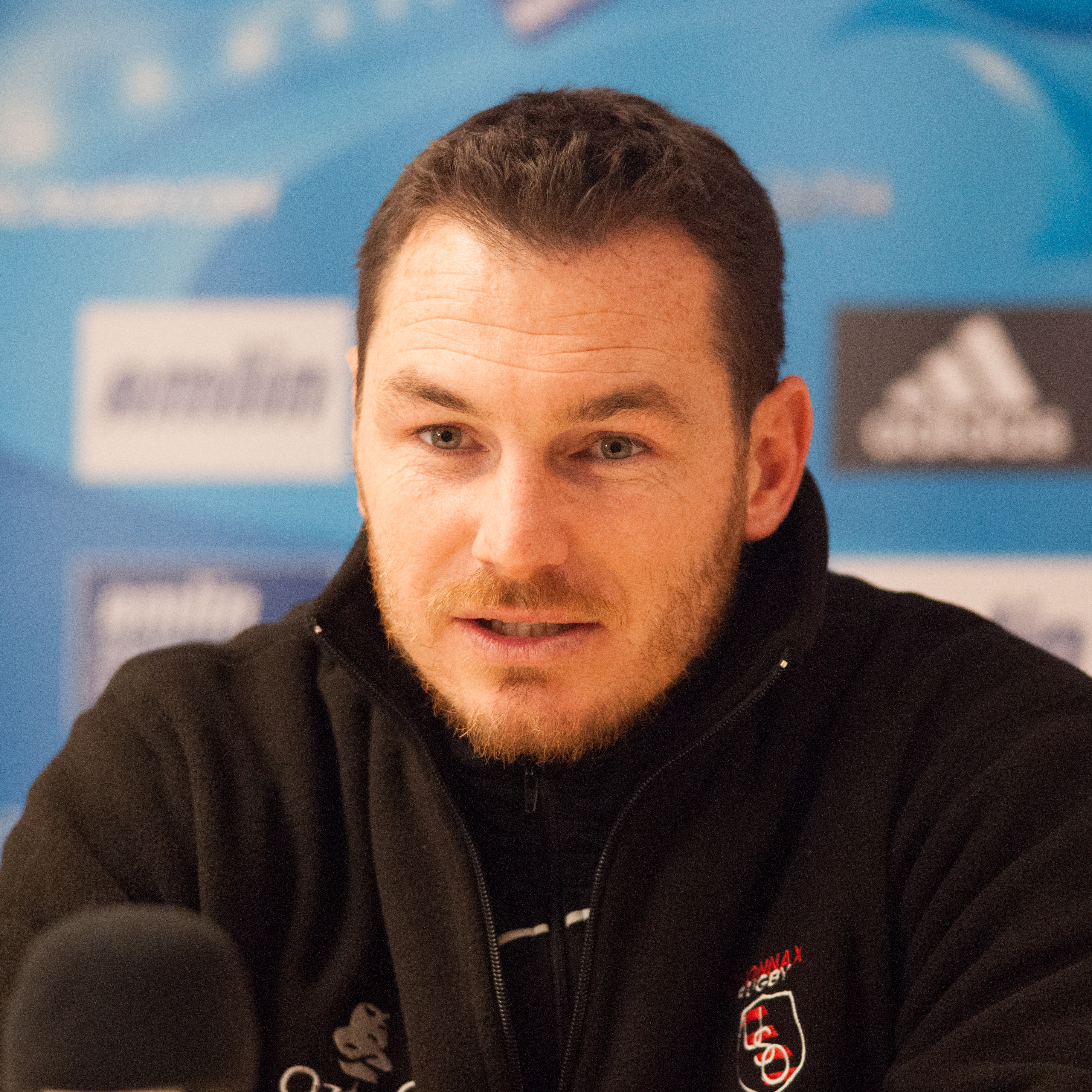
Frédéric Charrier

### Onzième Nuit du rugby (2014)
La onzième Nuit du rugby est retransmise sur Infosport+ et Dailymotion le lundi 6 octobre 2014, à 20 h 30, en direct depuis le Palais Brongniart. La soirée est présentée par Isabelle Ithurburu, présentatrice de Jour de rugby sur Canal+.
Le palmarès est le suivant :
- meilleur joueur du Top 14 : Matt Giteau ( Australie, RC Toulon)
- meilleur staff d’entraîneurs du Top 14 : Bernard Laporte, Jacques Delmas et Pierre Mignoni (RC Toulon)
- meilleure révélation : Rémi Lamerat ( France, Castres olympique)
- meilleur joueur international français : Brice Dulin (Castres olympique)
- meilleur joueur de la Pro D2 : Mosese Ratuvou ( Fidji, Lyon OU)
- meilleur staff d’entraîneurs de la Pro D2 : Tim Lane et Olivier Azam (Lyon OU)
- meilleur arbitre : Romain Poite
- plus bel essai : Julien Arias (Stade français)
- Trophée d'Honneur du Top 14 : Jonny Wilkinson ( Angleterre, RC Toulon)

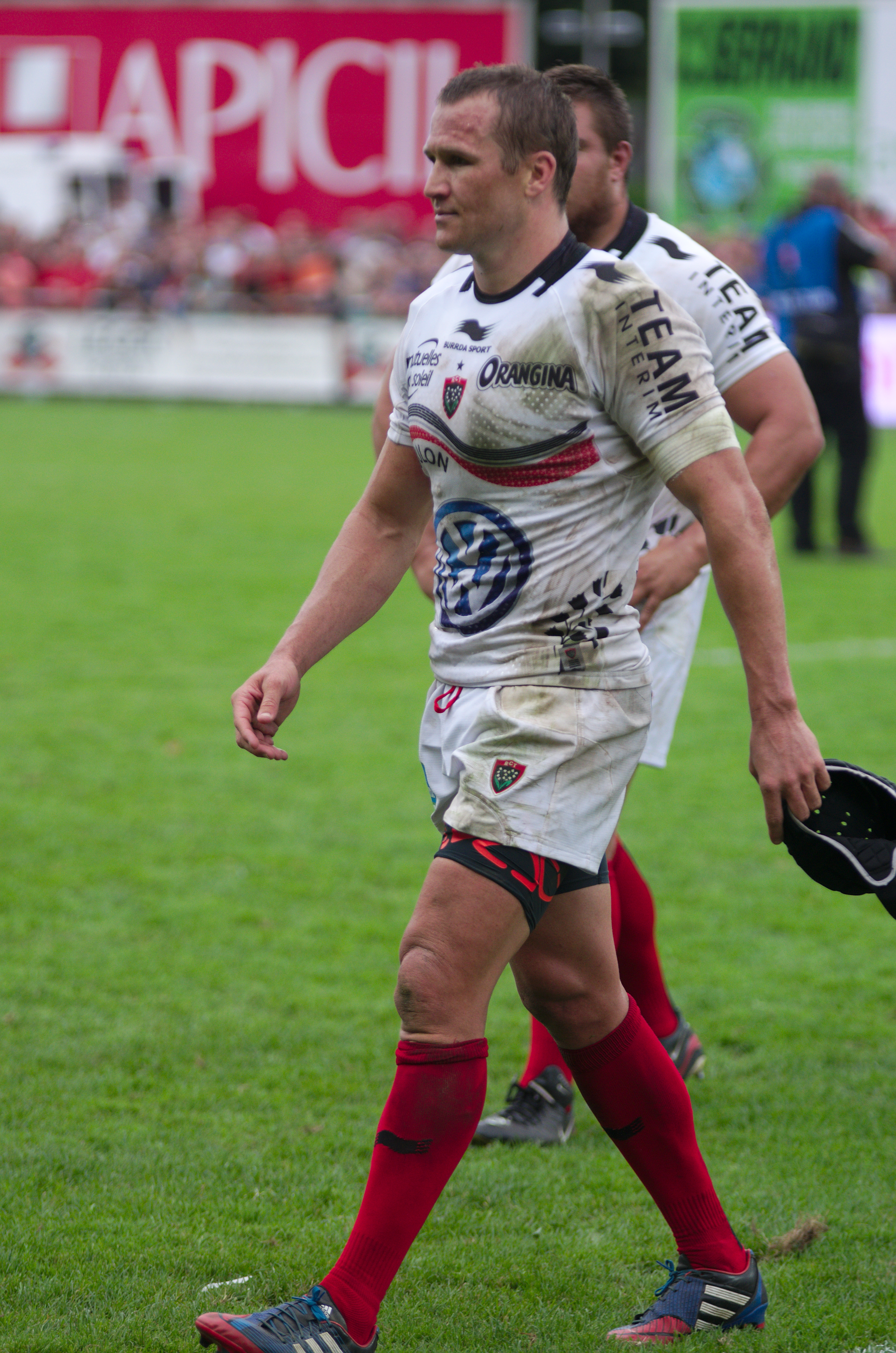
Matt Giteau
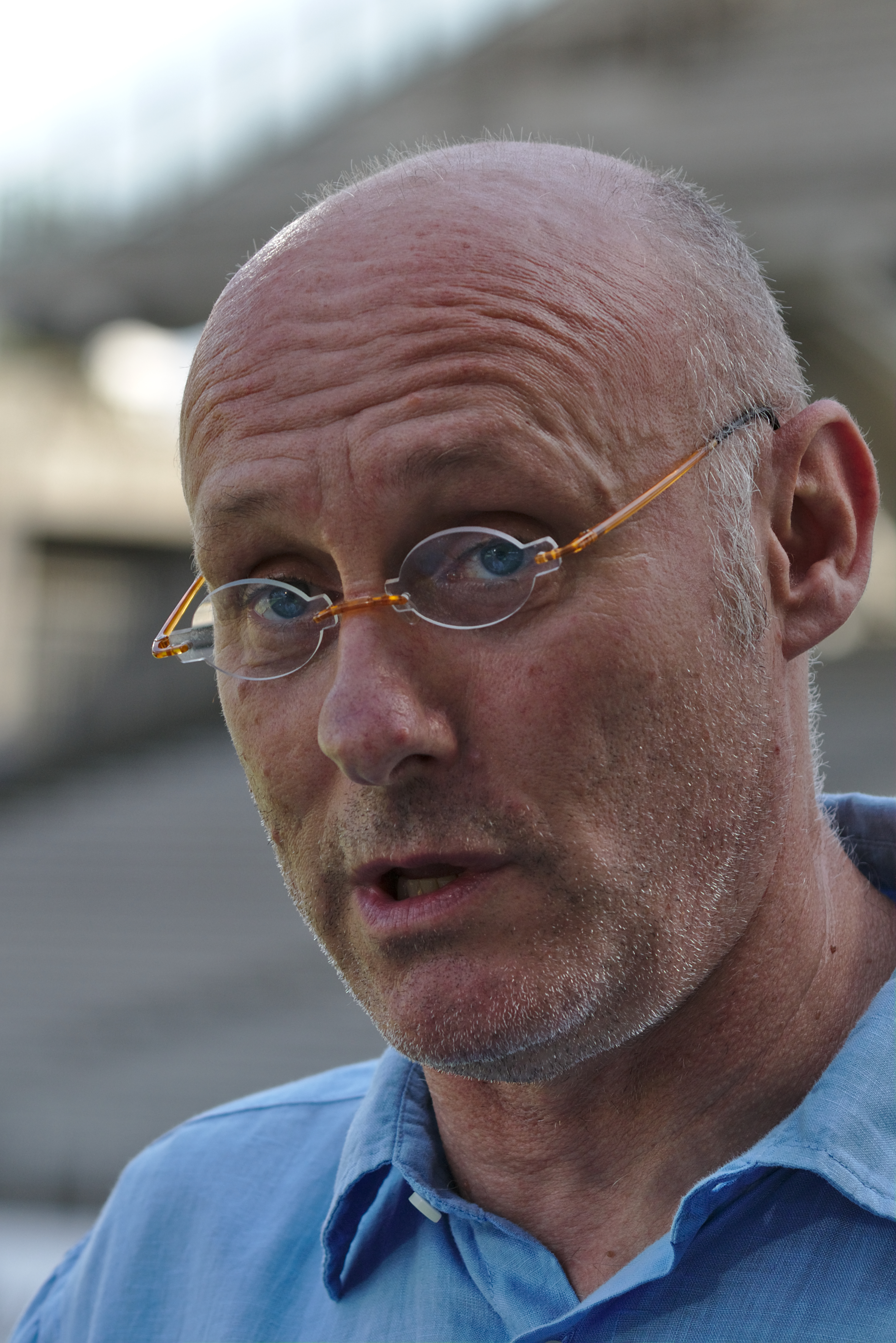
Bernard Laporte
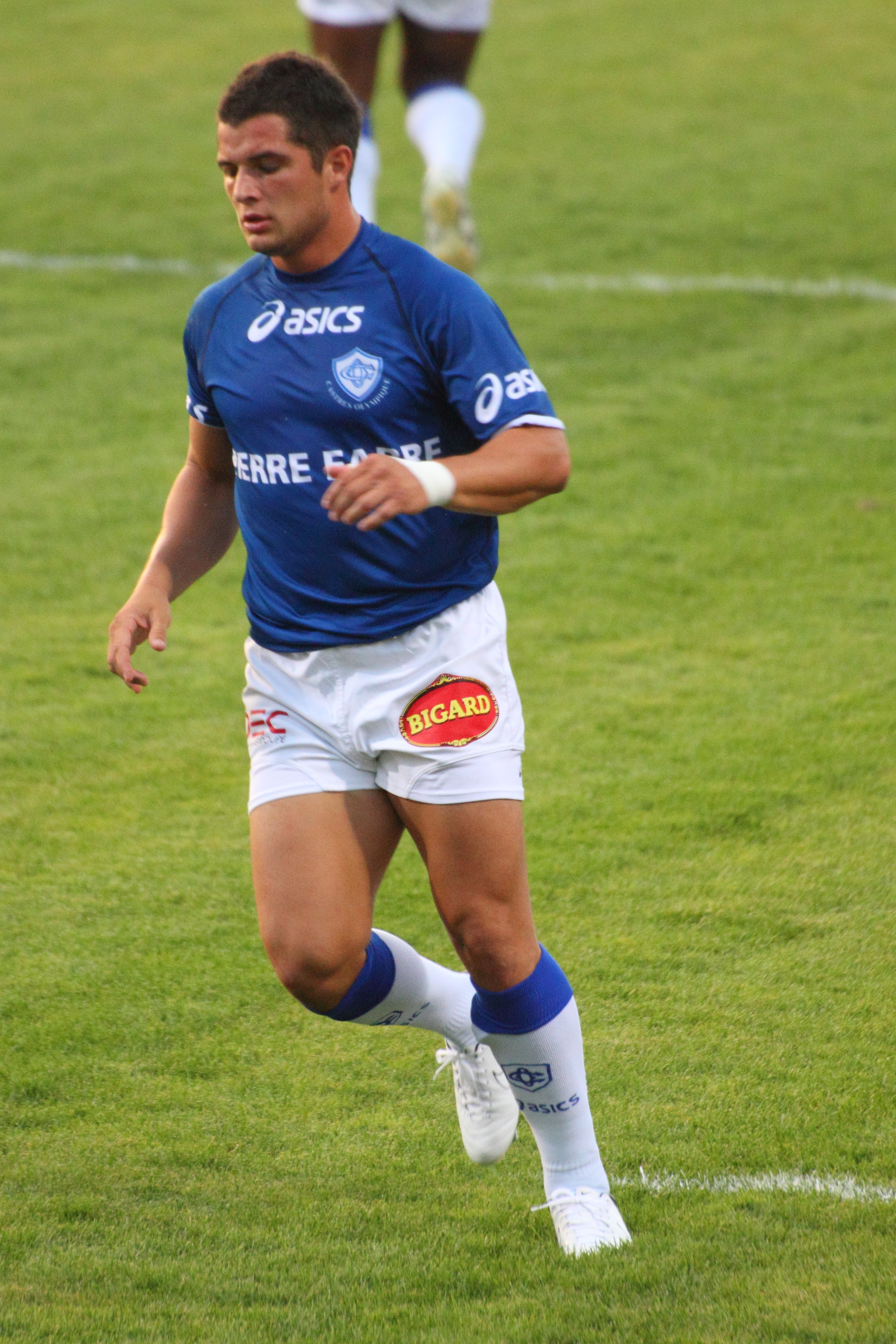
Brice Dulin
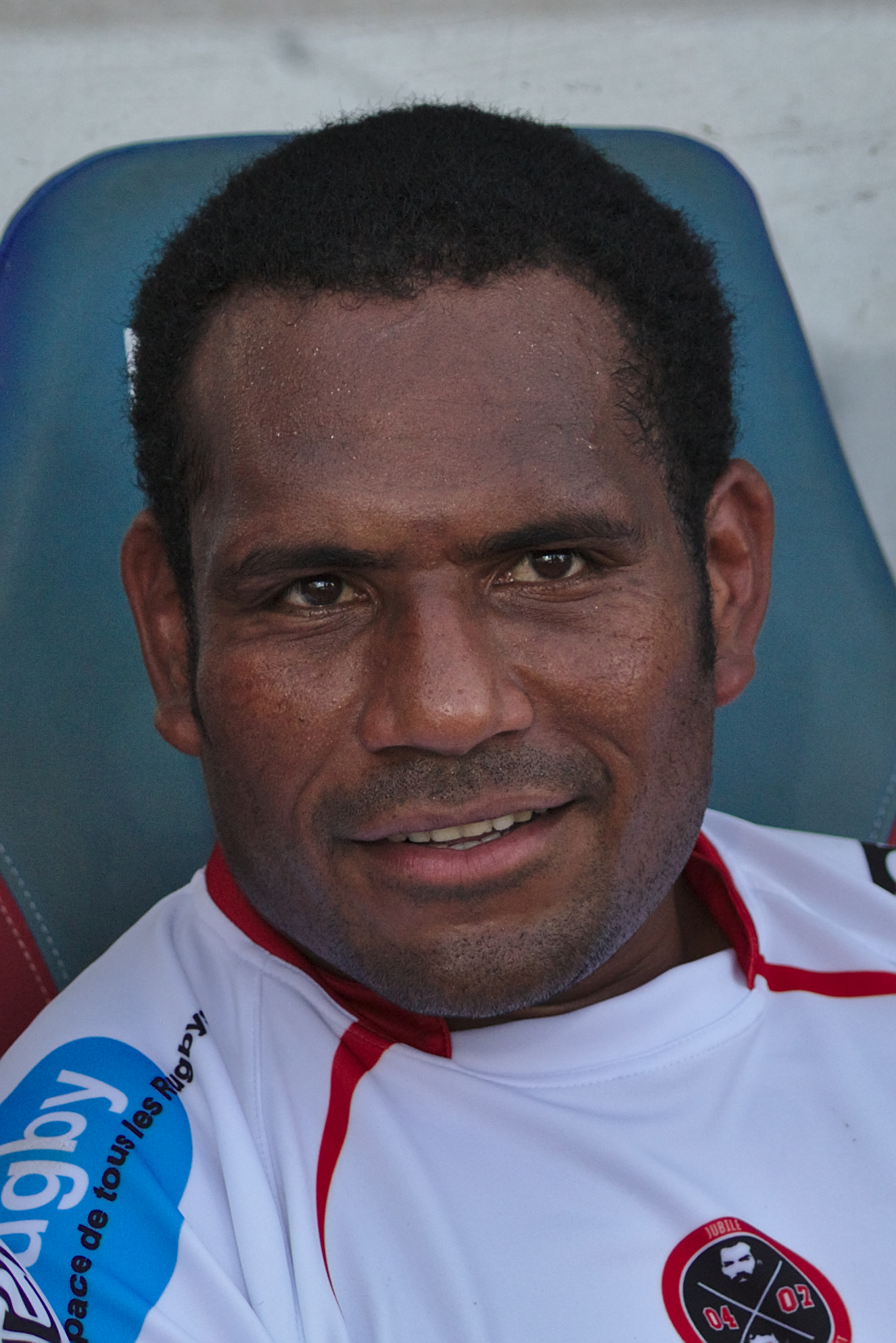
Mosese Ratuvou
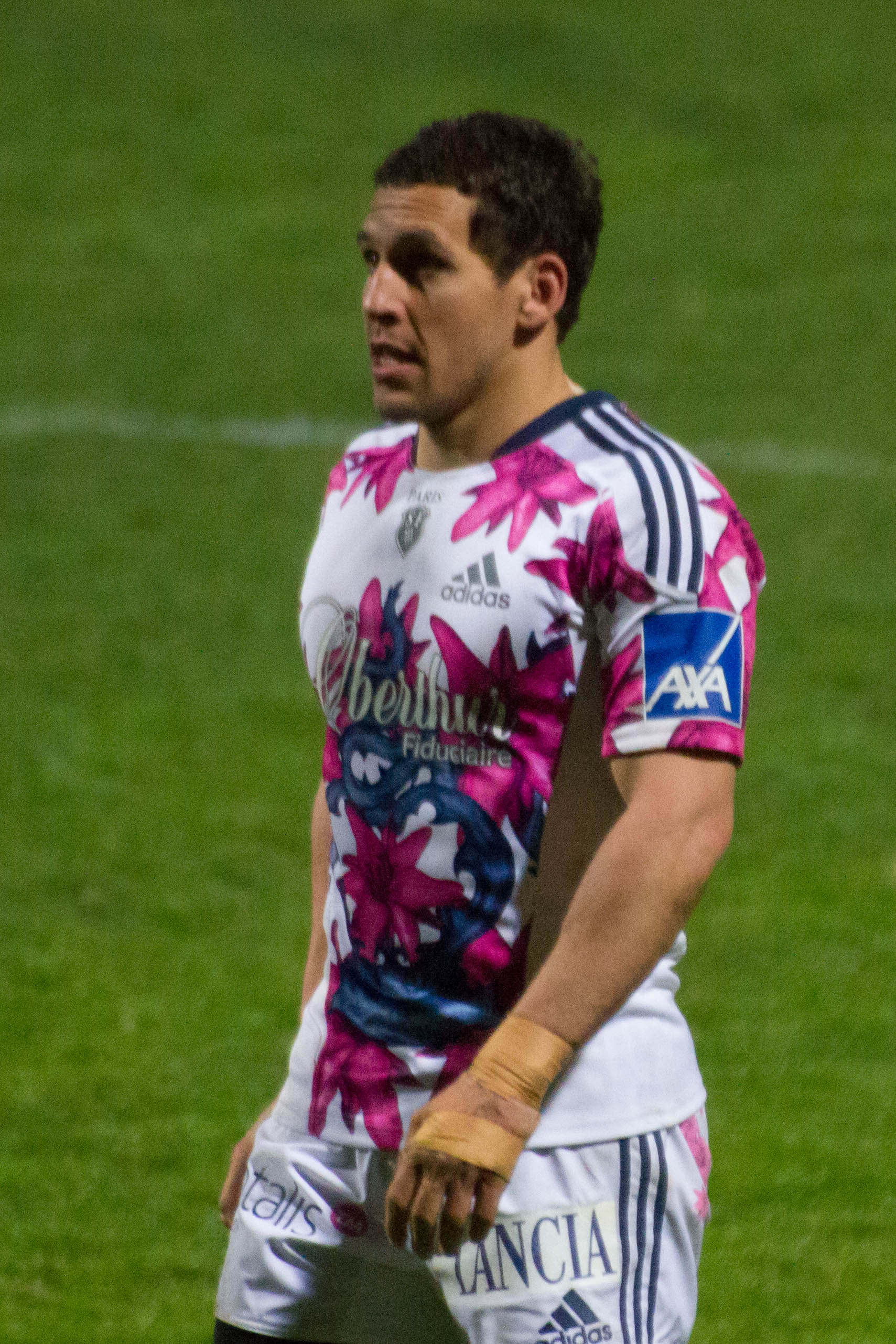
Julien Arias
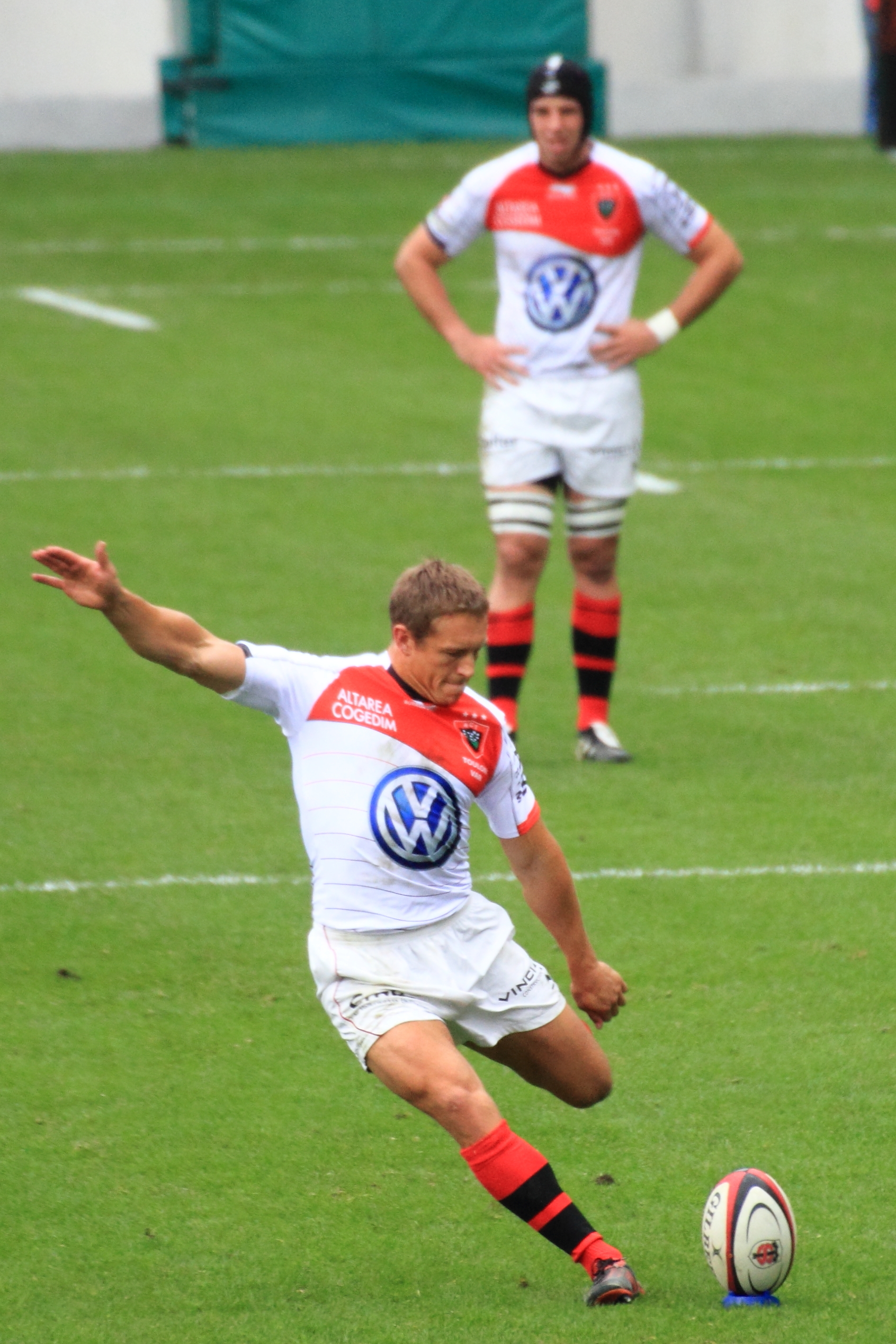
Jonny Wilkinson

### Douzième Nuit du rugby (2015)
La douzième Nuit du rugby est retransmise en direct sur Canal+Sport le lundi 18 janvier 2016, à 20 h 30, en direct depuis l'Olympia. La soirée est présentée par Isabelle Ithurburu, présentatrice du Canal Rugby Club sur Canal+. Initialement programmé le 23 novembre 2015, la cérémonie est reportée à la suite des attentats du 13 novembre 2015 en France.
Le palmarès est le suivant :
- meilleur joueur du Top 14 : Sergio Parisse ( Italie, Stade français)
- meilleur staff d’entraîneurs du Top 14 : Gonzalo Quesada, Simon Raiwalui et Jean-Frédéric Dubois (Stade français)
- meilleure révélation : Jonathan Danty ( France, Stade français)
- meilleur joueur international français : Yoann Huget (Stade toulousain)
- meilleur joueur de la Pro D2 : James Coughlan ( Irlande, Section paloise)
- meilleur staff d’entraîneurs de la Pro D2 : Simon Mannix, Joël Rey et David Aucagne (Section paloise)
- meilleur arbitre : Jérôme Garcès
- plus bel essai : Juandré Kruger (Racing 92)
- Trophée d'Honneur : RC Toulon, Champion d'Europe 2015
- Trophée décalé du meilleur chanteur : Benjamin Urdapilleta (US Oyonnax puis Castres olympique)

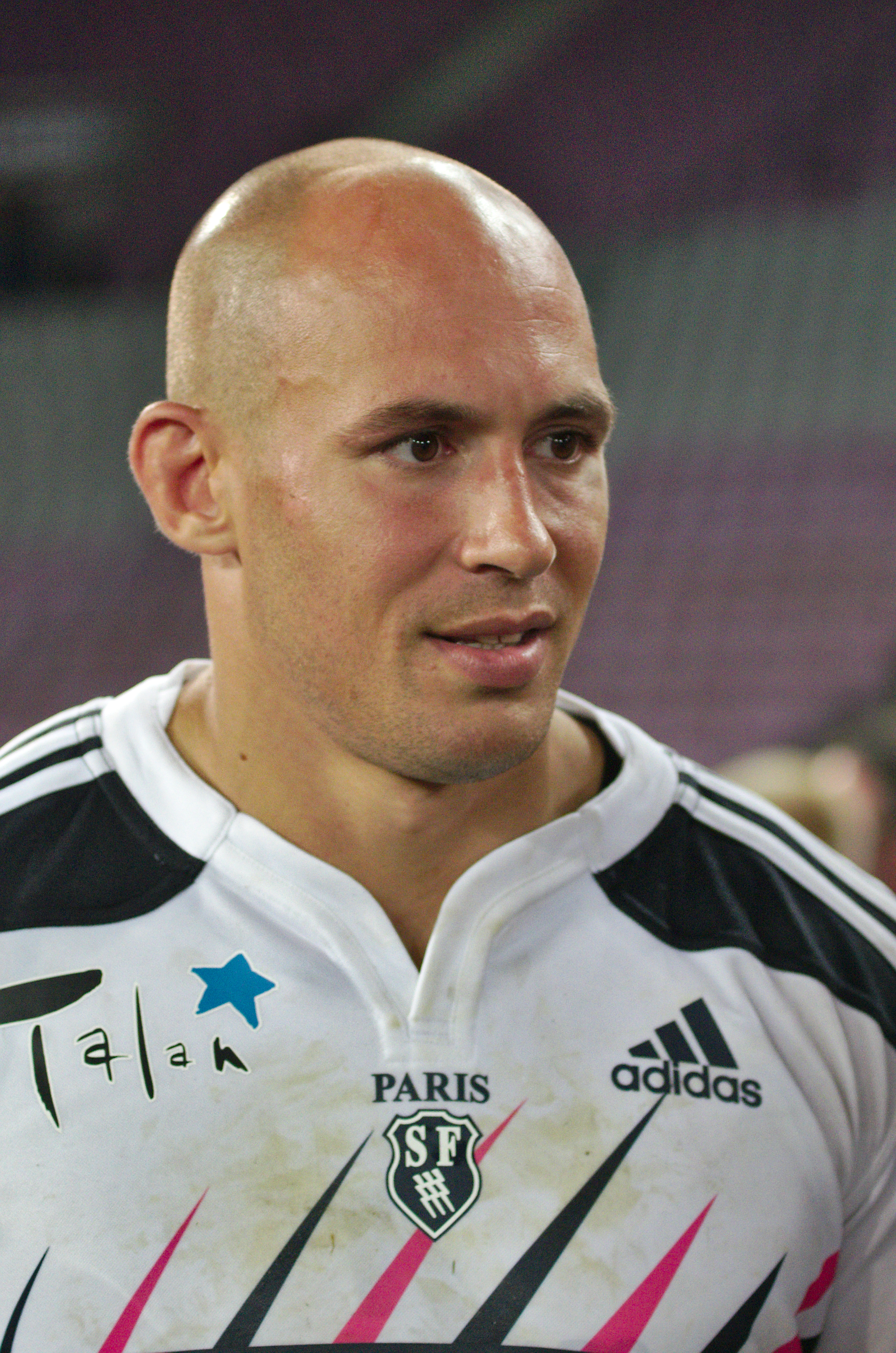
Sergio Parisse
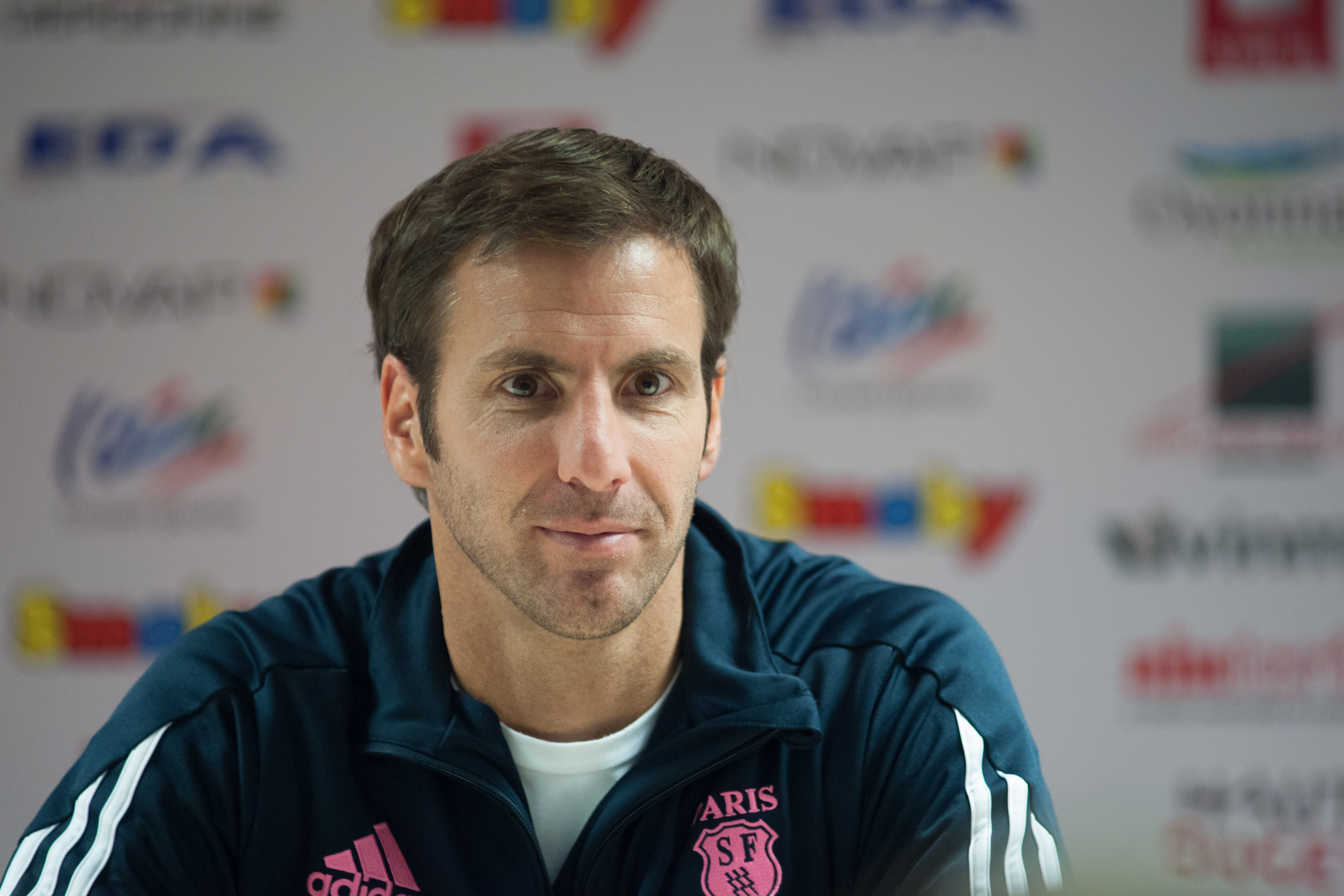
Gonzalo Quesada
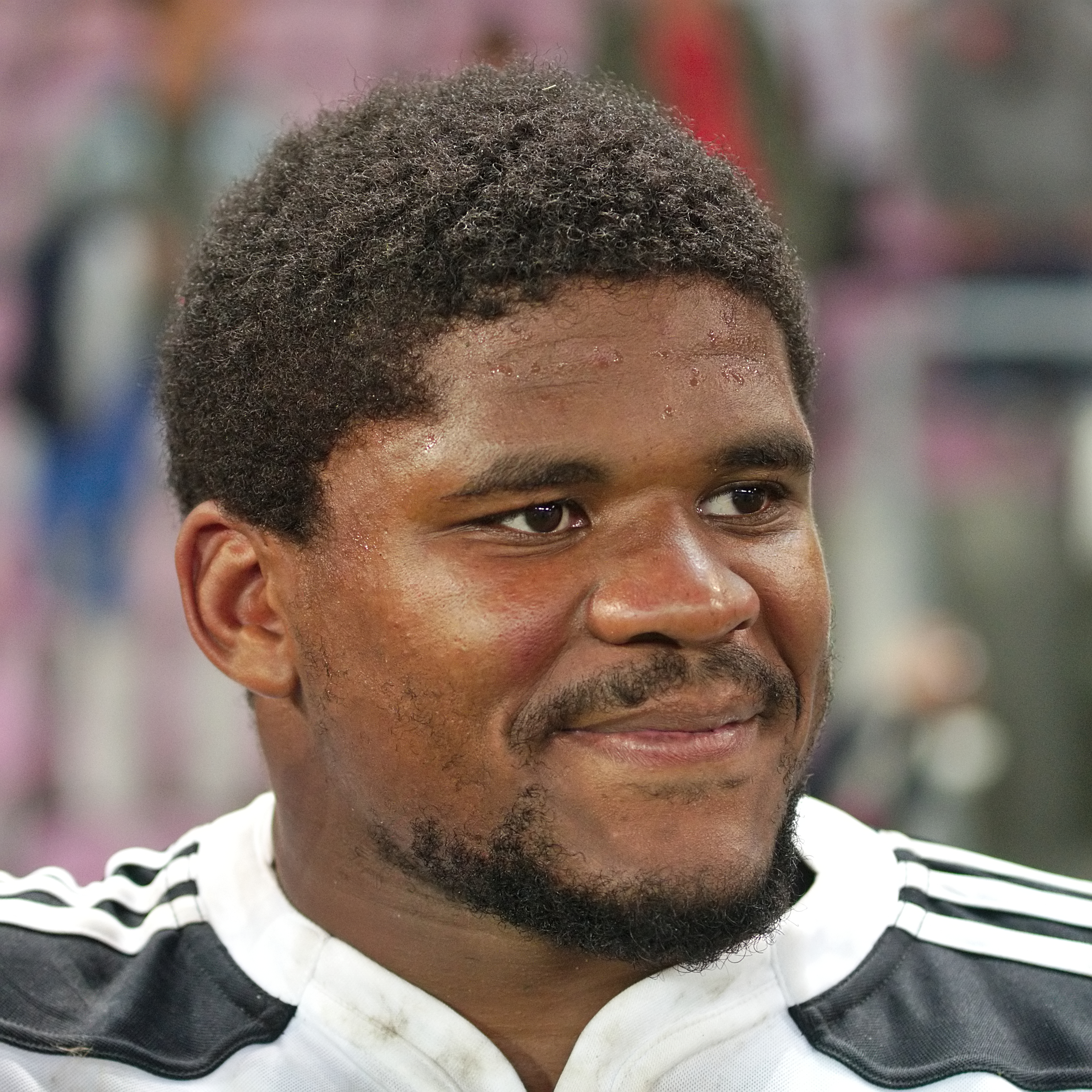
Jonathan Danty
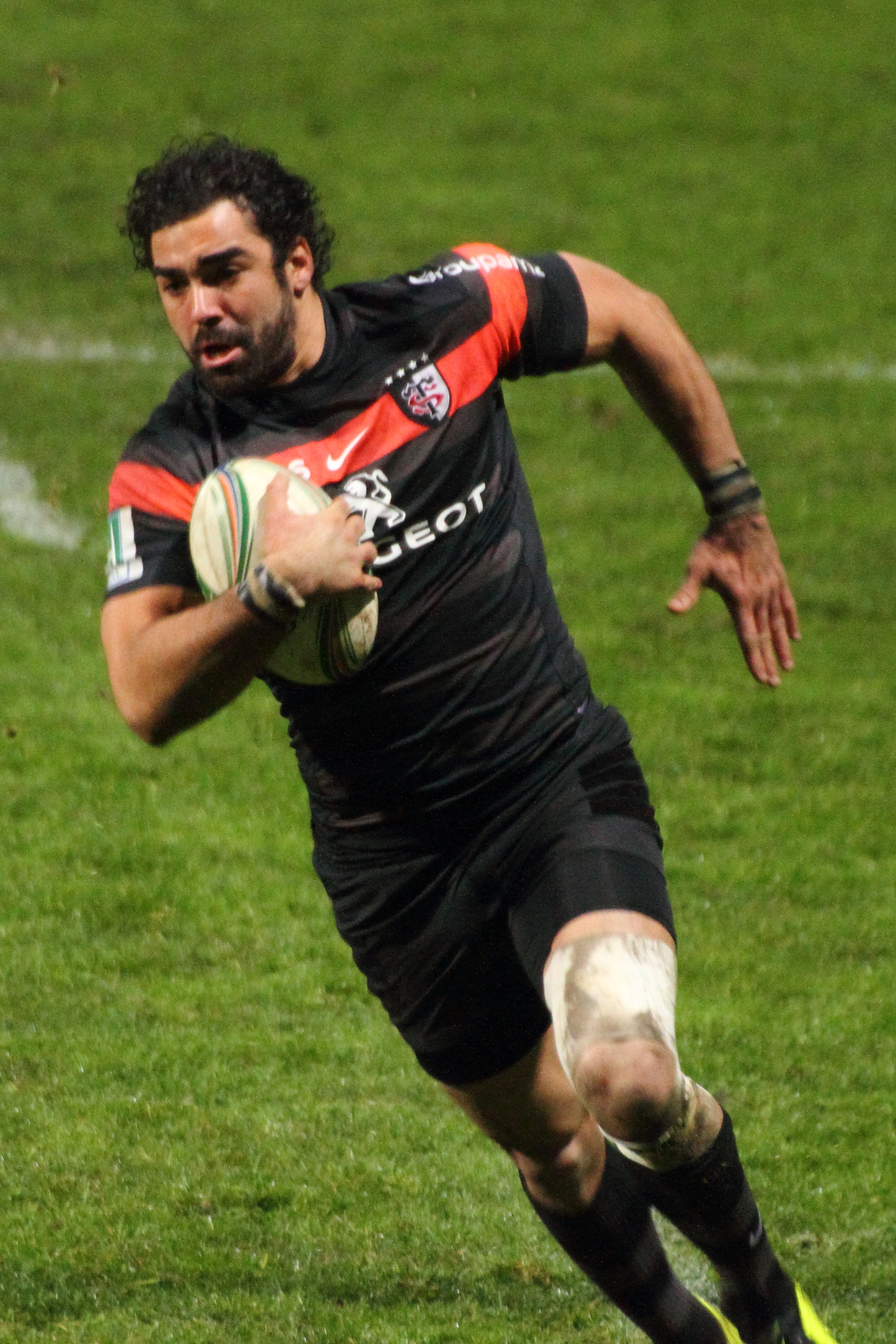
Yoann Huget
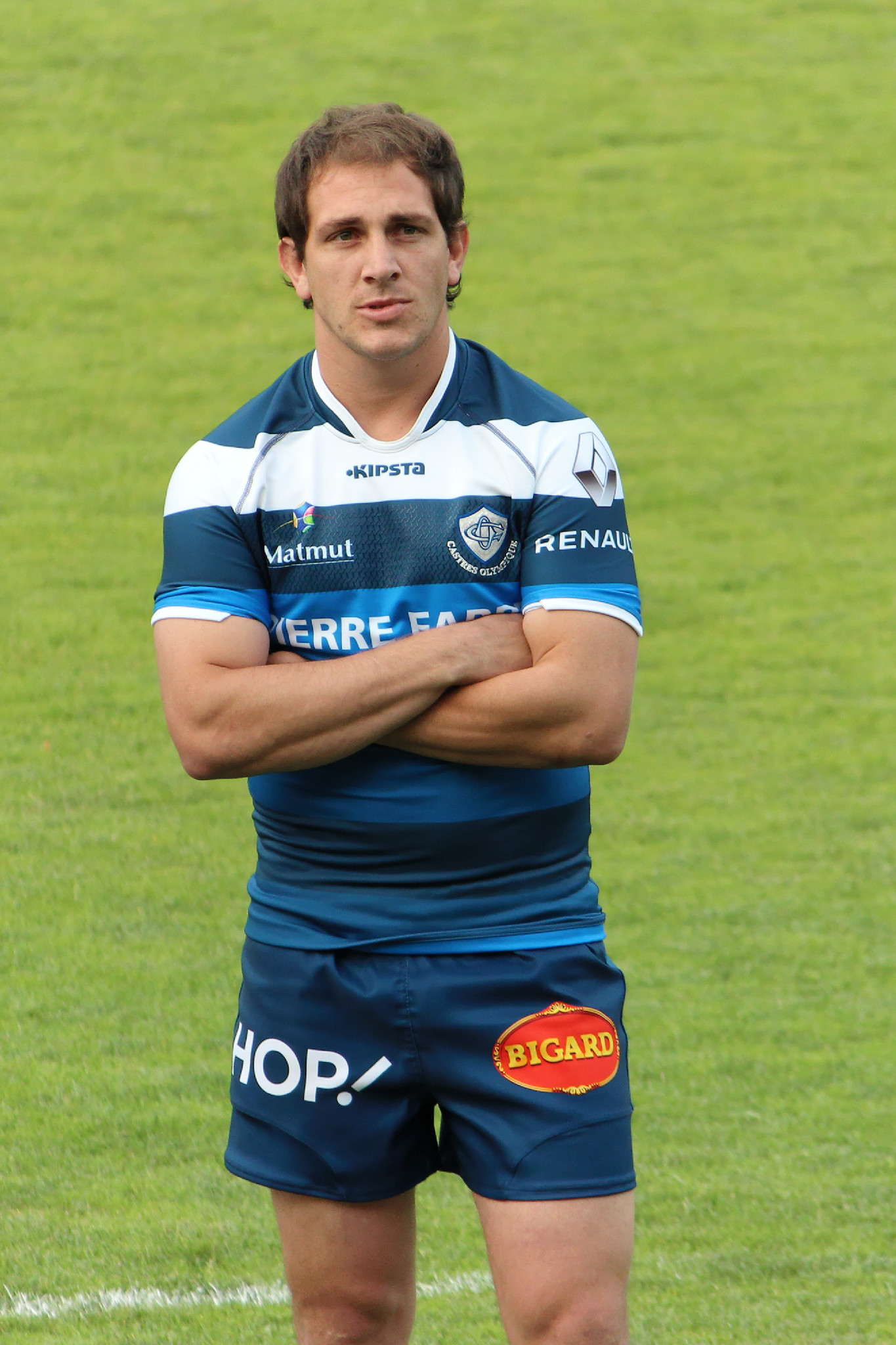
Benjamín Urdapilleta

### Treizième Nuit du rugby (2016)
La treizième Nuit du rugby est retransmise en direct sur Canal+ Décalé et Dailymotion le lundi 10 octobre 2016, à 20 h 30, en direct depuis l'Olympia. La soirée est présentée par Isabelle Ithurburu, présentatrice du Canal Rugby Club sur Canal+, et Guilhem Garrigues, présentateur de Jour de rugby sur Canal+ Sport. La cérémonie est ouverte et clôturée par un live du groupe Naive New Beaters. Julien Cazarre fait plusieurs interventions humoristiques.
Le palmarès est le suivant :
- meilleur joueur du Top 14 : Johan Goosen ( Afrique du Sud, Racing 92)
- meilleur staff d’entraîneurs du Top 14 : Laurent Travers, Laurent Labit et Ronan O'Gara (Racing 92)
- meilleure révélation : Baptiste Serin ( France, Union Bordeaux Bègles)
- meilleur joueur international français : Guilhem Guirado (RC Toulon)
- meilleur joueur de la Pro D2 : Hemani Paea ( Tonga, Lyon OU)
- meilleur staff d’entraîneurs de la Pro D2 : Pierre Mignoni, Sébastien Bruno et David Ellis (Lyon OU)
- meilleur arbitre : Romain Poite
- plus bel essai : Romain Taofifénua (RC Toulon)
- Trophée d'Honneur : Montpellier HR, vainqueur du Challenge européen 2015-2016
- Trophée décalé du joueur digital : Jonathan Best (FC Grenoble)

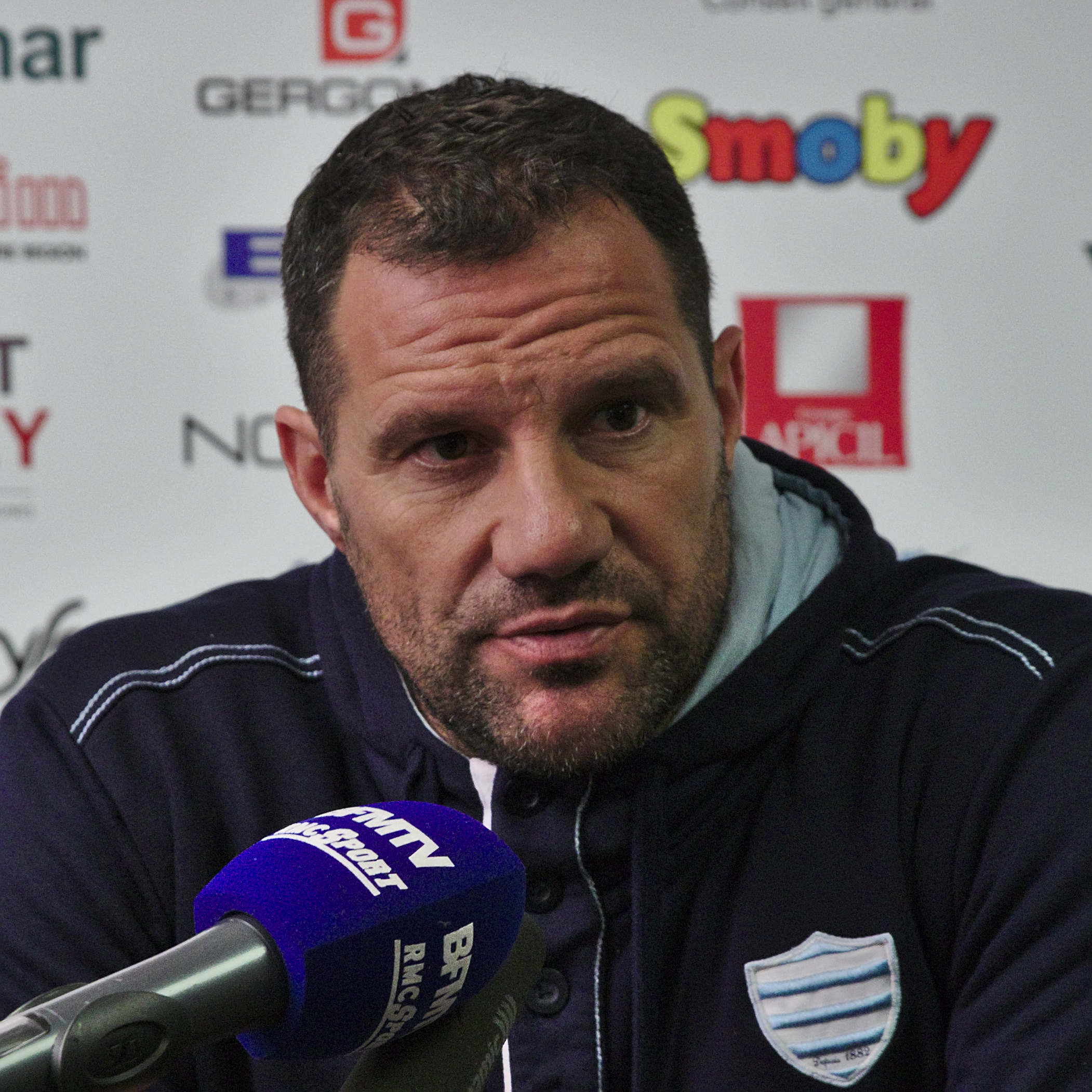
Laurent Labit
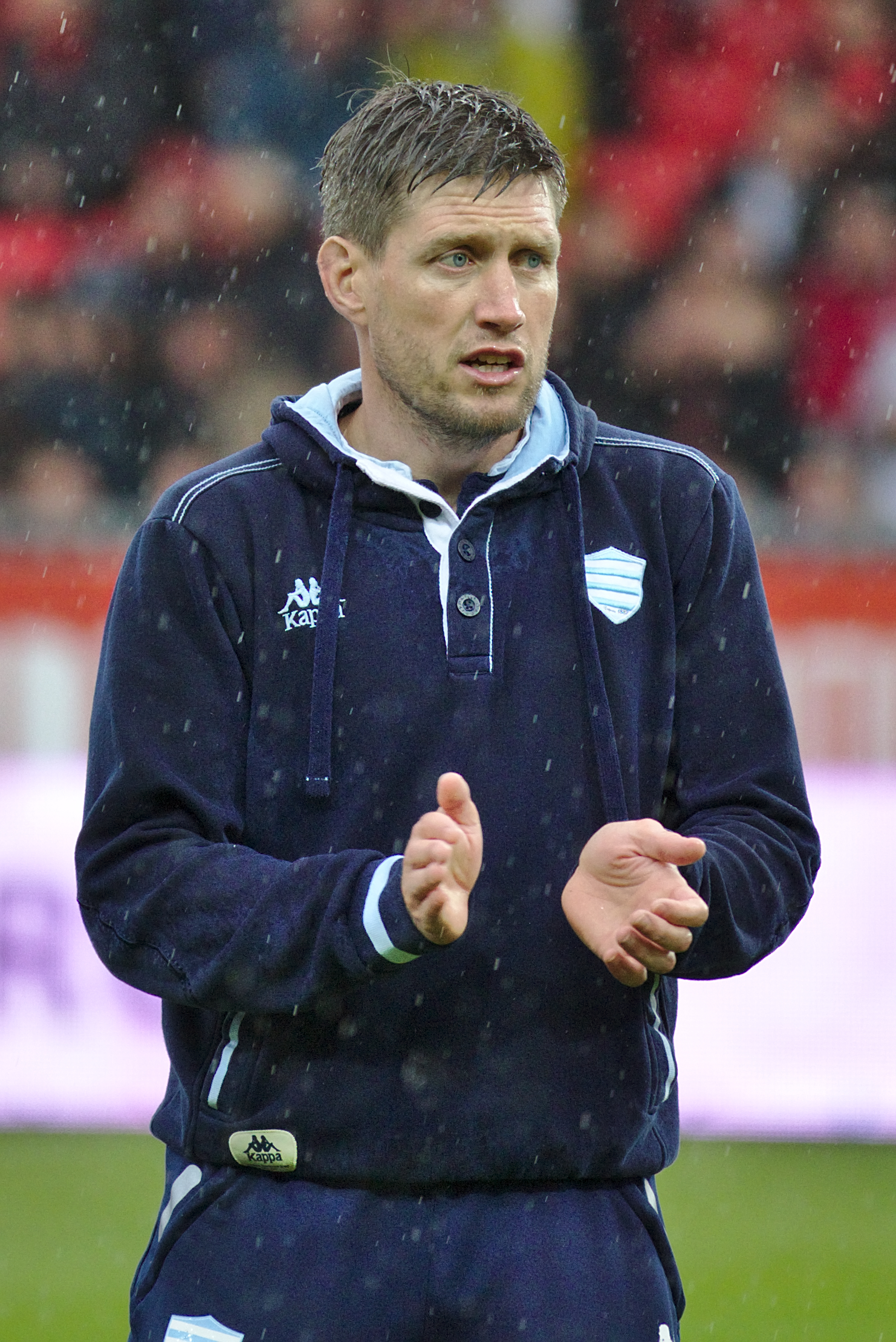
Ronan O'Gara
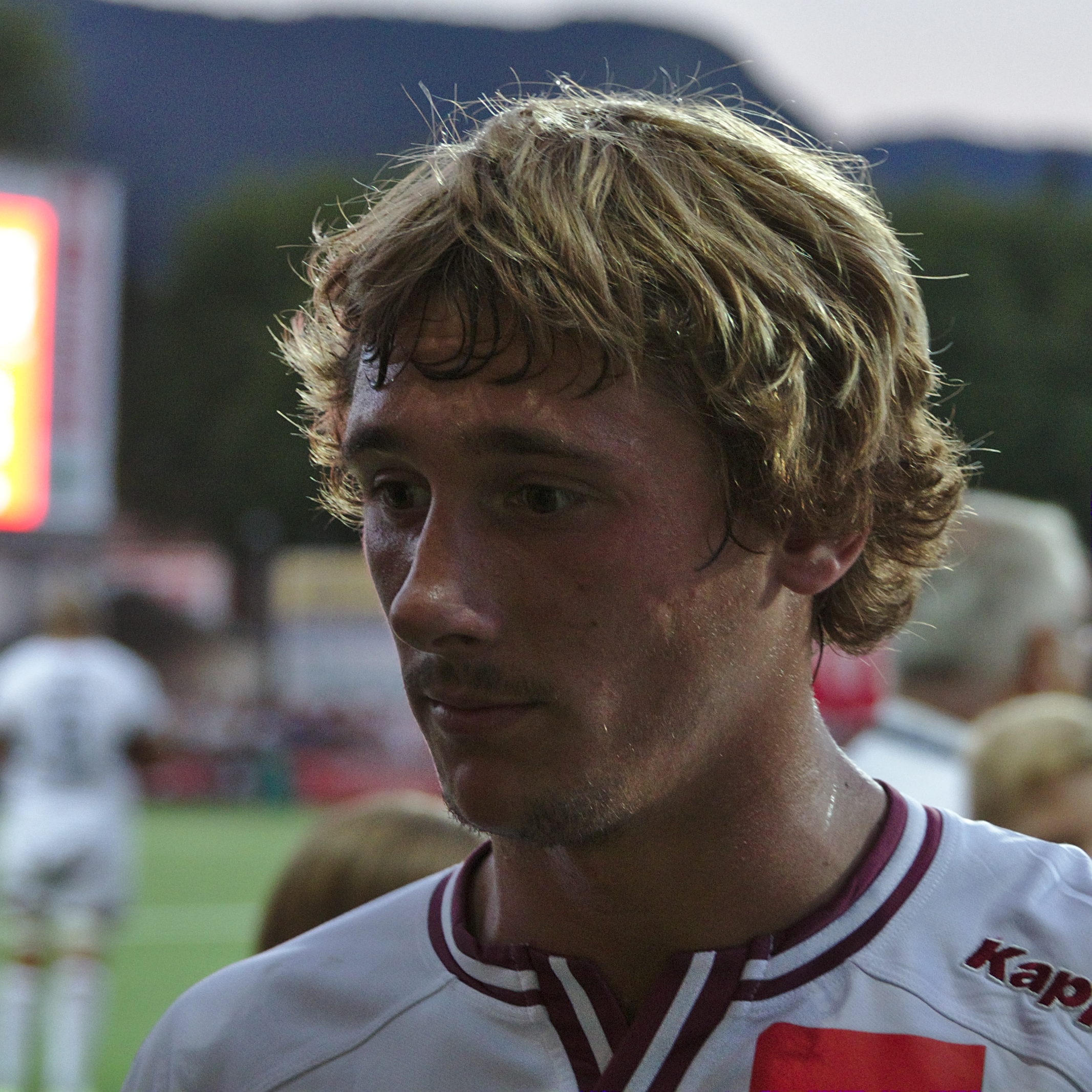
Baptiste Serin
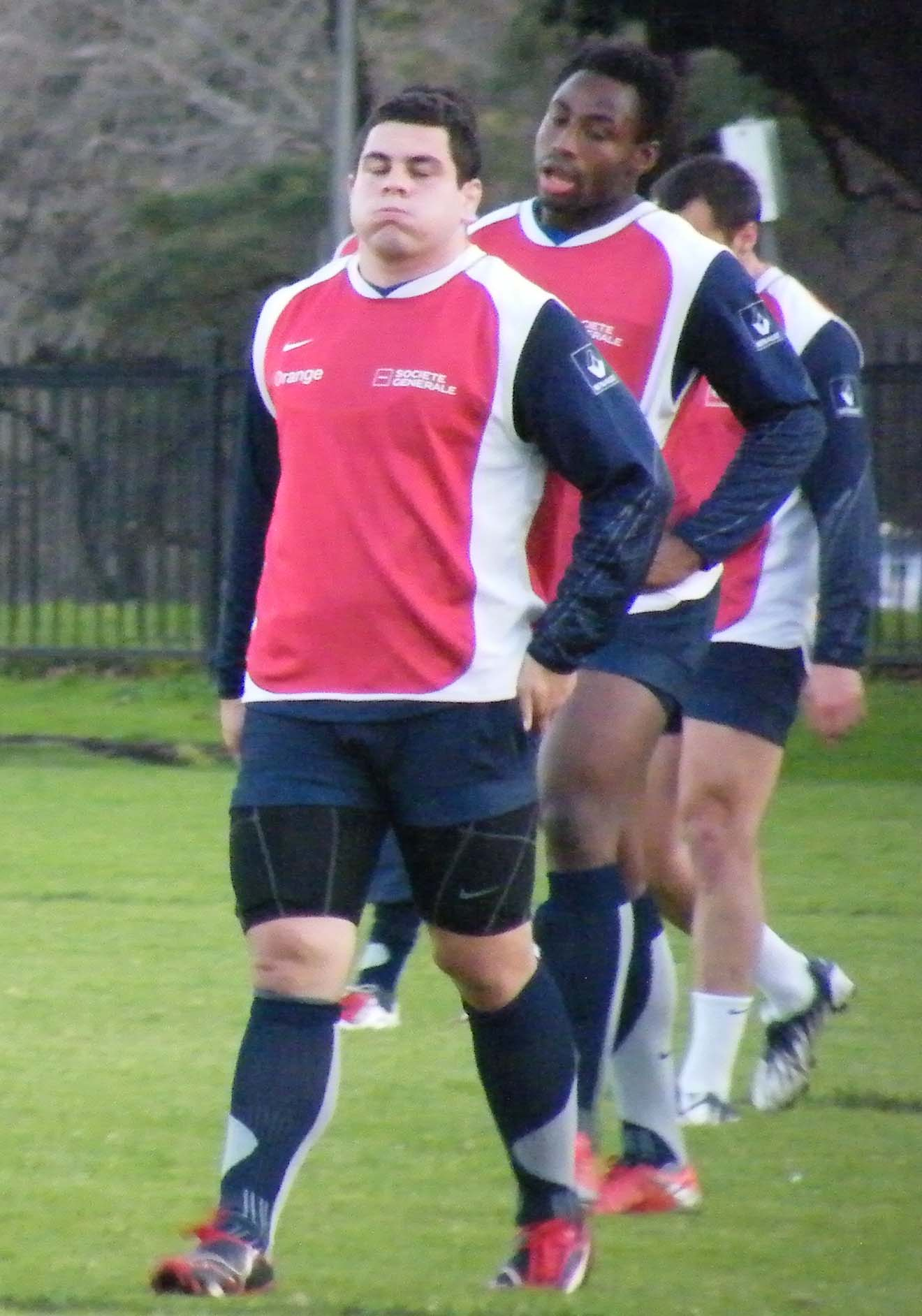
Guilhem Guirado
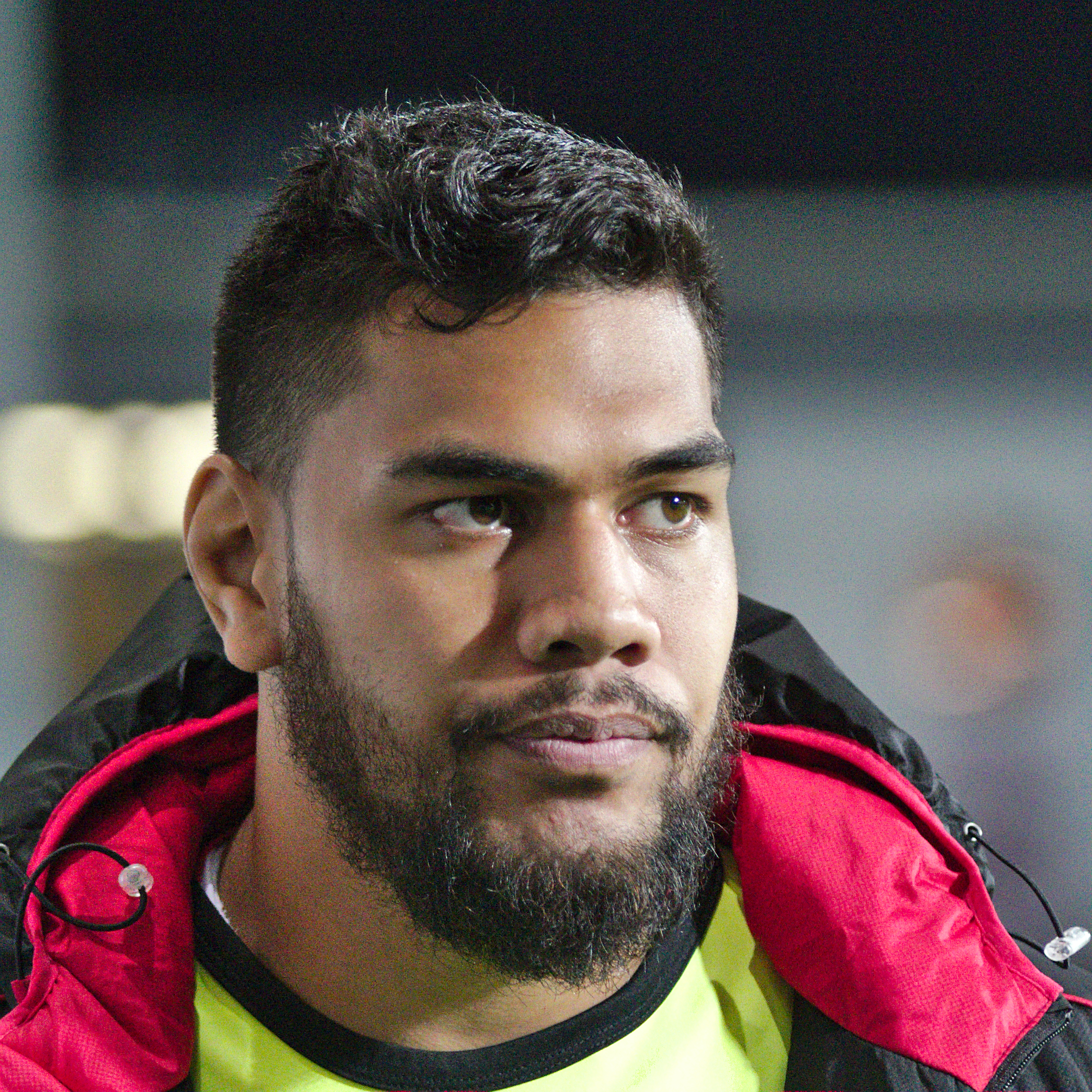
Romain Taofifénua

### Quatorzième Nuit du rugby (2017)
La quatorzième Nuit du rugby est retransmise en direct sur Canal+ Sport le lundi 18 septembre 2017, à 19 h 15, en direct depuis l'Olympia. La soirée est présentée par Isabelle Ithurburu, présentatrice du Canal Rugby Club sur Canal+, accompagnée de Laurent Weil en voix-off et Sébastien Thoen dans la salle. La cérémonie est ouverte par un live du groupe Arcadian puis ponctuée par des interventions des humoristes Paul Taylor et Tom Villa.
Le palmarès est le suivant :
- meilleur joueur du Top 14 : Victor Vito ( Nouvelle-Zélande, Stade rochelais)
- meilleur staff d’entraîneurs du Top 14 : Patrice Collazo, Xavier Garbajosa et Akvsenti Giorgadze (Stade rochelais)
- meilleure révélation : Antoine Dupont ( France, Castres olympique)
- meilleur joueur international français : Kevin Gourdon (Stade rochelais)
- meilleur joueur de la Pro D2 : Thomas Ramos ( France, Colomiers rugby)
- meilleur staff d’entraîneurs de la Pro D2 : Johann Authier, Adrien Buononato et Stéphane Glas (US Oyonnax)
- meilleur arbitre : Romain Poite
- plus bel essai : Zeno Kieft (Stade rochelais)
- meilleur public : ASM Clermont Auvergne
- prix du fair-play : Thierry Dusautoir ( France, Stade toulousain)

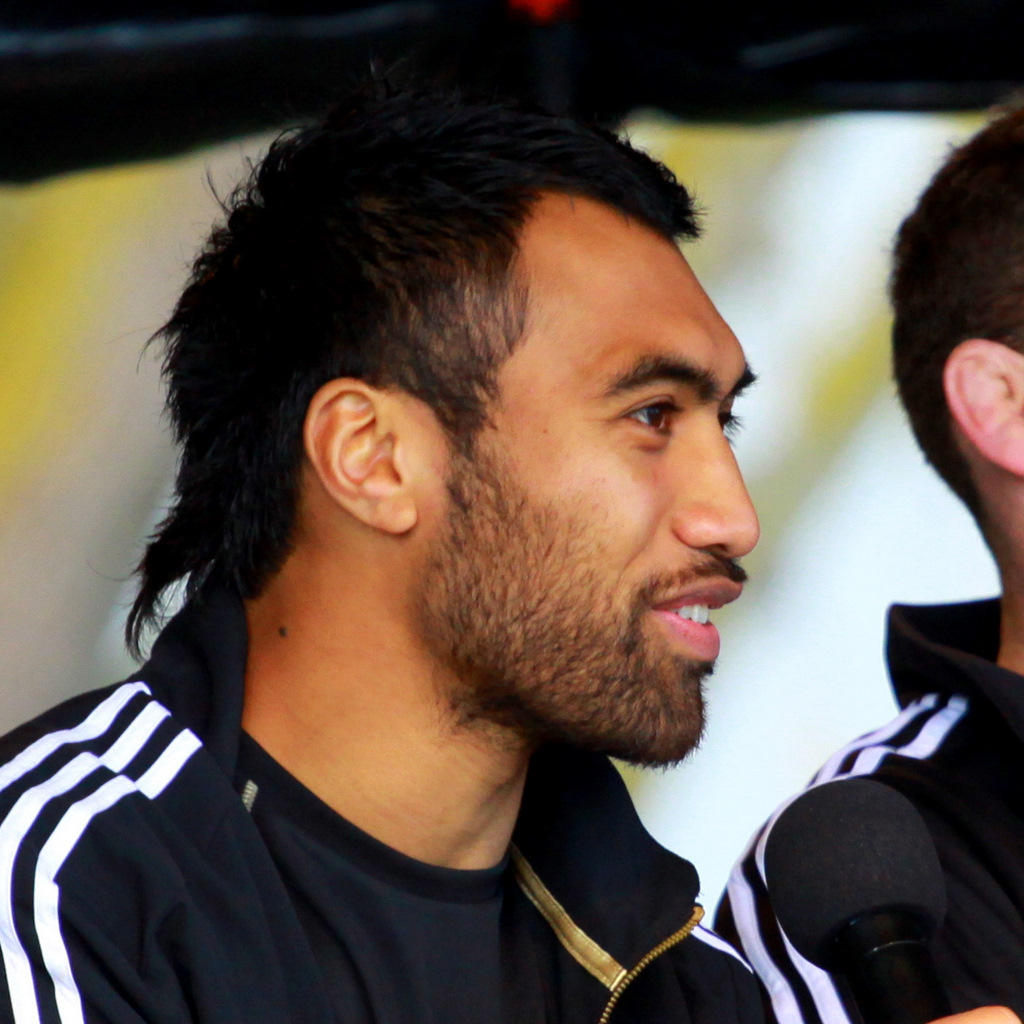
Victor Vito
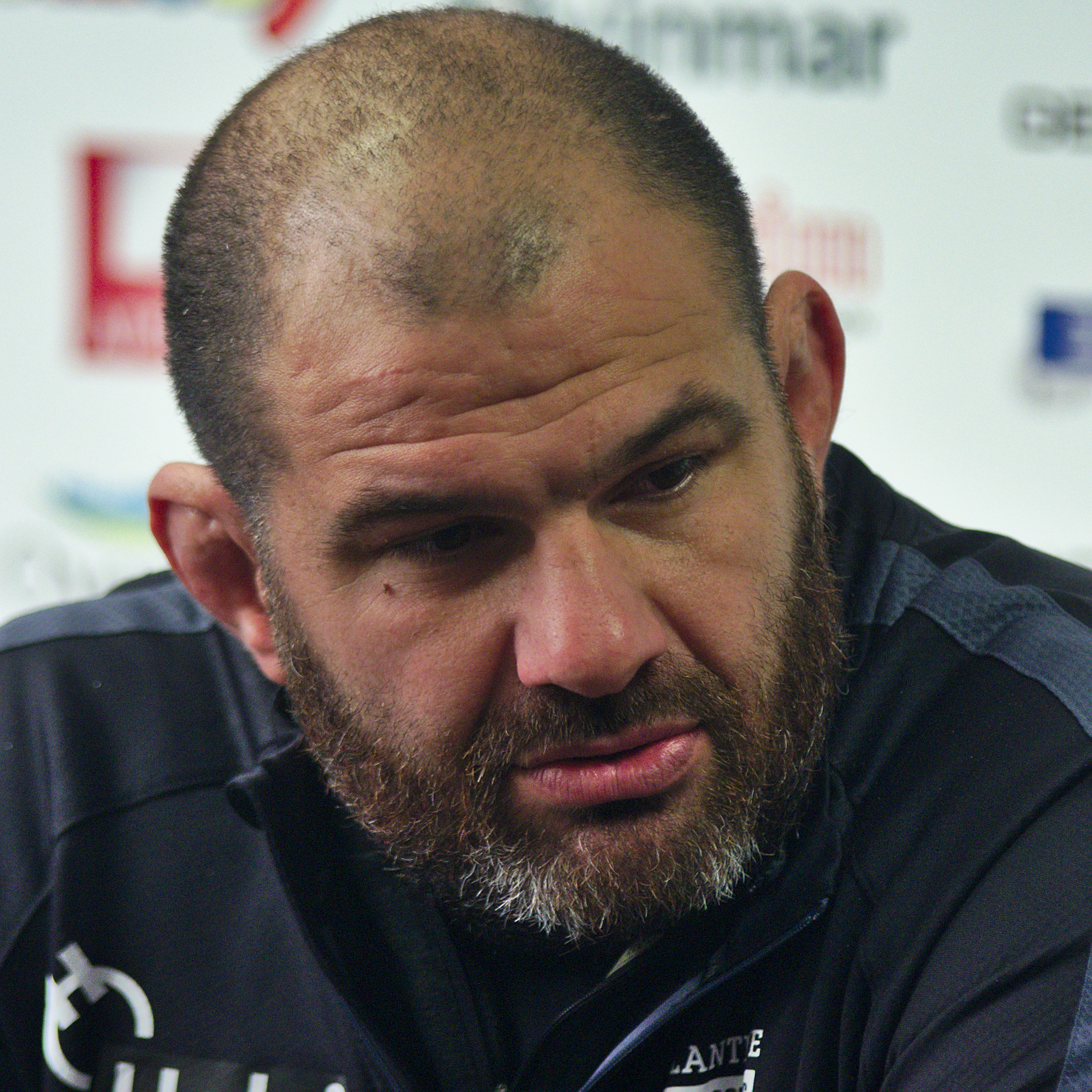
Patrice Collazo
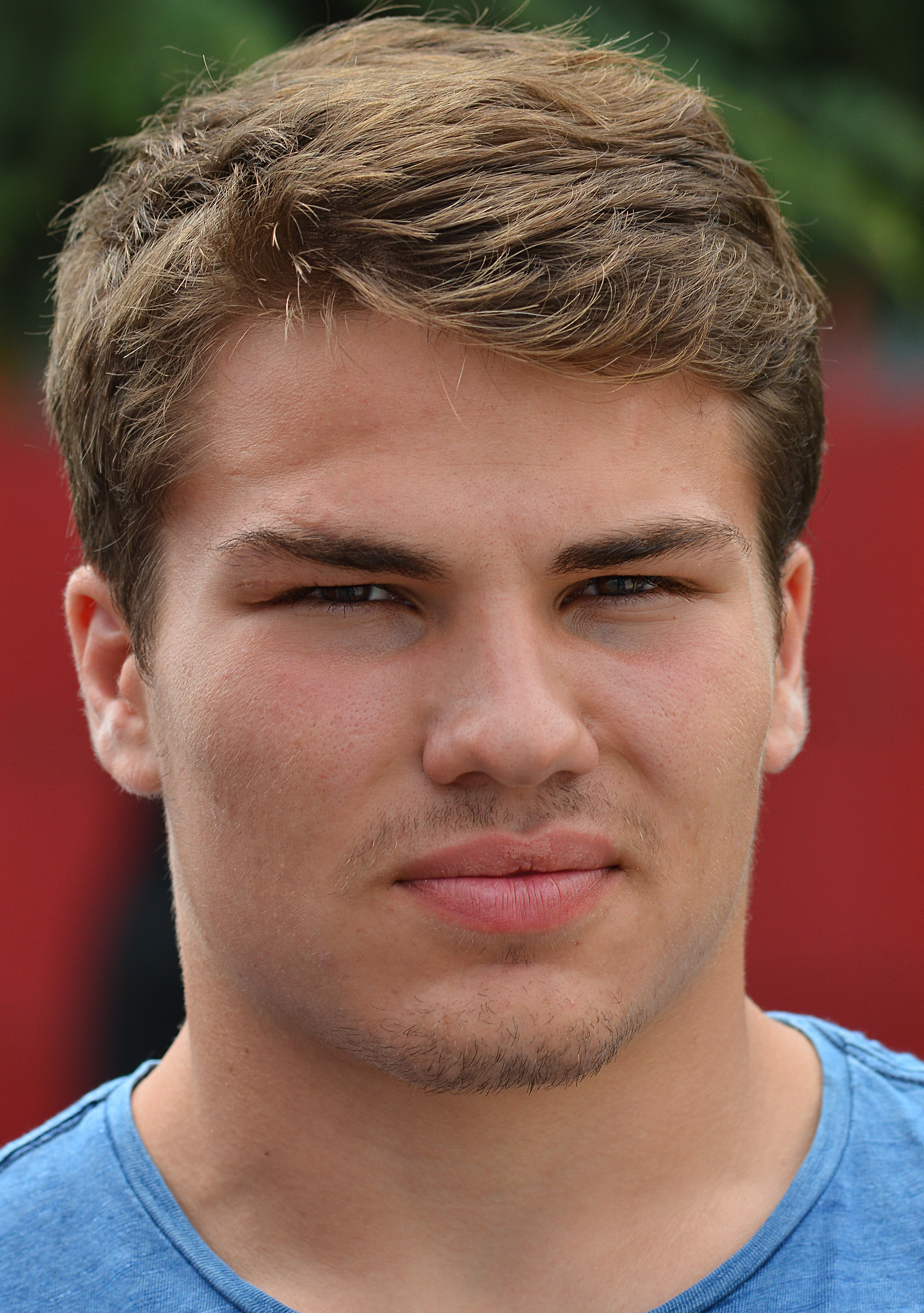
Antoine Dupont
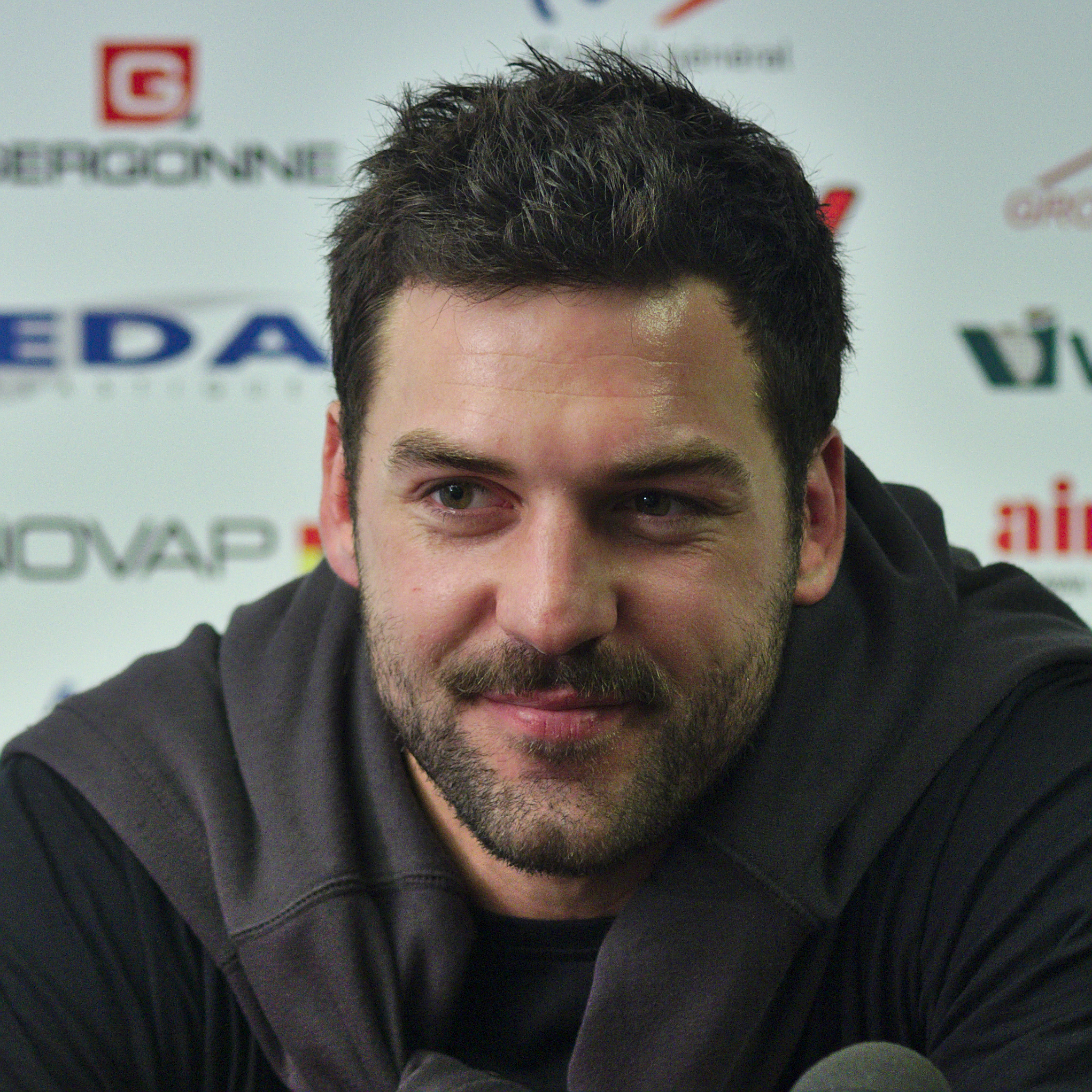
Kevin Gourdon
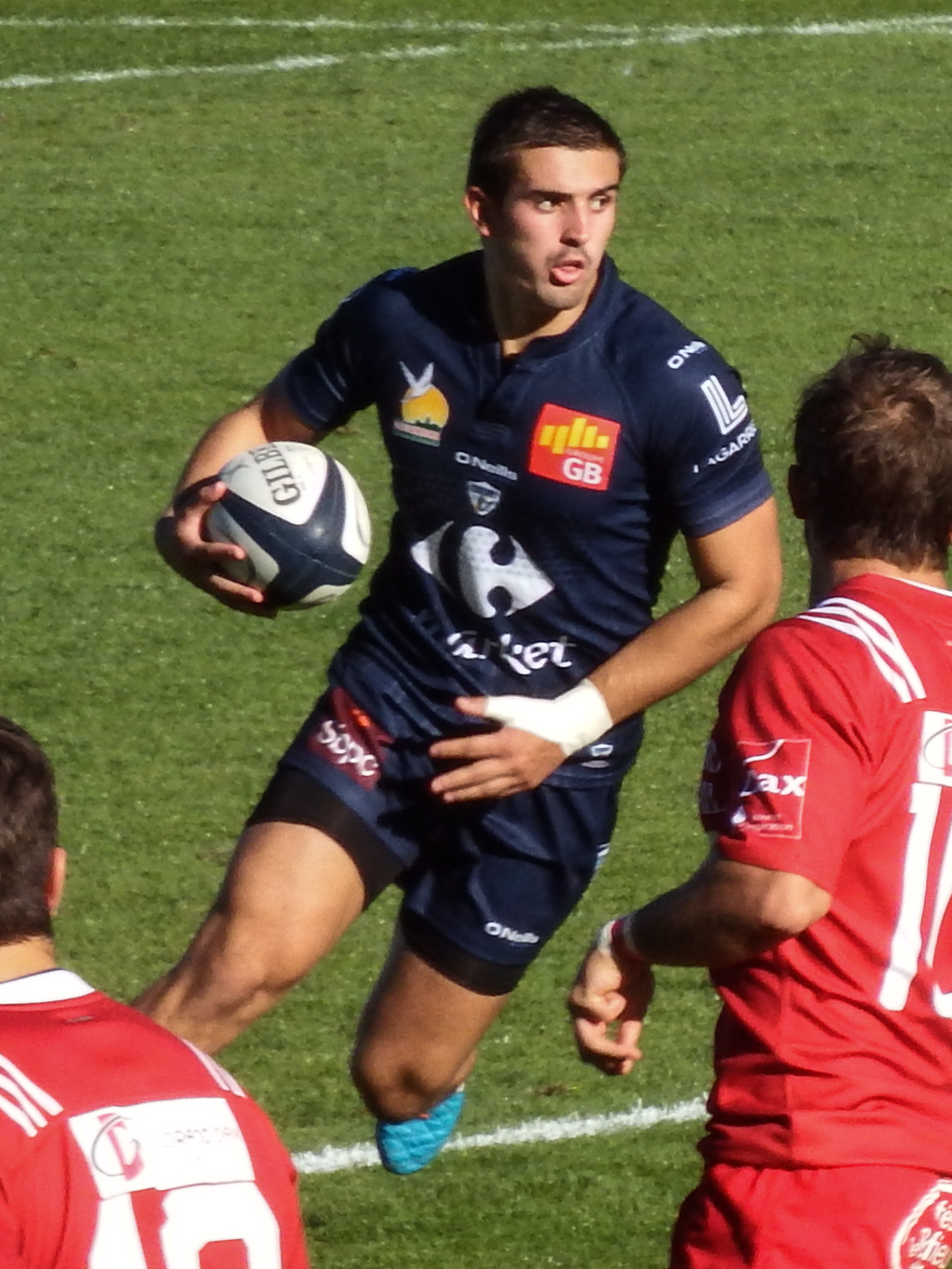
Thomas Ramos
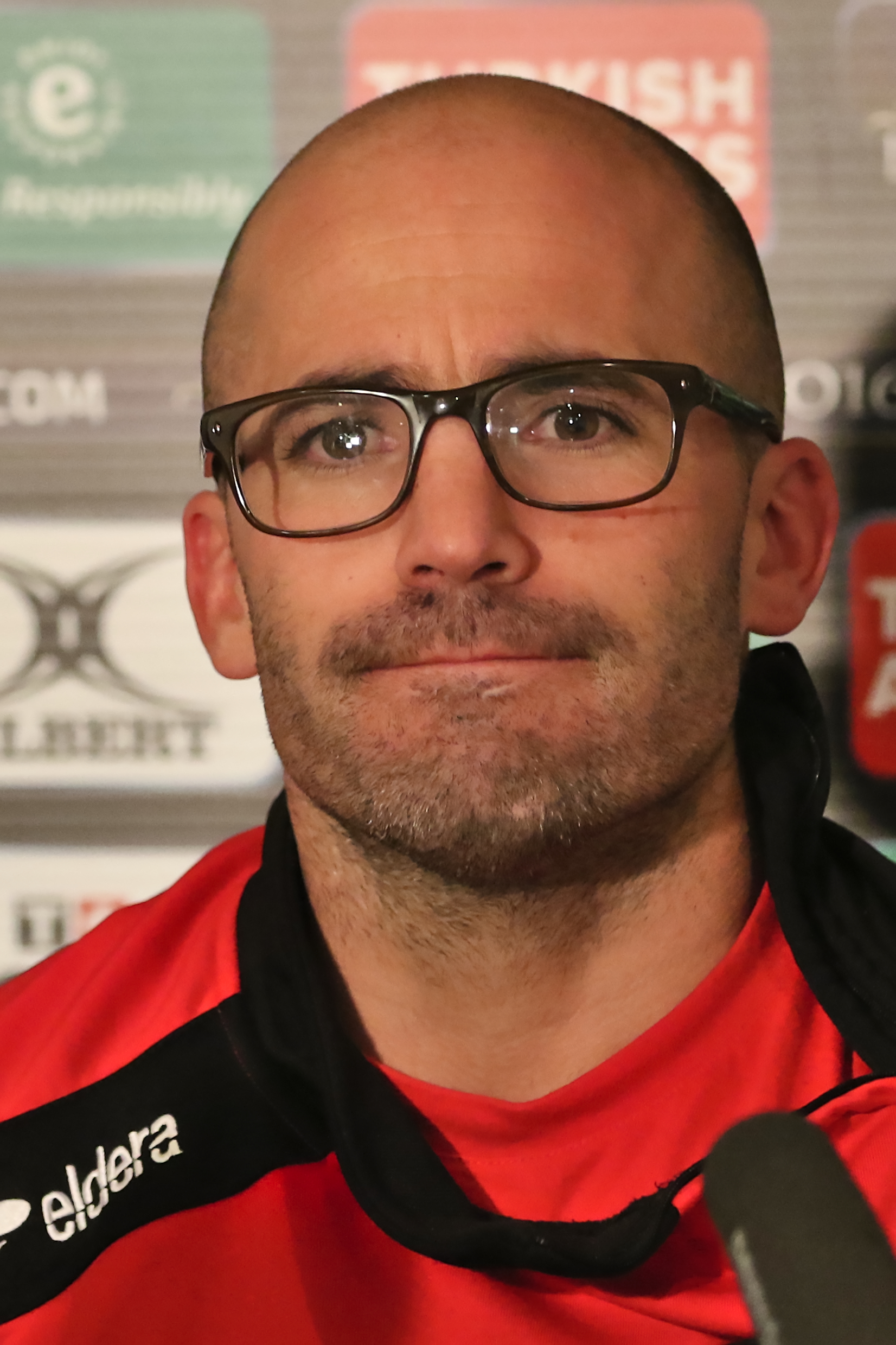
Johann Authier

### Quinzième Nuit du rugby (2018)
La quinzième Nuit du rugby est retransmise en direct sur Canal+ Sport le lundi 24 septembre 2018, à 19 h 15, en direct depuis l'Olympia. La soirée est présentée par Astrid Bard, présentatrice du Late Rugby Club sur Canal+ Sport, et Laurent Weil, spécialiste du cinéma sur Canal+. La cérémonie est ouverte par le parrain de la soirée, Frédéric Michalak, détenteur du record de points inscrits avec l'équipe de France, et qui a pris sa retraite sportive en 2018. La cérémonie est ponctuée par des interventions de l'humoriste Gérémy Crédeville et conclue par un live du groupe Trois Cafés gourmands qui interprète son titre À nos souvenirs.
Le palmarès est le suivant :
- meilleur joueur du Top 14 : Ben Botica ( Nouvelle-Zélande, US Oyonnax)
- meilleur staff d’entraîneurs du Top 14 : Christophe Urios, Frédéric Charrier et Joe El Abd (Castres olympique)
- meilleure révélation : Baptiste Couilloud ( France, Lyon OU)
- meilleur joueur international français : Mathieu Bastareaud (RC Toulon)
- meilleur joueur de la Pro D2 : Lifeimi Mafi ( France, USA Perpignan)
- meilleur staff d’entraîneurs de la Pro D2 : Christian Lanta, Perry Freshwater et Patrick Arlettaz (USA Perpignan)
- meilleur arbitre : Jérôme Garcès
- meilleure joueuse du Top 8 : Caroline Drouin ( France, Stade rennais rugby)
- plus bel essai : Paul Jordaan (Stade rochelais)
- meilleur public : RC Vannes
- prix du fair-play : Talalelei Gray ( France, Stade toulousain)

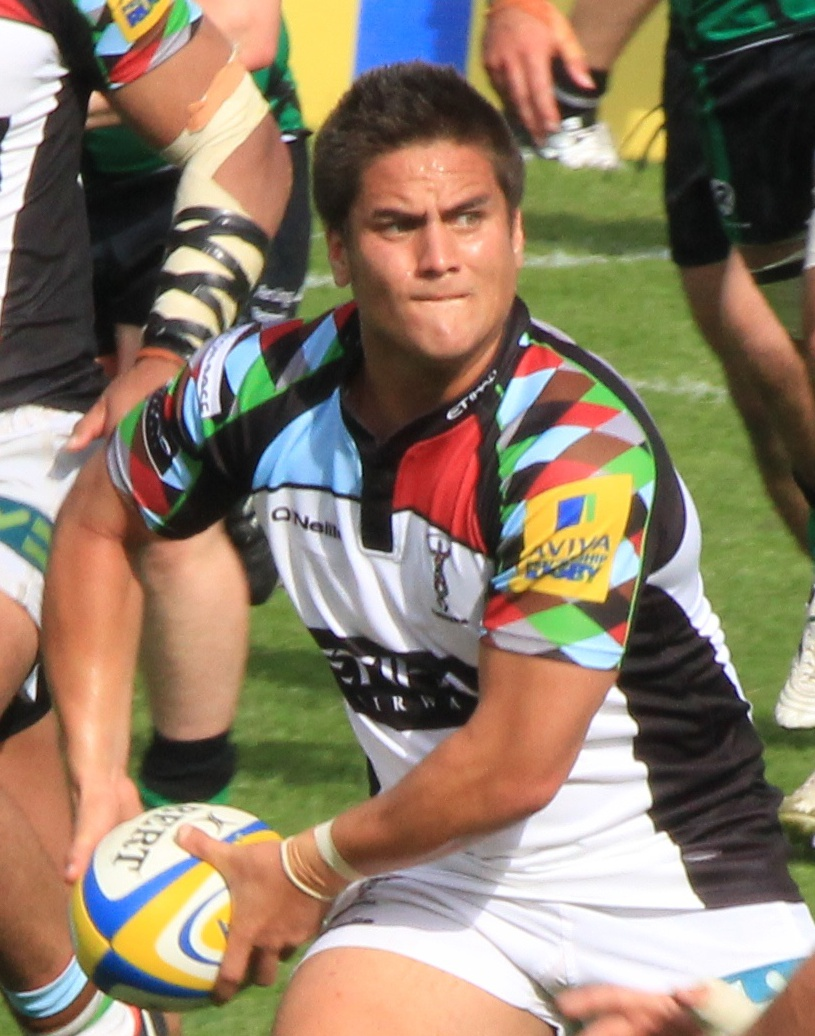
Ben Botica
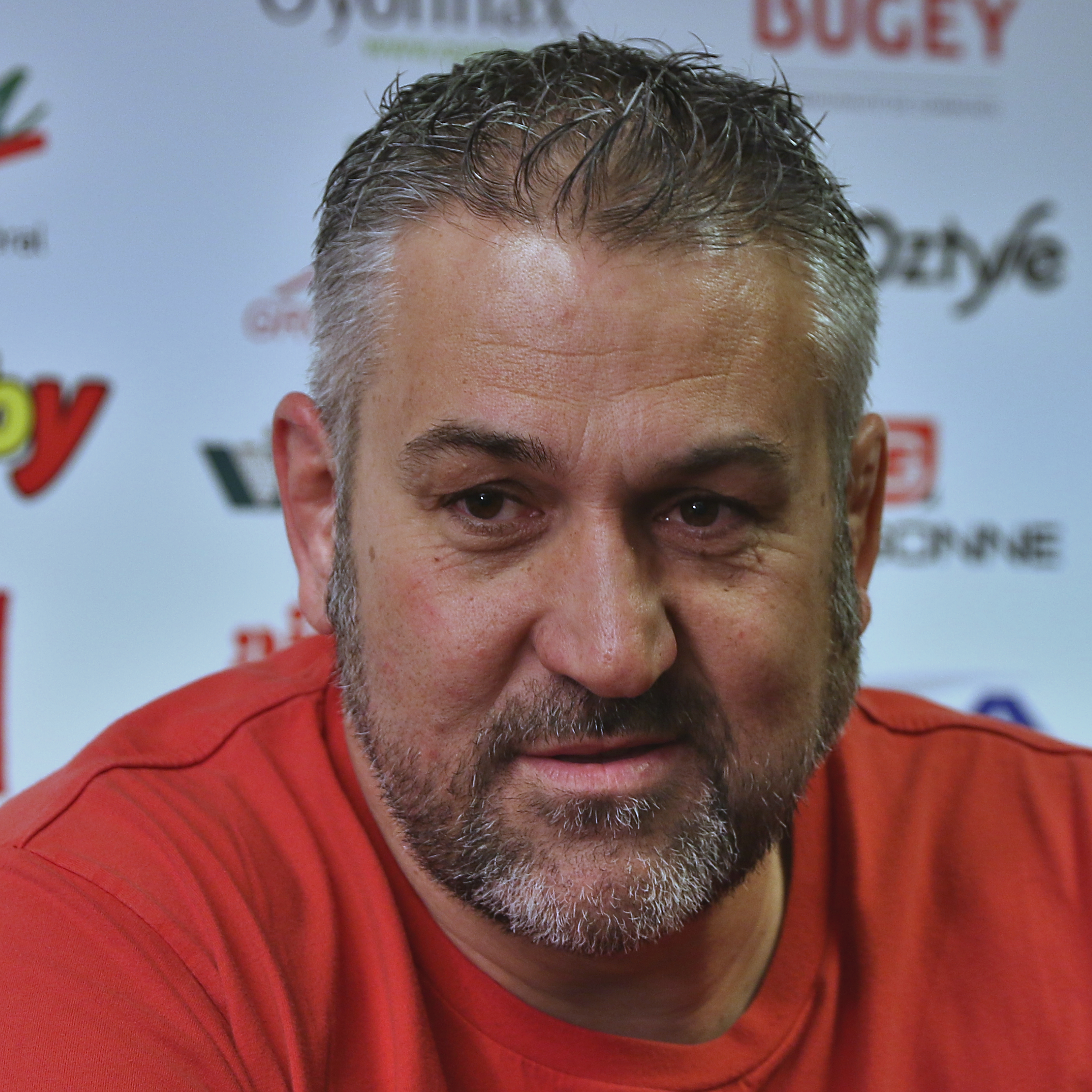
Christophe Urios
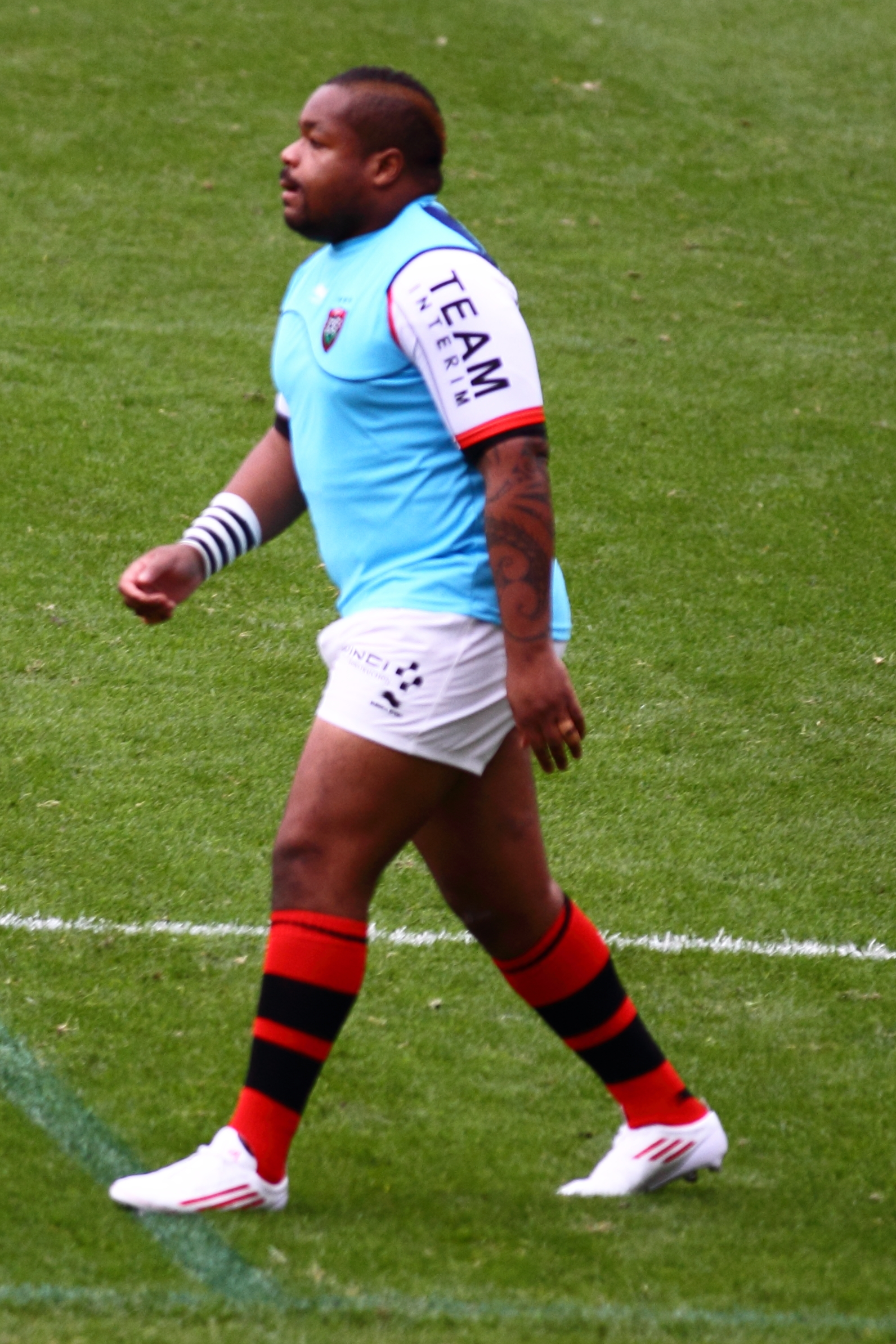
Mathieu Bastareaud
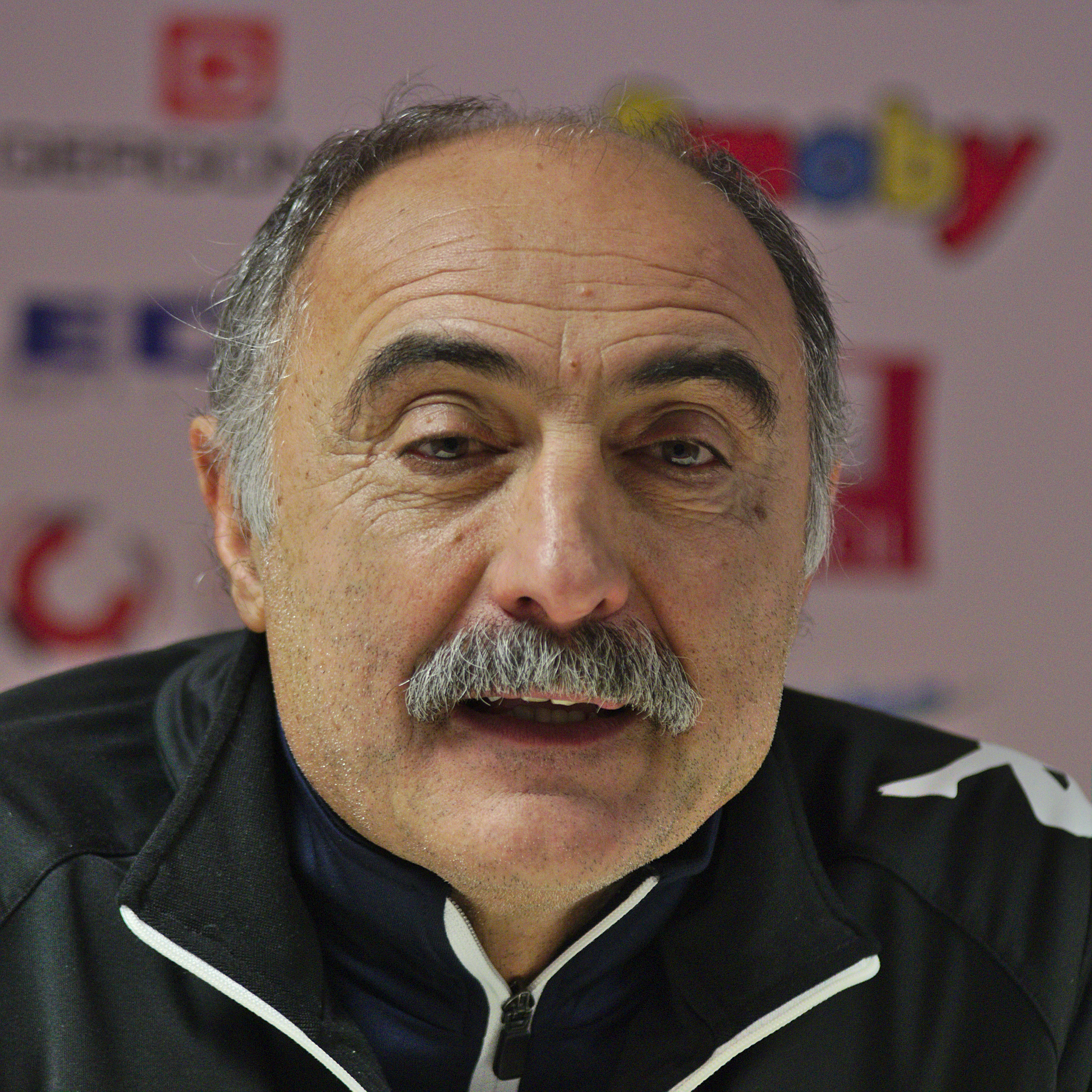
Christian Lanta
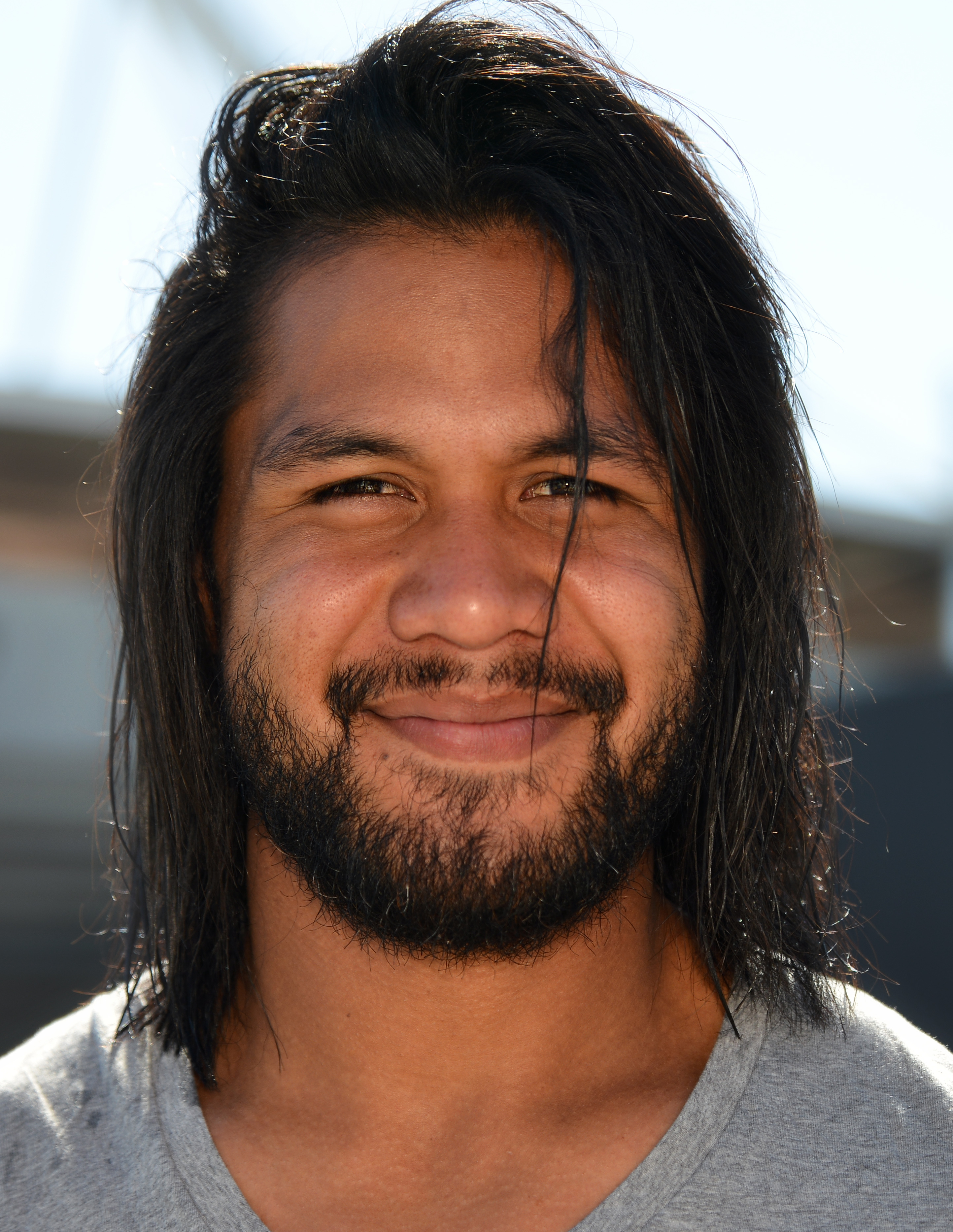
Talalelei Gray

### Seizième Nuit du rugby (2019)
La seizième Nuit du rugby est retransmise en direct et en clair sur Canal+ le lundi 25 novembre 2019, à 19 h 45, en direct depuis l'Olympia. La soirée est présentée par Isabelle Ithurburu, présentatrice du Canal Rugby Club sur Canal+. La cérémonie est ouverte par la marraine de la soirée, la comédienne Claudia Tagbo, et conclue par un live du chanteur Garou. Elle est suivie en moyenne par 148 000 téléspectateurs, soit 0,6 % de part d’audience.
Le palmarès est le suivant :
- meilleur joueur du Top 14 : Cheslin Kolbe ( Afrique du Sud, Stade toulousain)
- meilleur staff d’entraîneurs du Top 14 : Stade toulousain (Ugo Mola, Régis Sonnes, William Servat, Laurent Thuéry, Jean Bouilhou et Clément Poitrenaud)
- meilleure révélation : Pierre-Louis Barassi ( France, Lyon OU)
- meilleur joueur international français : Damian Penaud (ASM Clermont Auvergne)
- meilleur joueur du Top 14 à la Coupe du monde : Cheslin Kolbe ( Afrique du Sud, Stade toulousain)
- meilleur joueur de la Pro D2 : Filimo Taofifénua ( France, Aviron bayonnais)
- meilleur staff d’entraîneurs de la Pro D2 : Aviron bayonnais (Yannick Bru, Vincent Etcheto, Joël Rey et Éric Artiguste)
- meilleur arbitre : Jérôme Garcès
- plus bel essai : Cheslin Kolbe (Stade toulousain)
- meilleur public : CA Brive
- prix du fair-play : Jerome Kaino ( Nouvelle-Zélande, Stade toulousain)
- meilleure joueuse internationale française : Pauline Bourdon (AS bayonnaise)

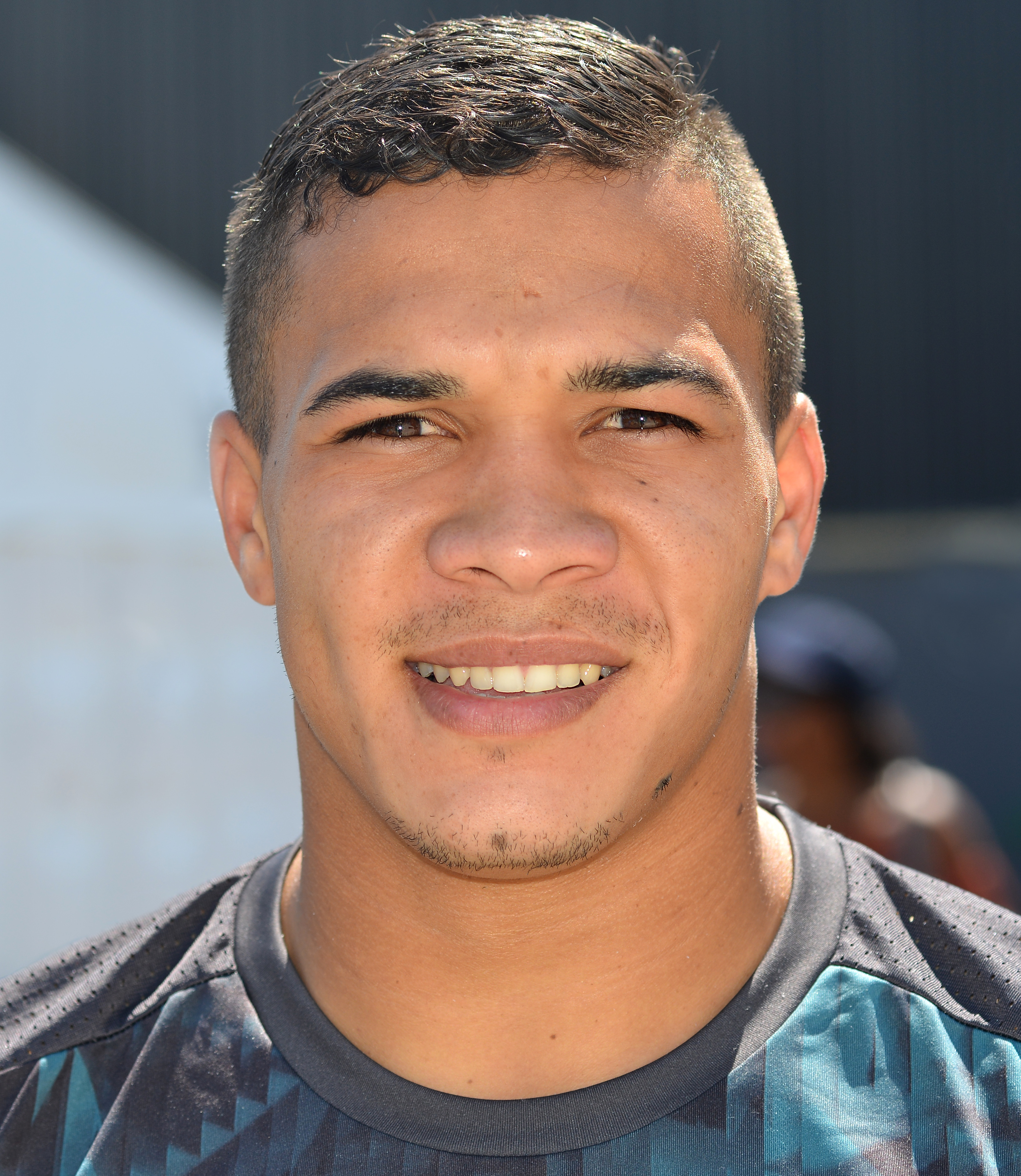
Cheslin Kolbe
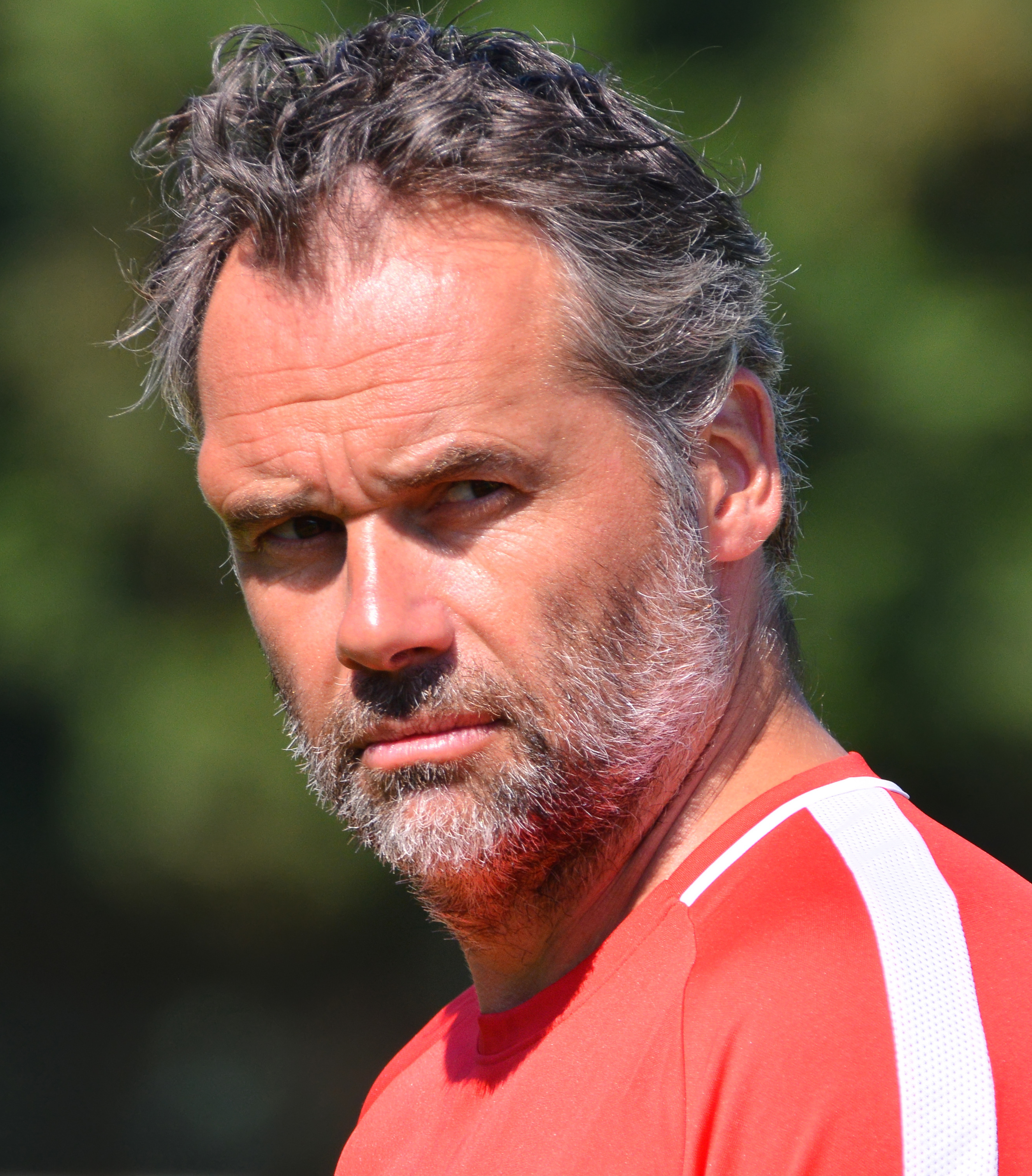
Ugo Mola
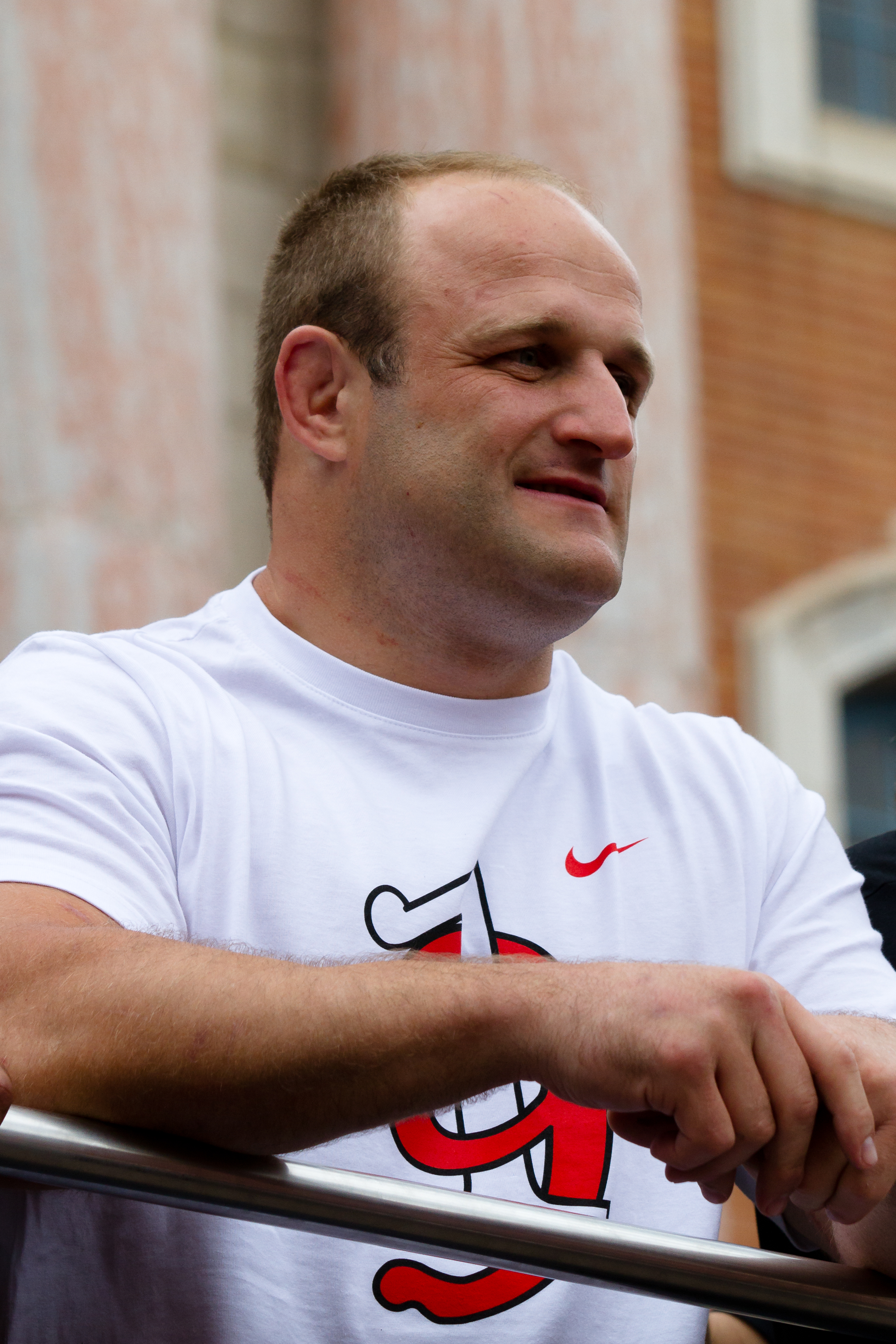
William Servat
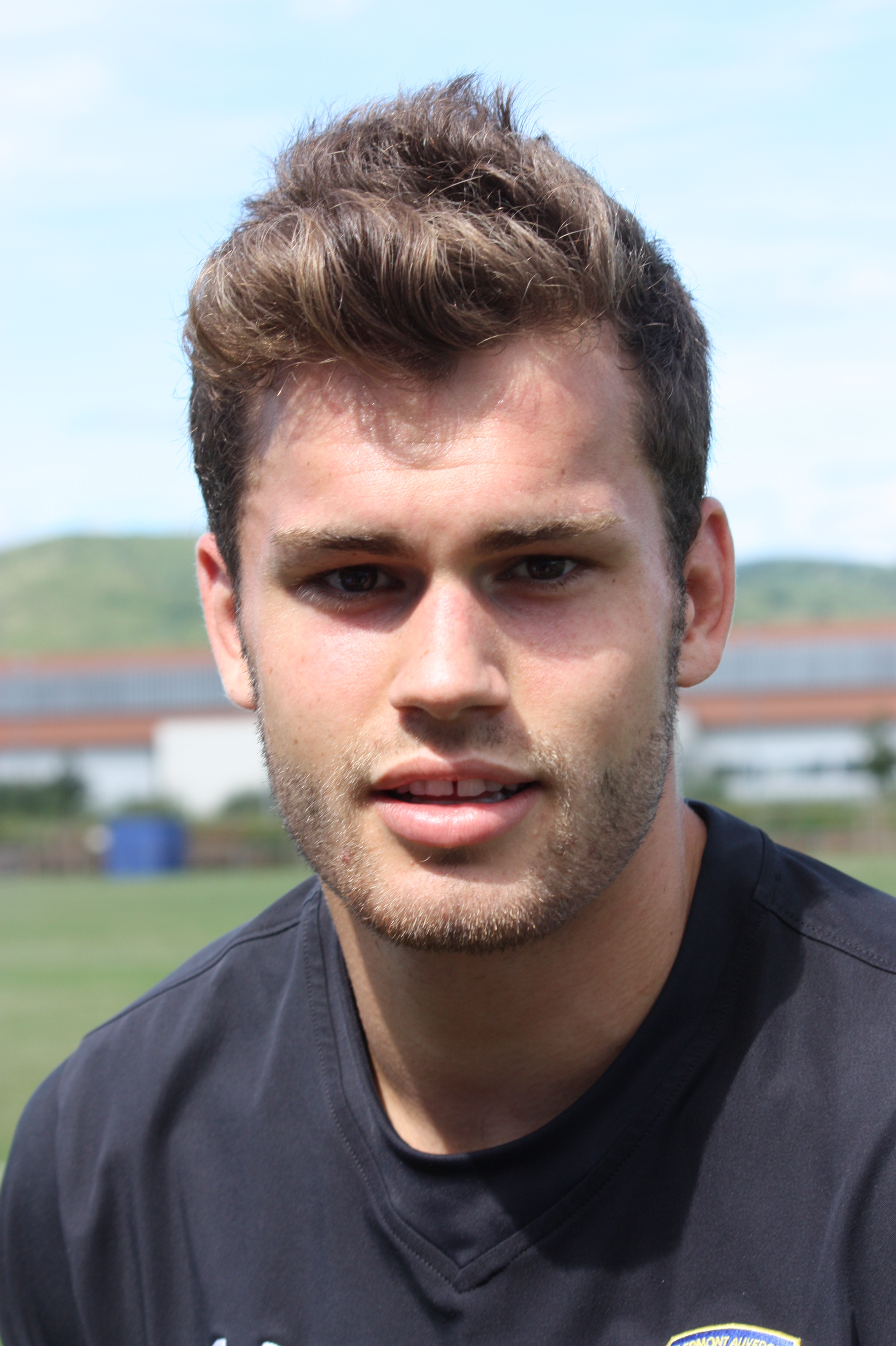
Damian Penaud
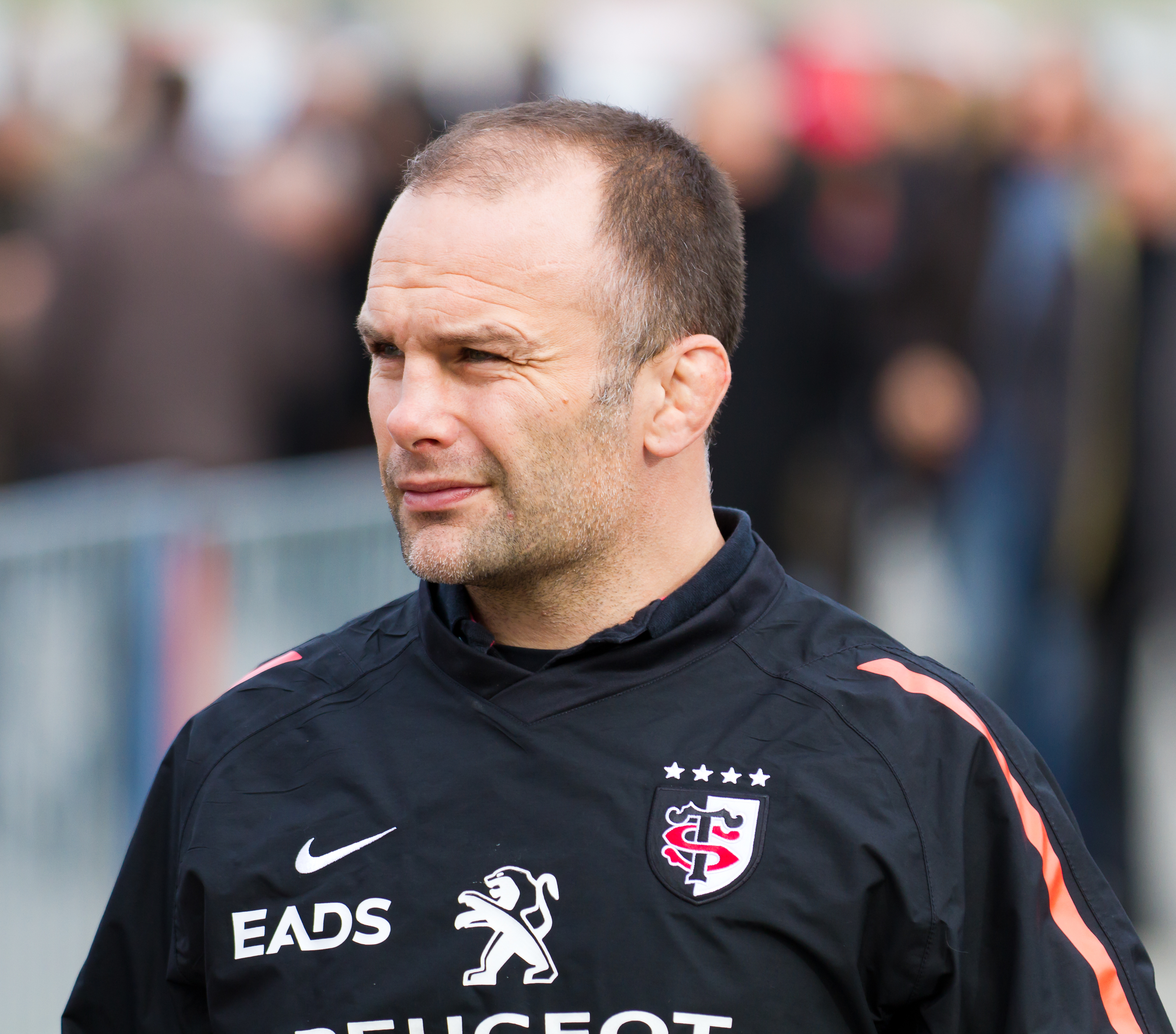
Yannick Bru
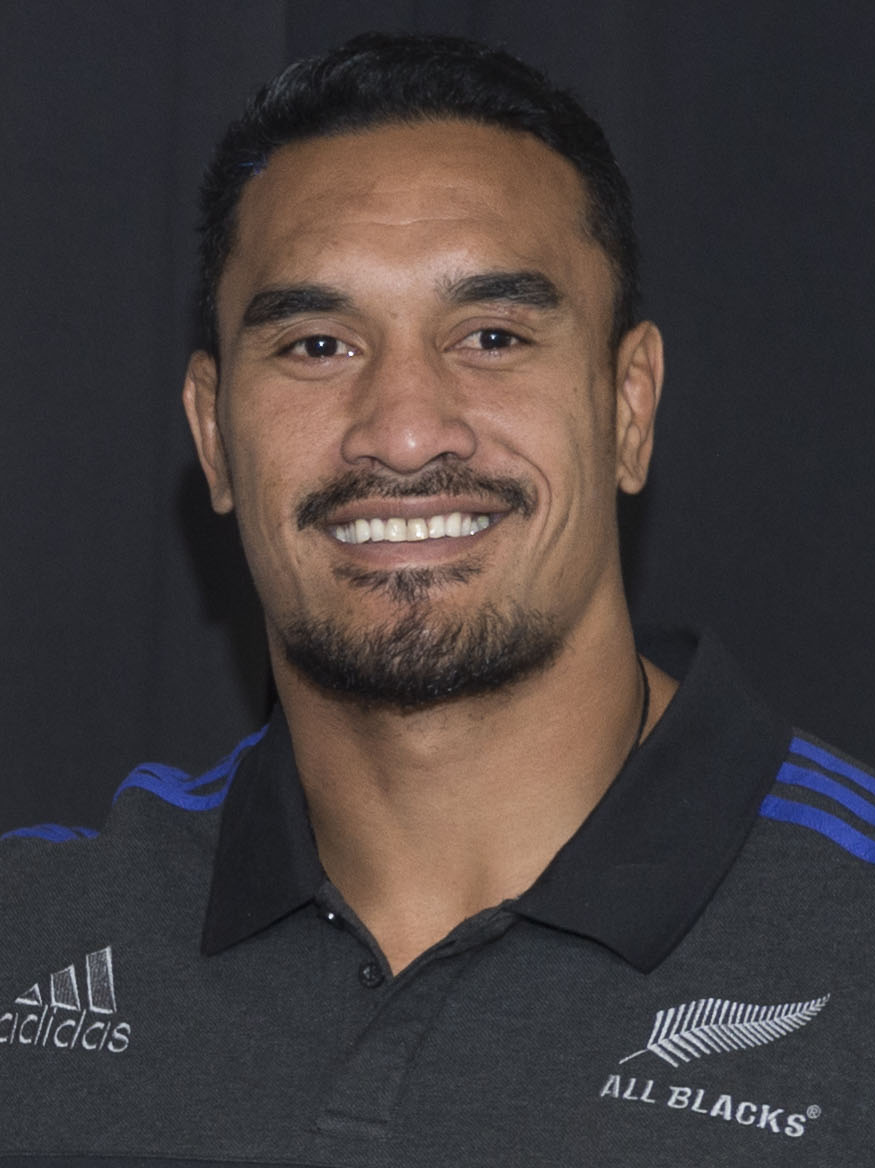
Jerome Kaino

### Dix-septième Nuit du rugby (2021)
La dix-septième Nuit du rugby est retransmise en direct et en clair sur Canal+ le lundi 27 septembre 2021, à 19 h 35, en direct depuis l'Olympia. La soirée est présentée par Isabelle Ithurburu, présentatrice du Canal Rugby Club sur Canal+, et Monsieur Poulpe. La cérémonie est ouverte par le parrain de la soirée, le boxeur Tony Yoka, et conclue par un live du groupe de beatbox français Berywam.
Le palmarès est le suivant :
- meilleur joueur du Top 14 : Antoine Dupont ( France, Stade toulousain)
- meilleur staff d'entraîneurs du Top 14 : Stade toulousain (Ugo Mola, Jean Bouilhou, Clément Poitrenaud, Laurent Thuéry, Virgile Lacombe et Alan-Basson Zondagh)
- meilleure révélation : Melvyn Jaminet ( France, USA Perpignan)
- meilleur joueur international français : Antoine Dupont (Stade toulousain)
- meilleur joueur de la Pro D2 : Melvyn Jaminet ( France, USA Perpignan)
- meilleur staff d'entraîneurs de la Pro D2 : USA Perpignan (Patrick Arlettaz, Perry Freshwater, Gérald Bastide)
- meilleur arbitre : Romain Poite
- plus bel essai : Matthis Lebel (Stade toulousain)
- meilleure joueuse de l'équipe de France de rugby à XV : Marjorie Mayans (Blagnac rugby féminin)
- meilleure joueuse de l'équipe de France de rugby à sept : Séraphine Okemba
- prix du vivre ensemble : Les Restos du cœur

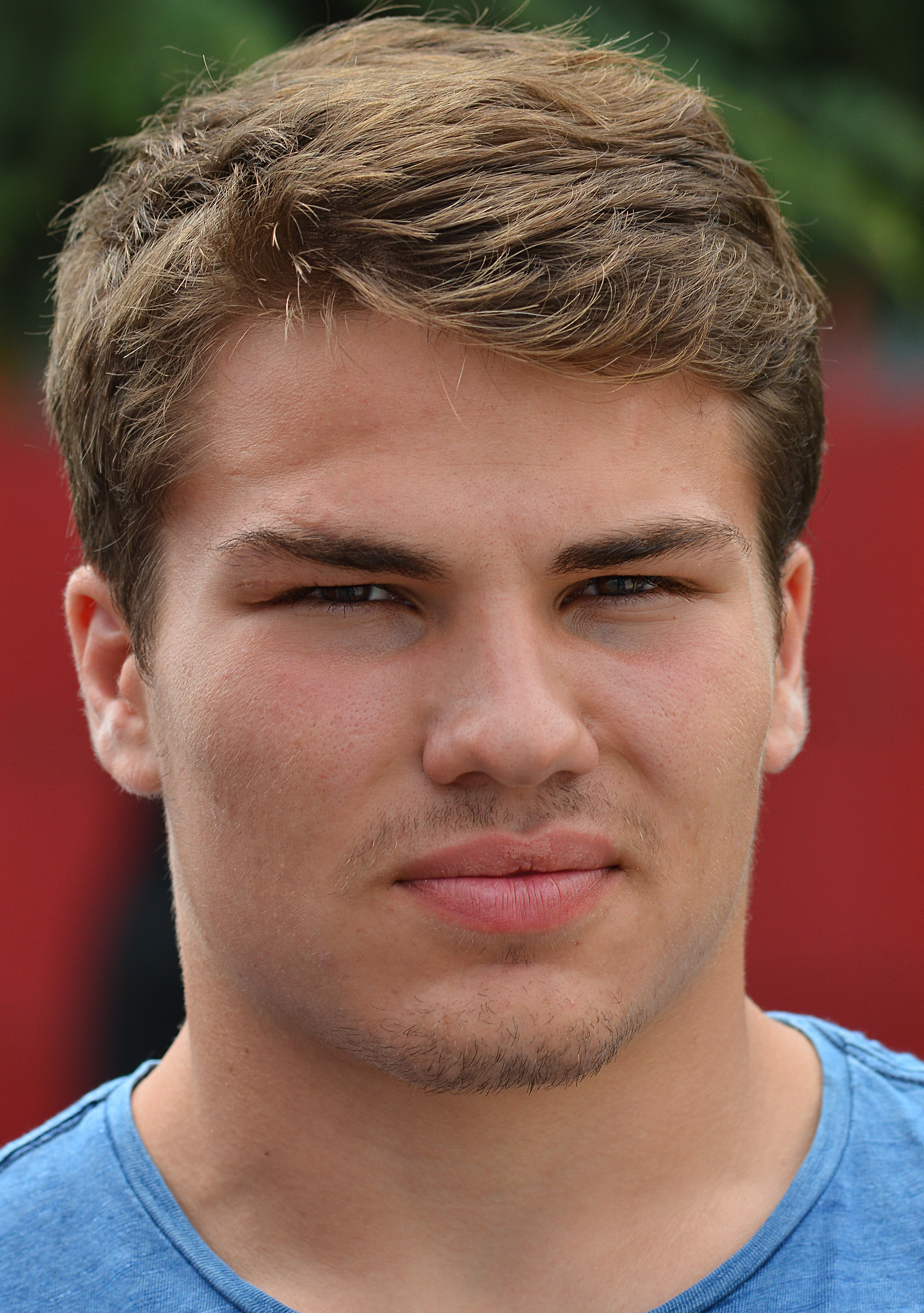
Antoine Dupont
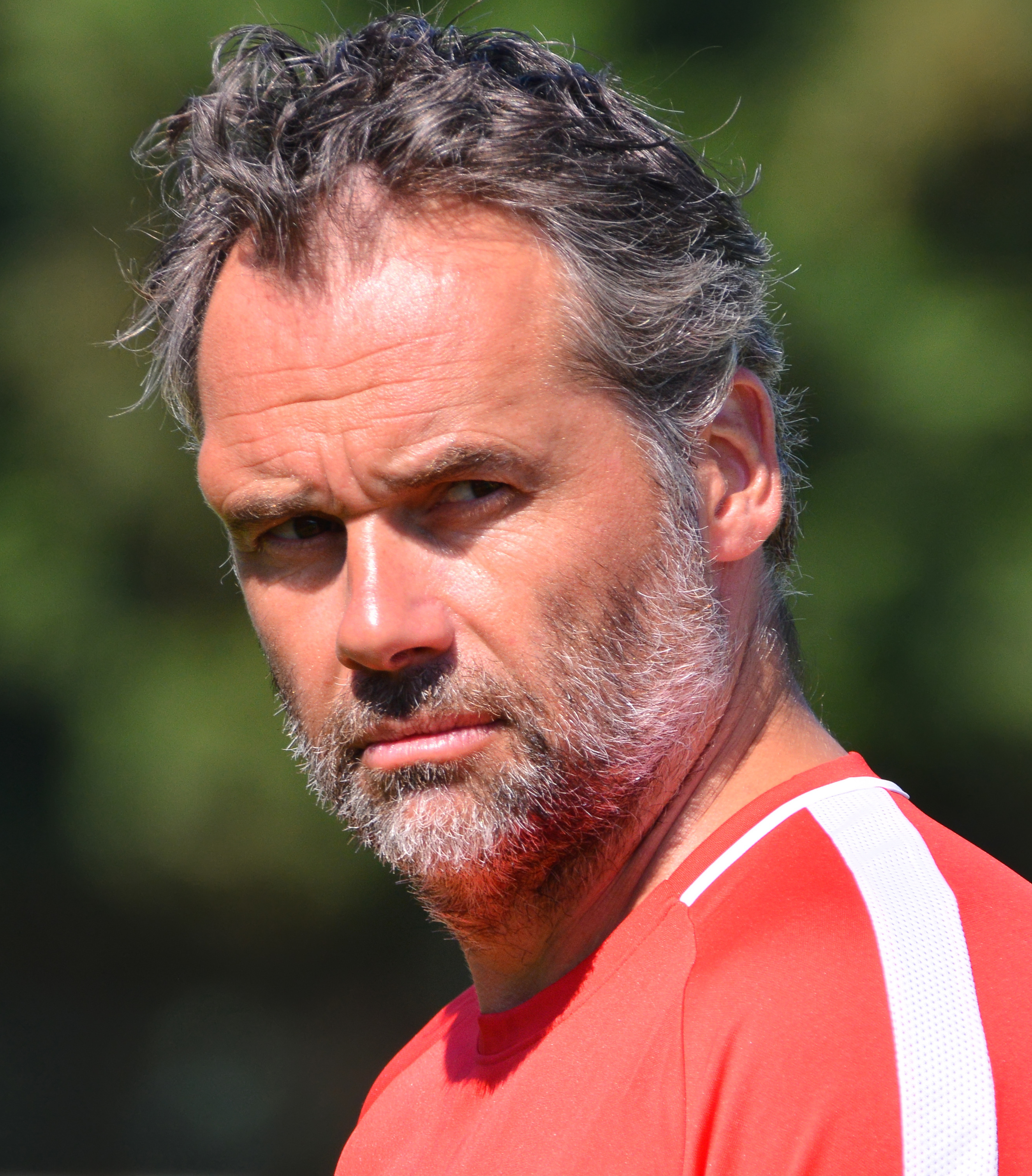
Ugo Mola
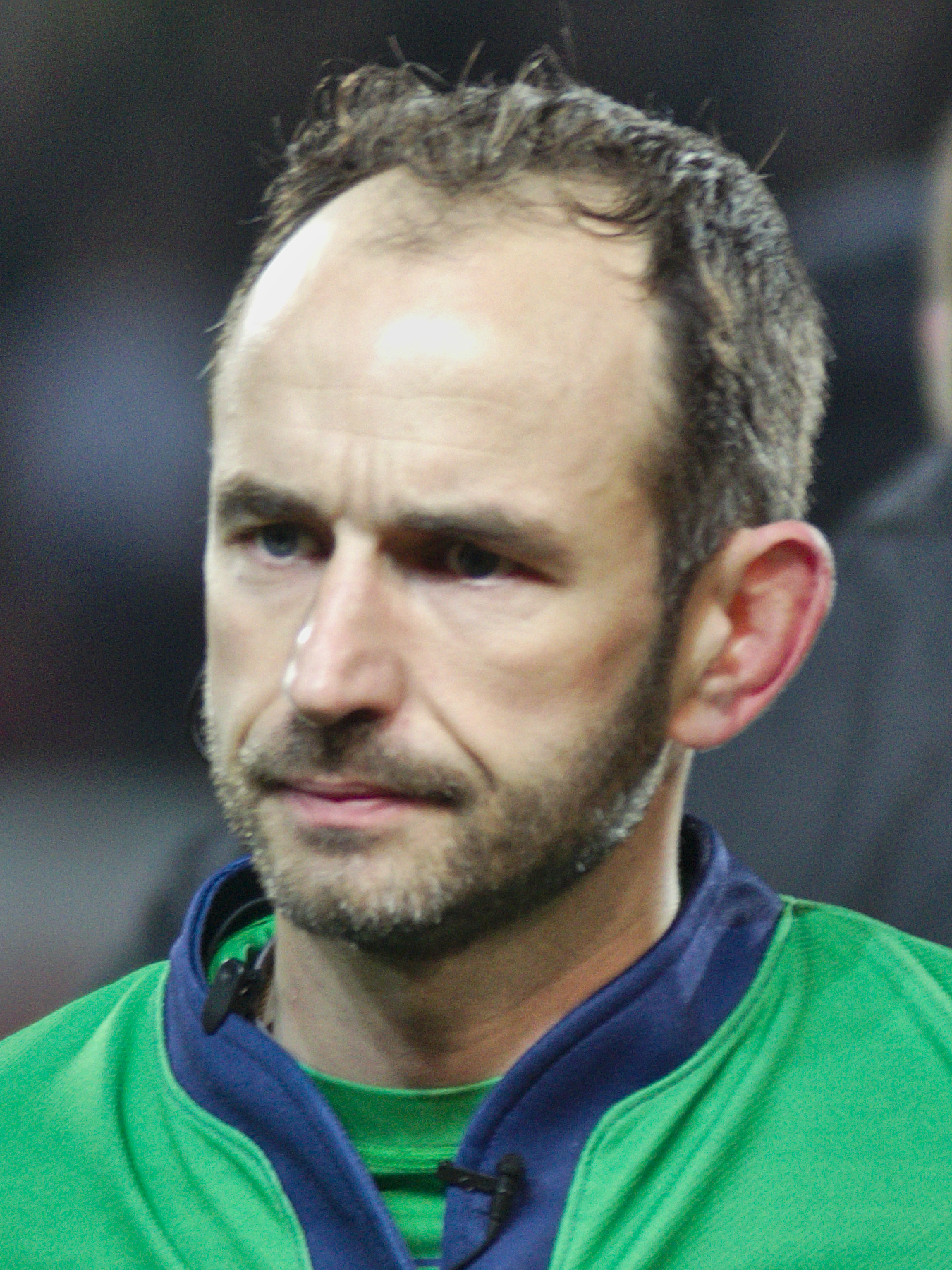
Romain Poite
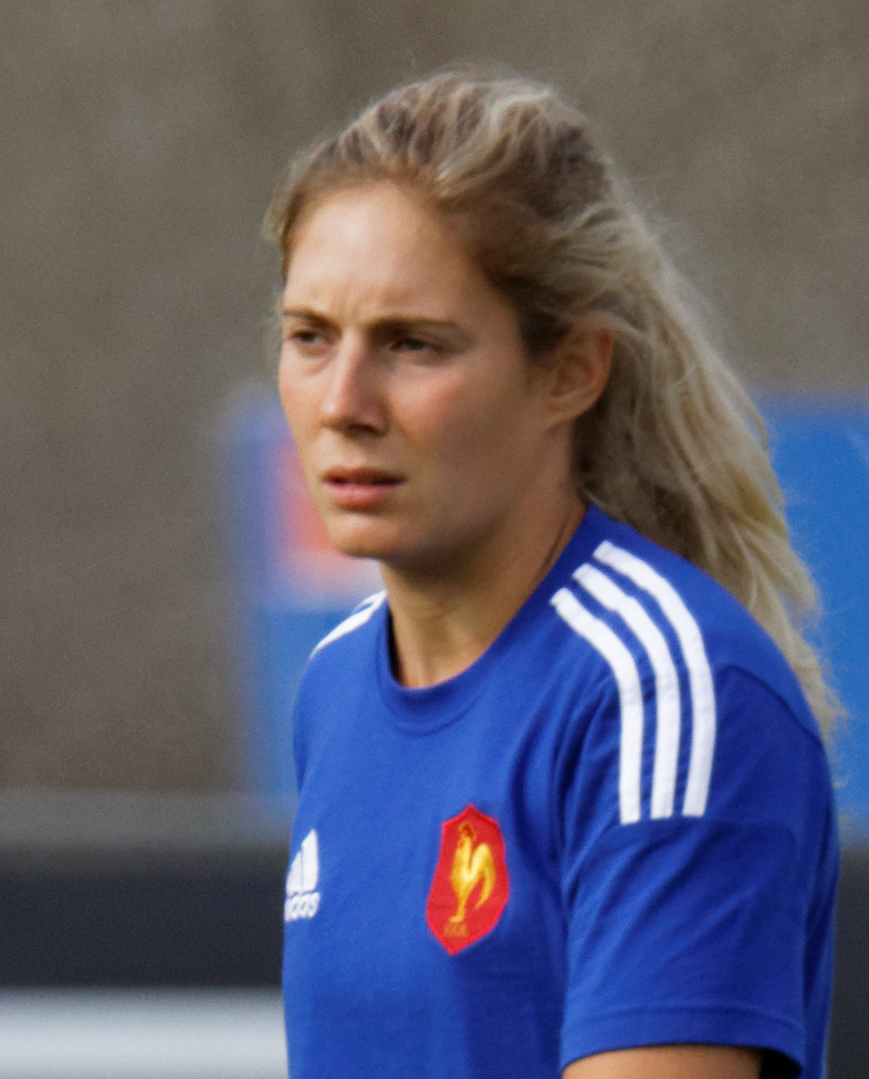
Marjorie Mayans
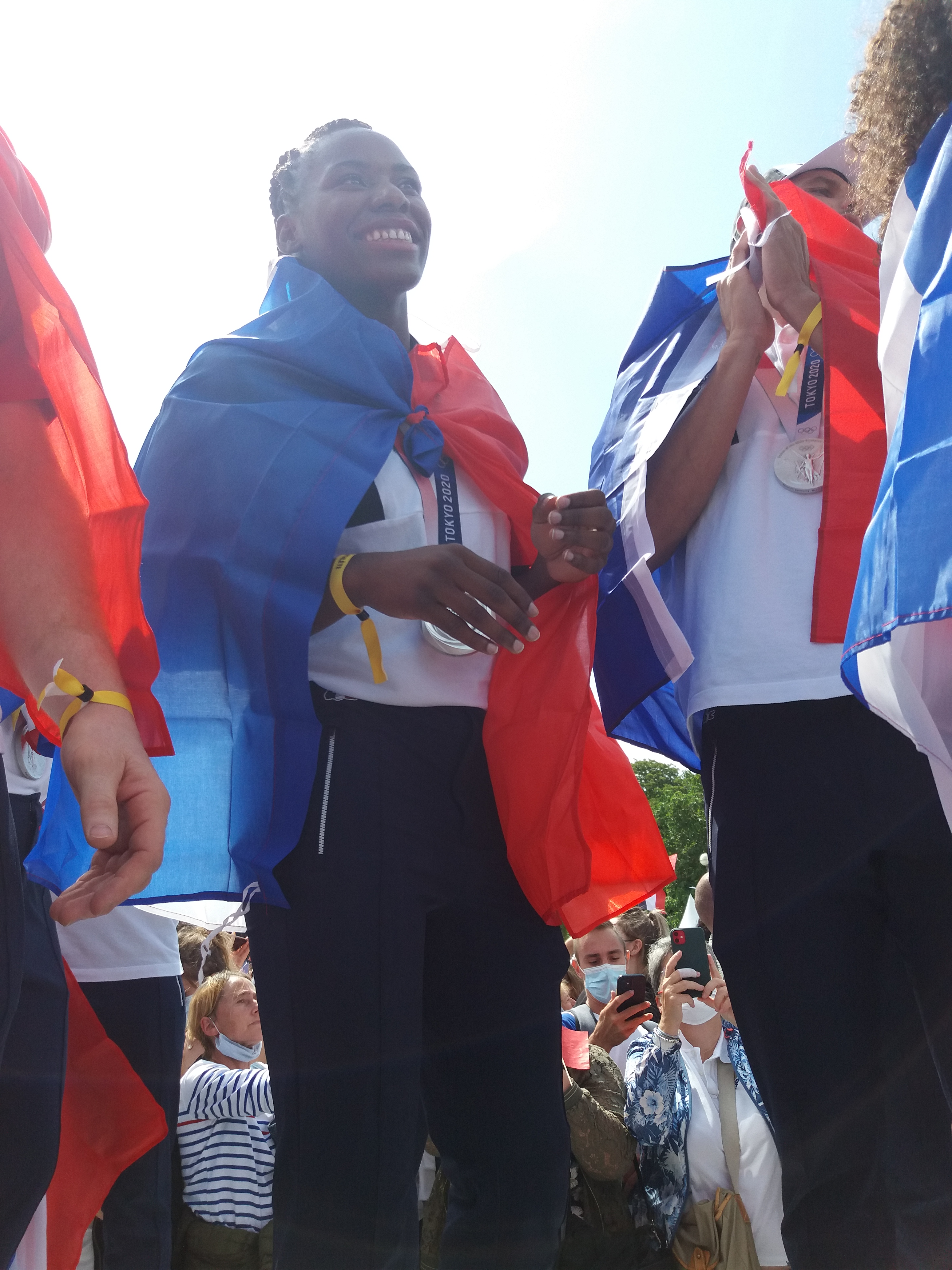
Séraphine Okemba

### Dix-huitième Nuit du rugby (2022)
La dix-huitième Nuit du rugby est retransmise en direct et en clair sur Canal+ le lundi 26 septembre 2022, à 19 h 30, en direct depuis l'Olympia. La soirée est présentée par Isabelle Ithurburu et Guilhem Garrigues, présentateurs du Canal Rugby Club sur Canal+.
À un an de la Coupe du monde 2023 en France, les anciens capitaines du XV de France sont mis à l'honneur. Cheslin Kolbe, champion du monde en titre, porte le trophée Web Ellis sur la scène de l'Olympia. La cérémonie est ouverte par le parrain de la soirée, l'ancien capitaine du XV de France et jeune retraité, Guilhem Guirado.
Le palmarès est le suivant :
- meilleur joueur du Top 14 : Zach Mercer ( Angleterre, Montpellier Hérault rugby)
- meilleur staff d'entraîneurs du Top 14 : Montpellier Hérault rugby (Philippe Saint-André, Olivier Azam, Jean-Baptiste Élissalde, Alexandre Ruiz, Bruce Reihana)
- meilleure révélation : Léo Coly ( France, Stade montois rugby)
- meilleur joueur international français : Antoine Dupont (Stade toulousain)
- meilleur joueur de la Pro D2 : Léo Coly ( France, Stade montois rugby)
- meilleur staff d'entraîneurs de la Pro D2 : Stade montois rugby (Patrick Milhet, Julien Tastet, Stéphane Prosper, Rémi Talès)
- meilleur arbitre : Mathieu Raynal
- plus bel essai : Thomas Berjon (Stade rochelais)
- meilleure joueuse de l'équipe de France de rugby à XV : Laure Sansus (Stade toulousain)
- meilleur joueur du Supersevens : Johan Demai-Hamecher (Monaco rugby sevens)
- Trophée de l'Engagement Sociétal : Rugby club toulonnais, au cœur des quartiers

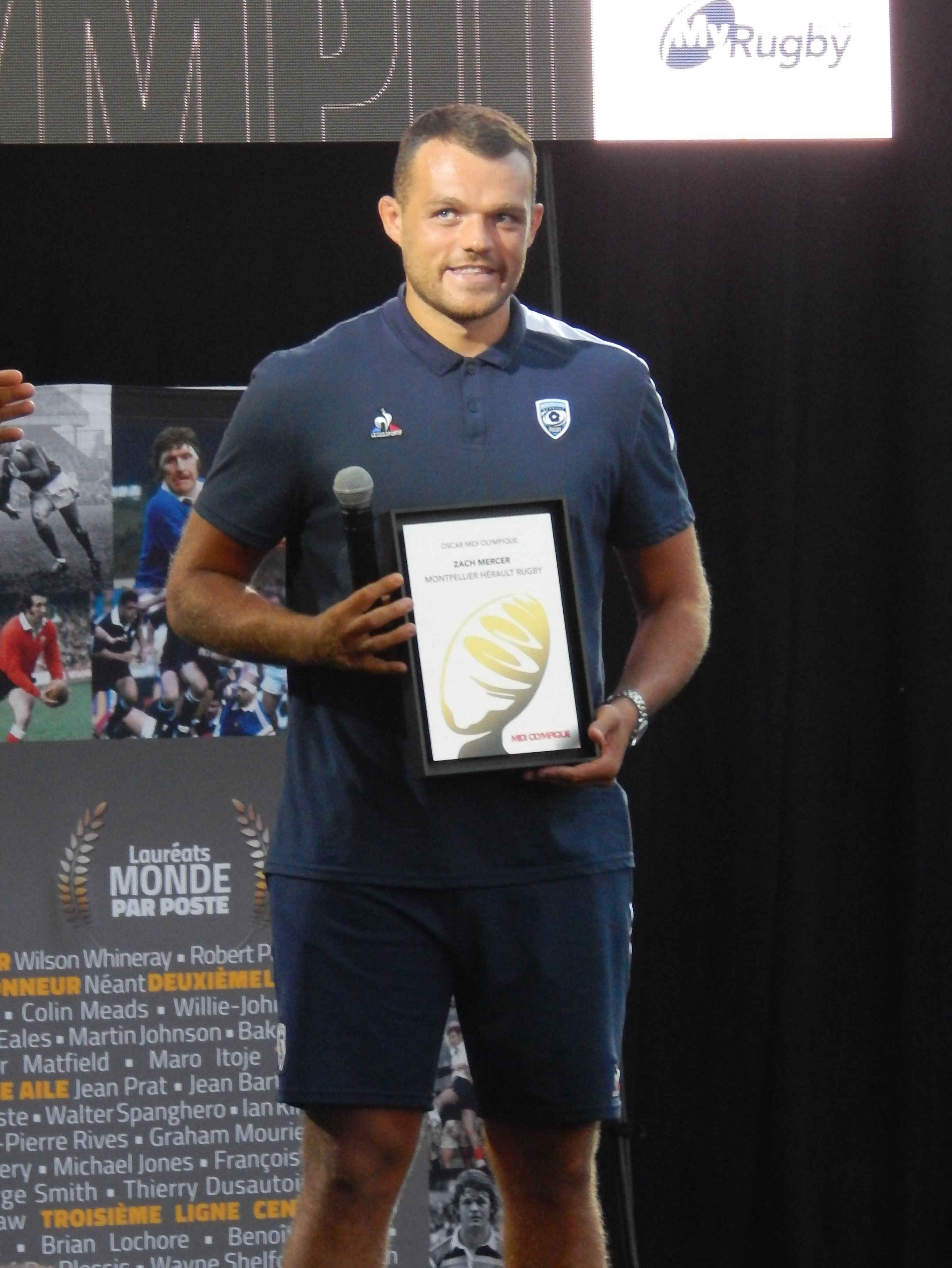
Zach Mercer
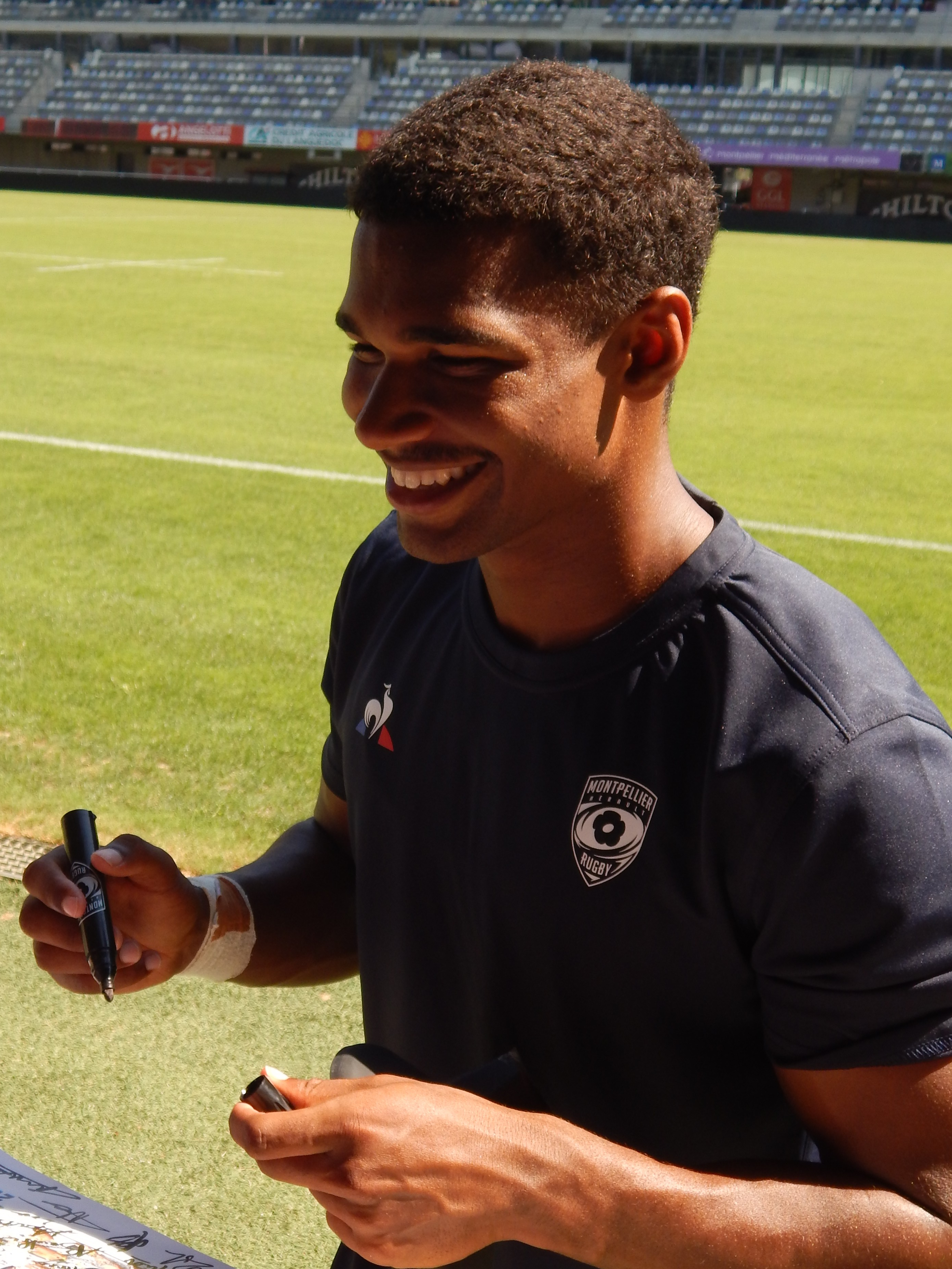
Léo Coly
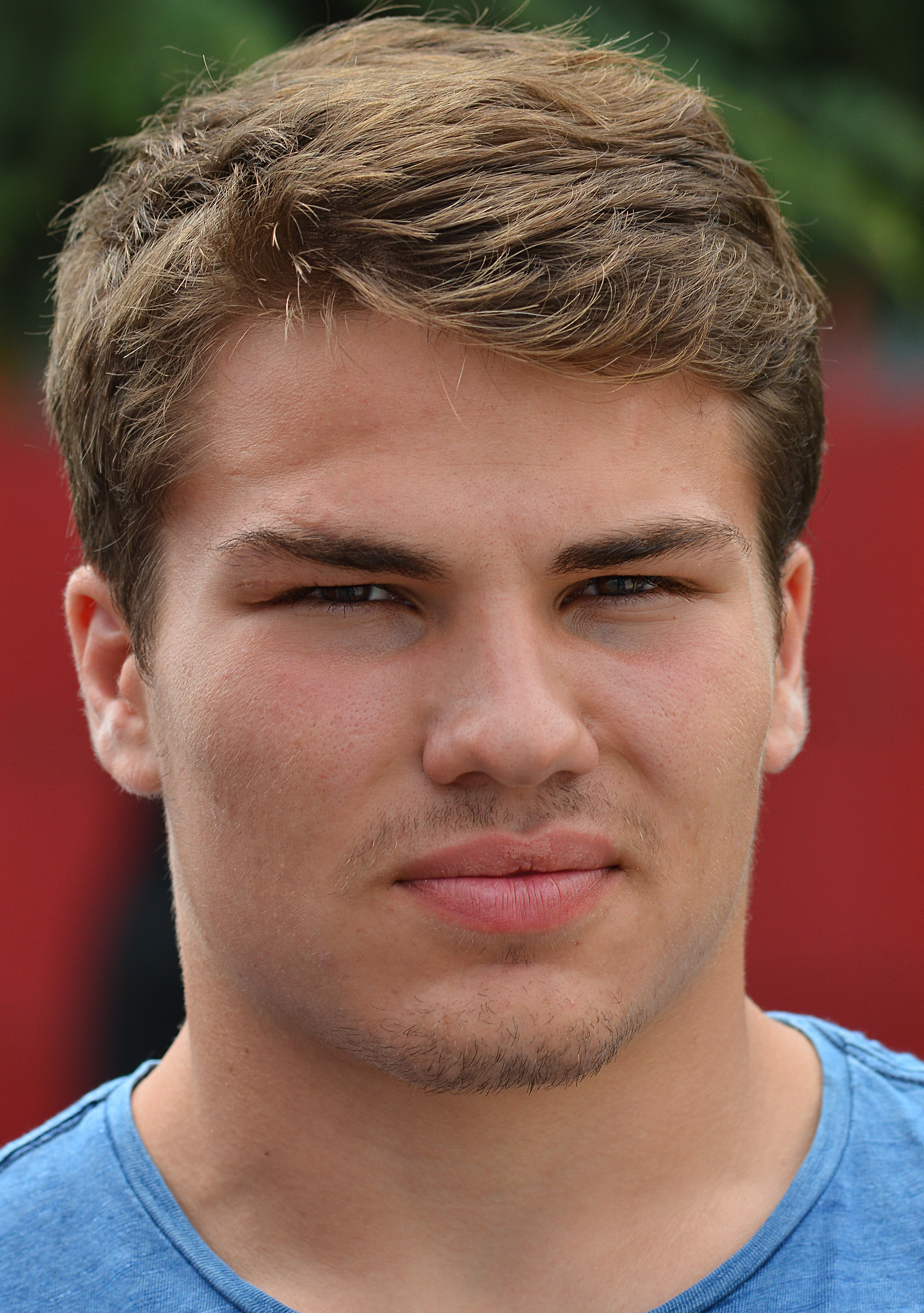
Antoine Dupont

### Dix-neuvième Nuit du rugby (2023)
La dix-neuvième Nuit du rugby est retransmise en direct et en clair sur Canal+ le lundi 20 novembre 2023, à 19 h 30, en direct depuis l'Olympia. La soirée est présentée par Astrid Bard et Guilhem Garrigues, présentateurs du Canal Rugby Club sur Canal+.
Le palmarès est le suivant :
- meilleur joueur du Top 14 : Antoine Dupont ( France, Stade toulousain)
- meilleur staff d'entraîneurs du Top 14 : Stade toulousain (Ugo Mola, Jean Bouilhou, Clément Poitrenaud, Laurent Thuéry)
- meilleure révélation : Émilien Gailleton ( France, Section paloise)
- meilleur joueur international français : Antoine Dupont (Stade toulousain)
- meilleur joueur de la Pro D2 : Thomas Laclayat ( France, Oyonnax Rugby)
- meilleur staff d'entraîneurs de la Pro D2 : Oyonnax Rugby (Joe El Abd, Fabien Cibray, Alex Codling, Vincent Debaty)
- meilleur arbitre : Mathieu Raynal
- plus bel essai : Romain Ntamack (Stade toulousain)
- meilleure joueuse de l'équipe de France de rugby à XV : Gabrielle Vernier (Blagnac Rugby féminin)
- meilleur joueur du Supersevens : Esteban Capilla (Aviron bayonnais)
- Trophée de l'Engagement Sociétal : Section paloise, "À la découverte de notre Coupe du monde".
- Trophée d'honneur : Stade rochelais[3]

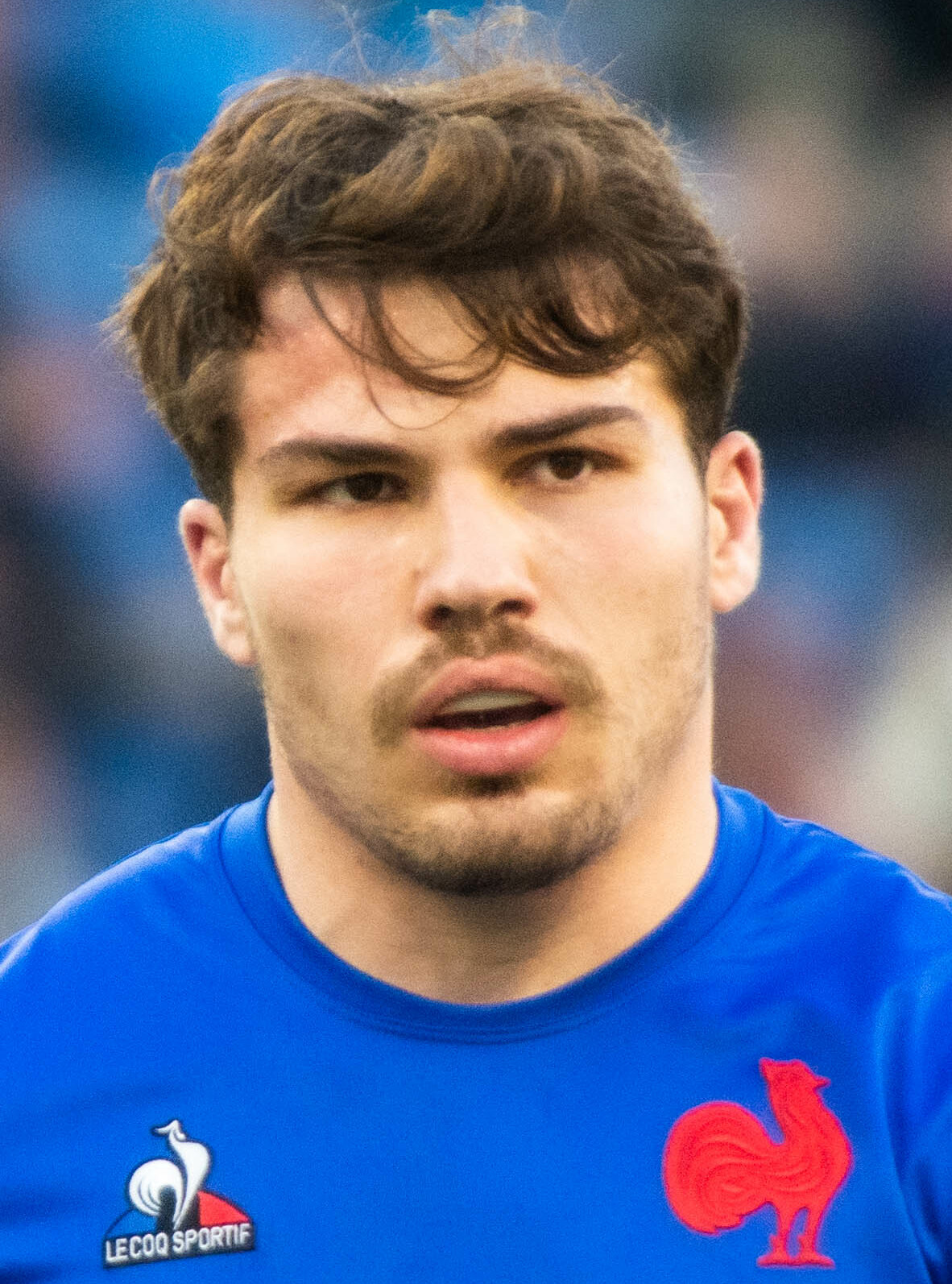
Antoine Dupont
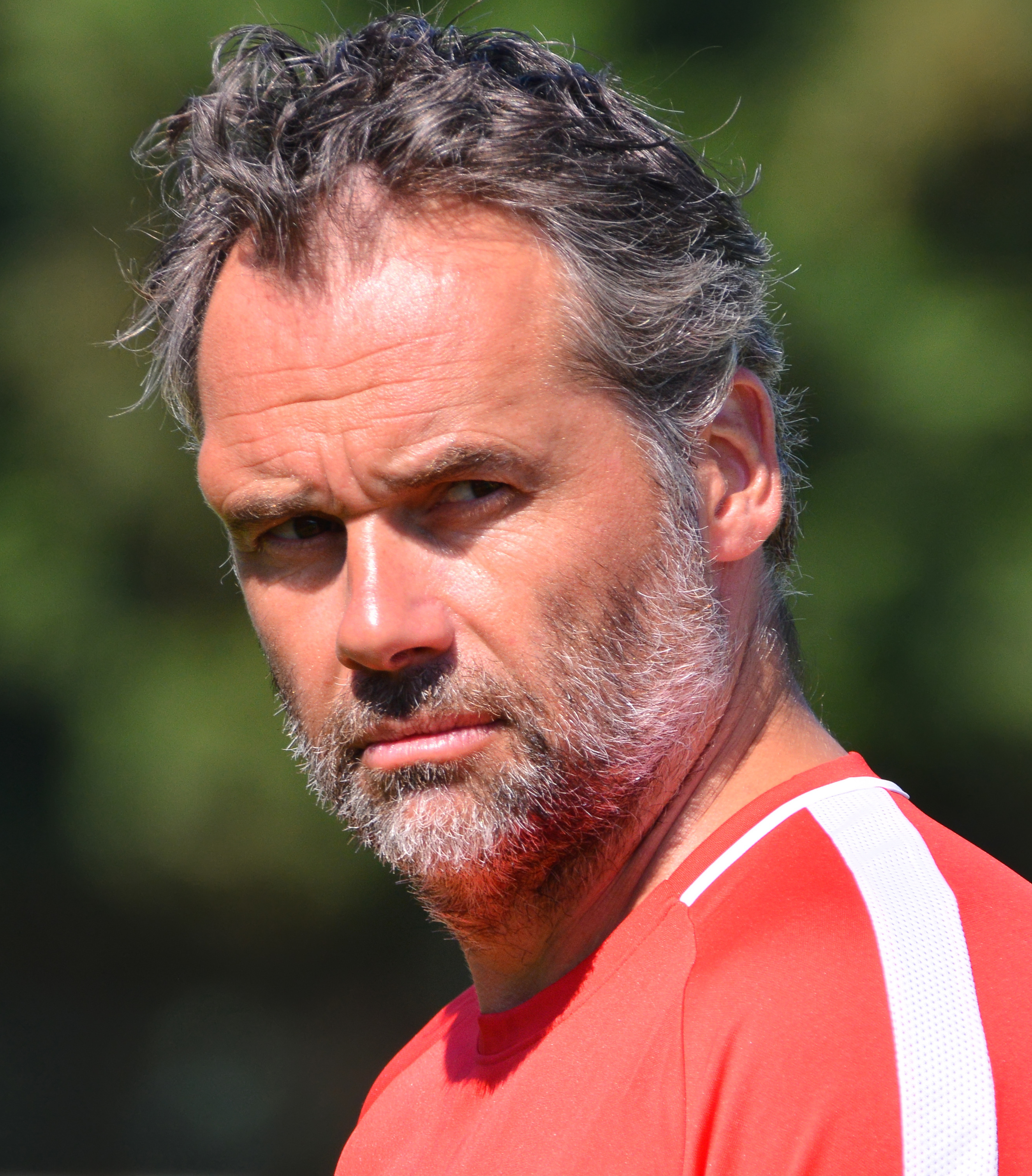
Ugo Mola
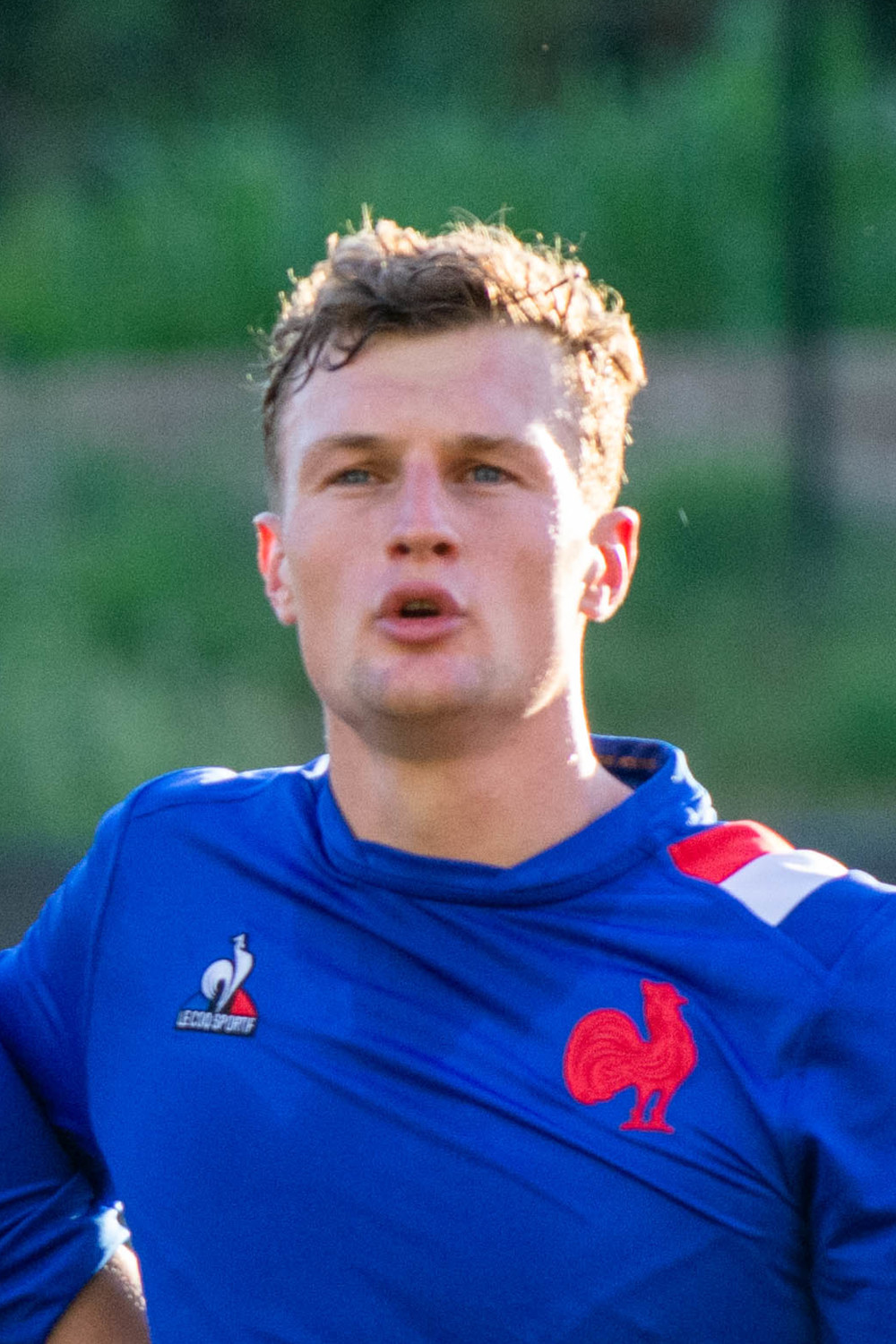
Émilien Gailleton
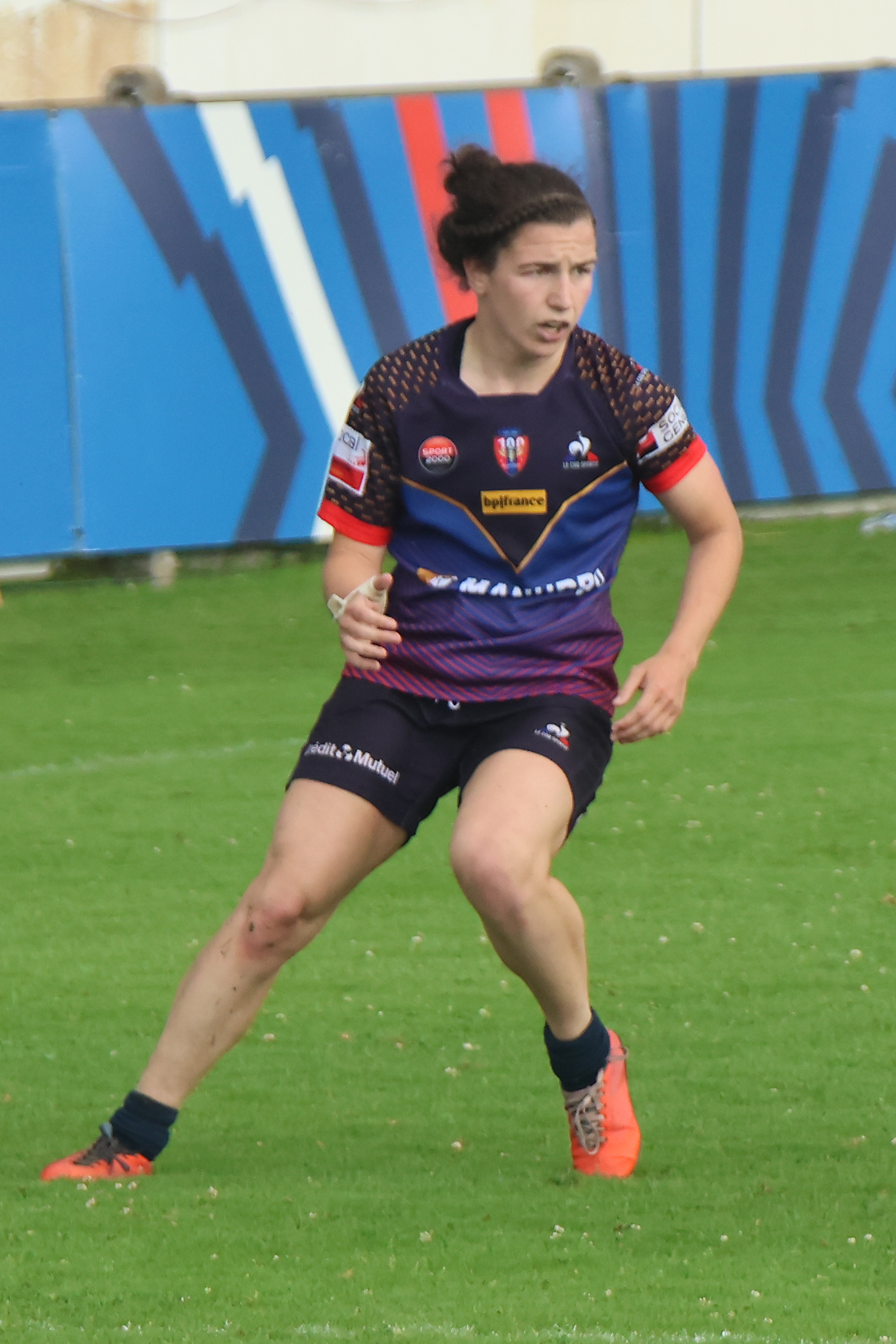
Gabrielle Vernier

### Vingtième Nuit du rugby (2024)
La vingtième Nuit du rugby est retransmise en direct et en clair sur Canal+ le lundi 23 septembre 2024, à 19h30, en direct depuis l'Olympia. La soirée est présentée par Astrid Bard et Guilhem Garrigues, présentateurs du Canal Rugby Club sur Canal+.
Le palmarès est le suivant:    
- Meilleur joueur du Top 14: Antoine Dupont ( France, Stade toulousain)
- Meilleur staff d'entraîneurs du Top 14: Stade toulousain (Ugo Mola, Jean Bouilhou, Clément Poitrenaud, Laurent Thuéry)
- Révélation de l'année: Théo Attissogbé ( France, Section paloise)
- Meilleur joueur international français: Antoine Dupont ( France, Stade toulousain)
- Meilleur joueur de la Pro D2: Samuel Marques ( France, AS Béziers Hérault)
- Meilleur staff d'entraîneurs de la Pro D2: RC Vannes (Jean-Noël Spitzer, Yoann Boulanger, Mathieu Cidre, Goulven Le Garrec)
- meilleur arbitre : Mathieu Raynal
- Plus bel essai : Peniasi Dakuwaqa (Stade Français)
- Meilleure joueuse internationale française : Séraphine Okemba
- Meilleur joueur de l'In Extenso Super Sevens: Thibault Debaes (Section paloise)
- Trophée de l'Engagement Sociétal: Provence Rugby ("L'École des XV")
- Prix des 20 ans: Thierry Dusautoir
- Trophée d'honneur: Stade toulousain

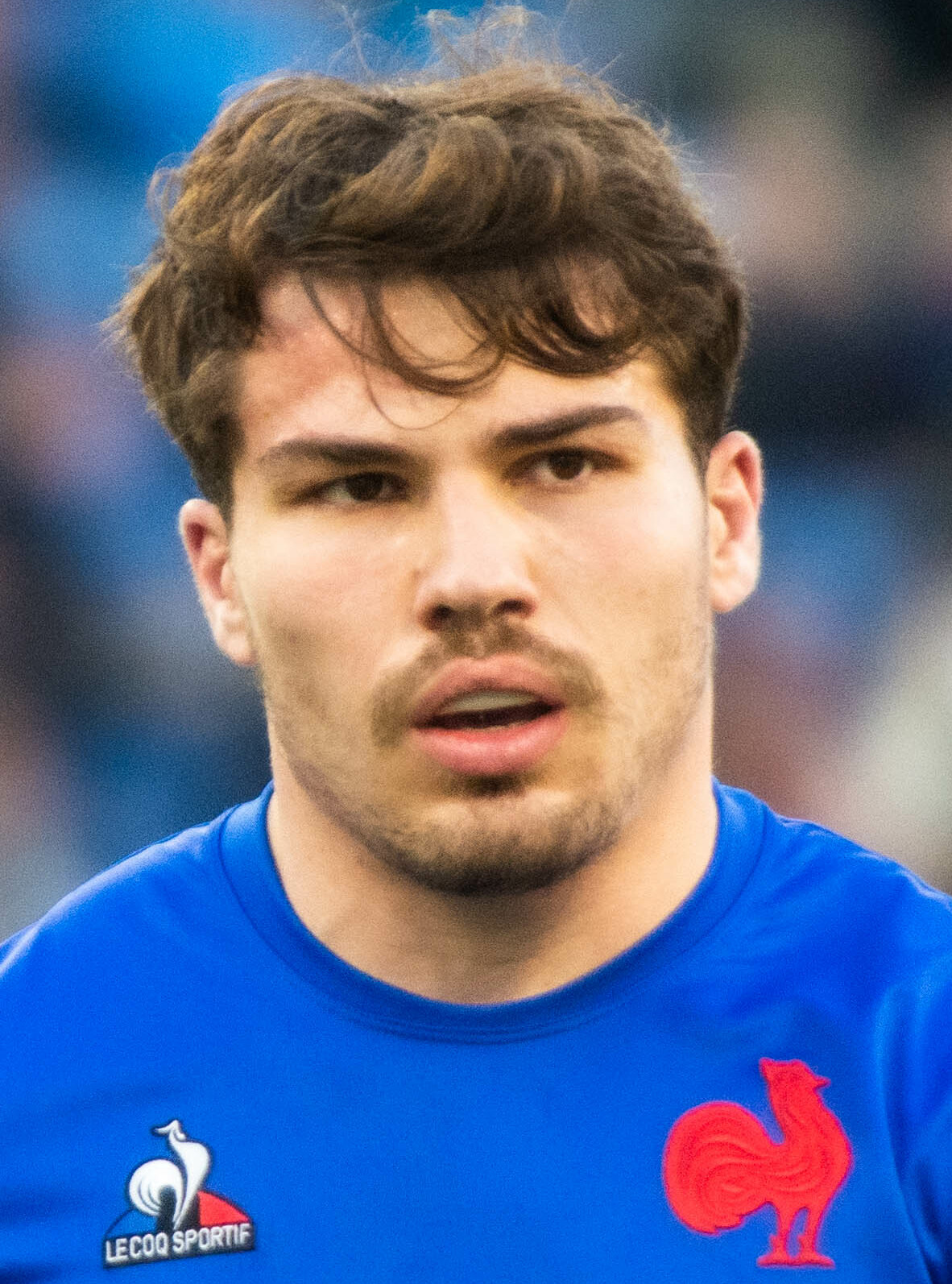
Antoine Dupont
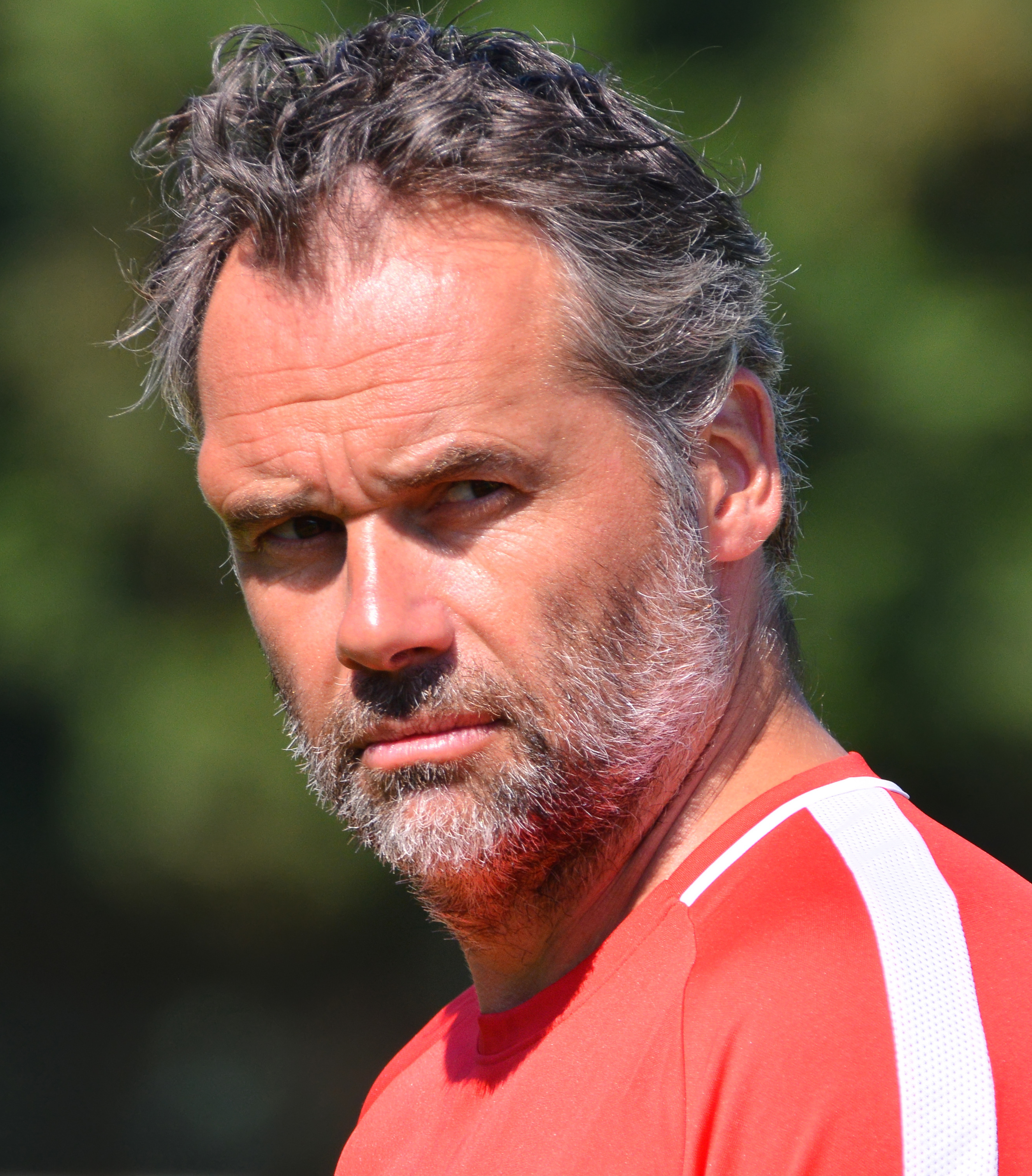
Ugo Mola
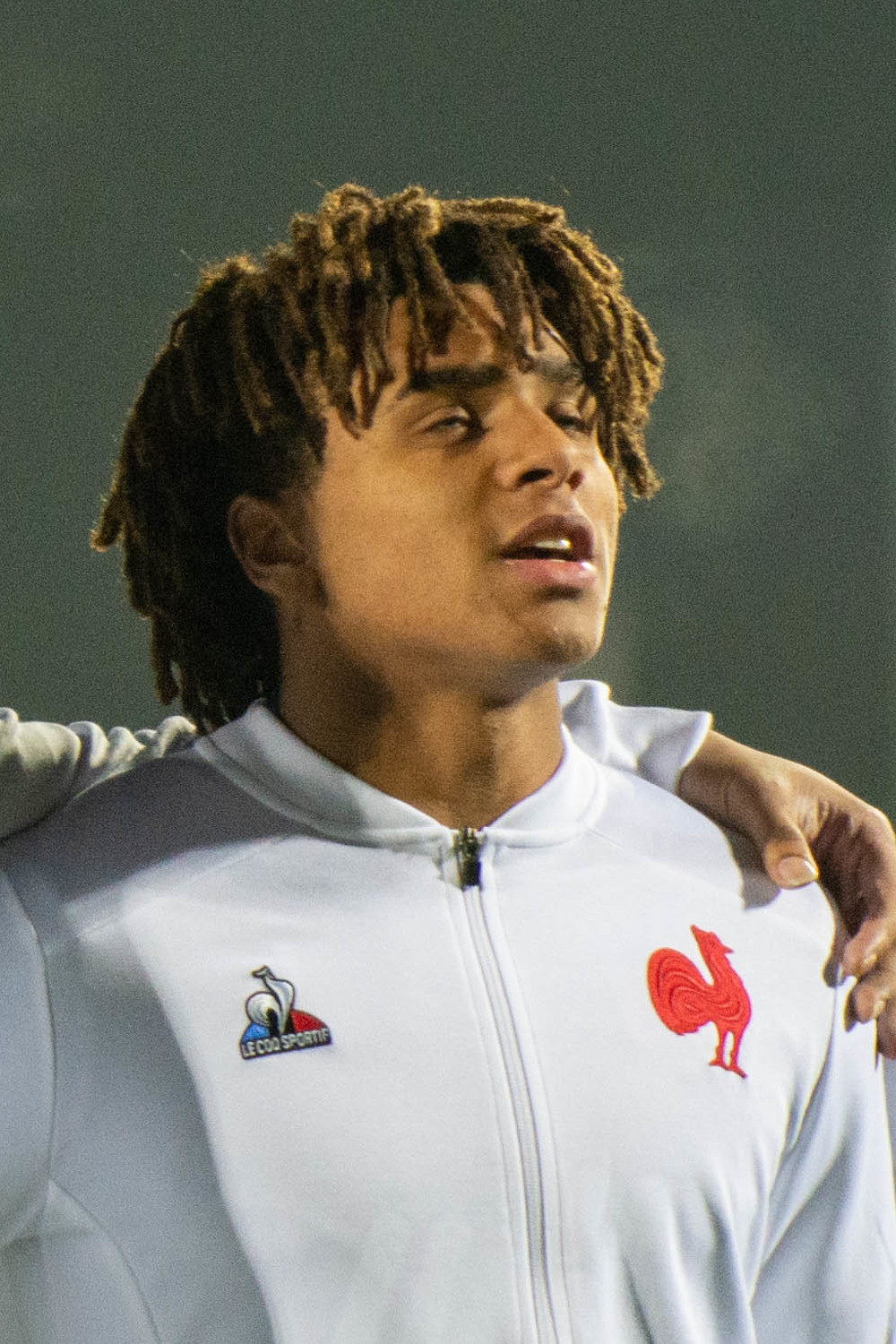

## Récapitulatif

### Top 16 (jusqu'en 2005) puis Top 14

#### Meilleur joueur, révélation, international français et staff
| Édition | Meilleur joueur                         | Meilleure révélation                   | Meilleur international français      | Meilleur Staff |
| ------- | --------------------------------------- | -------------------------------------- | ------------------------------------ | --- |
| 2004    | Manny Edmonds (USA Perpignan)           | Yannick Nyanga (AS Béziers)            | Yannick Jauzion (Stade toulousain)   | - |
| 2005    | Yannick Jauzion (Stade toulousain)      | Florian Fritz (Stade toulousain)       | Yannick Jauzion (Stade toulousain)   | Patrice Lagisquet et Jacques Delmas (Biarritz olympique)                                                                 |
| 2006    | Rupeni Caucaunibuca (SU Agen)           | Lionel Beauxis (Section paloise)       | Florian Fritz (Stade toulousain)     | Henry Broncan et Patrick Miquel (FC Auch Gers)                                                                           |
| 2007    | Juan Martín Hernández (Stade français)  | Antoine Burban (Stade français)        | Lionel Nallet (Castres olympique)    | Fabien Galthié et Fabrice Landreau (Stade français)                                                                      |
| 2008    | Byron Kelleher (Stade toulousain)       | Maxime Médard (Stade toulousain)       | Lionel Nallet (Castres olympique)    | Guy Novès, Yannick Bru et Philippe Rougé-Thomas (Stade toulousain)                                                       |
| 2009    | Napolioni Nalaga (ASM Clermont)         | -                                      | Thierry Dusautoir (Stade toulousain) | Jacques Brunel, Bernard Goutta et Franck Azéma (ASM Clermont)                                                            |
| 2010    | Morgan Parra (ASM Clermont)             | Marc Andreu (Castres olympique)        | -                                    | Vern Cotter et Joe Schmidt (ASM Clermont)                                                                                |
| 2011    | François Trinh-Duc (Montpellier HR)     | Jean-Marc Doussain (Stade toulousain)  | -                                    | Fabien Galthié, Éric Béchu et Didier Bès (Montpellier HR)                                                                |
| 2012    | Chris Masoe (Castres olympique)         | Brice Dulin (SU Agen)                  | -                                    | Guy Novès, Yannick Bru et Jean-Baptiste Élissalde (Stade toulousain)                                                     |
| 2013    | Rory Kockott (Castres olympique)        | Gaël Fickou (Stade toulousain)         | Wesley Fofana (ASM Clermont)         | Laurent Travers et Laurent Labit (Castres olympique)                                                                     |
| 2014    | Matt Giteau (RC Toulon)                 | Rémi Lamerat (Castres olympique)       | Brice Dulin (Castres olympique)      | Bernard Laporte, Jacques Delmas et Pierre Mignoni (RC Toulon)                                                            |
| 2015    | Sergio Parisse (Stade français)         | Jonathan Danty (Stade français)        | Yoann Huget (Stade toulousain)       | Gonzalo Quesada, Simon Raiwalui et Jean-Frédéric Dubois (Stade français)                                                 |
| 2016    | Johan Goosen (Racing 92)                | Baptiste Serin (Union Bordeaux Bègles) | Guilhem Guirado (RC Toulon)          | Laurent Travers, Laurent Labit et Ronan O'Gara (Racing 92)                                                               |
| 2017    | Victor Vito (Stade rochelais)           | Antoine Dupont (Castres olympique)     | Kevin Gourdon (Stade rochelais)      | Patrice Collazo, Xavier Garbajosa et Akvsenti Giorgadze (Stade rochelais)                                                |
| 2018    | Ben Botica (US Oyonnax)                 | Baptiste Couilloud (Lyon OU)           | Mathieu Bastareaud (RC Toulon)       | Christophe Urios, Frédéric Charrier et Joe El Abd (Castres olympique)                                                    |
| 2019    | Cheslin Kolbe (Stade toulousain)        | Pierre-Louis Barassi (Lyon OU)         | Damian Penaud (ASM Clermont)         | Ugo Mola, Régis Sonnes, William Servat, Laurent Thuéry, Jean Bouilhou et Clément Poitrenaud (Stade toulousain)           |
| 2021    | Antoine Dupont (Stade toulousain)       | Melvyn Jaminet (USA Perpignan)         | Antoine Dupont (Stade toulousain)    | Ugo Mola, Jean Bouilhou, Clément Poitrenaud, Laurent Thuéry, Virgile Lacombe et Alan-Basson Zondagh (Stade toulousain)   |
| 2022    | Zach Mercer (Montpellier Hérault rugby) | Léo Coly (Stade montois rugby)         | Antoine Dupont (Stade toulousain)    | Philippe Saint-André, Olivier Azam, Jean-Baptiste Élissalde, Alexandre Ruiz et Bruce Reihana (Montpellier Hérault rugby) |
| 2023    | Antoine Dupont (Stade toulousain)       | Émilien Gailleton (Section paloise)    | Antoine Dupont (Stade toulousain)    | Ugo Mola, Jean Bouilhou, Clément Poitrenaud, Laurent Thuéry et Virgile Lacombe (Stade toulousain)                        |
| 2024    | Antoine Dupont (Stade toulousain)       | Théo Attissogbé (Section paloise)      | Antoine Dupont (Stade toulousain)    | Ugo Mola, Jean Bouilhou, Clément Poitrenaud, Laurent Thuéry et Virgile Lacombe (Stade toulousain)                        |

### Pro D2
| Édition | Meilleur joueur du championnat       |
| ------- | ------------------------------------ |
| 2004    | Philippe Delannoy (Lyon OU)          |
| 2005    | Fabien Domingo (Stade aurillacois)   |
| 2006    | Sébastien Fauqué (US Montauban)      |
| 2007    | Anthony Lagardère (FC Auch)          |
| 2008    | Orene Ai'i (RC Toulon)               |
| 2009    | Xavier Sadourny (Lyon OU)            |
| 2010    | Benjamin Ferrou (Stade rochelais)    |
| 2011    | Timoci Matanavou (Stade montois)     |
| 2012    | Nigel Hunt (FC Grenoble)             |
| 2013    | Julien Caminati (CA Brive)           |
| 2014    | Mosese Ratuvou (Lyon OU)             |
| 2015    | James Coughlan (Section paloise)     |
| 2016    | Hemani Paea (Lyon OU)                |
| 2017    | Thomas Ramos (Colomiers Rugby)       |
| 2018    | Lifeimi Mafi (USA Perpignan)         |
| 2019    | Filimo Taofifénua (Aviron bayonnais) |
| 2021    | Melvyn Jaminet (USA Perpignan)       |
| 2022    | Léo Coly (Stade montois rugby)       |
| 2023    | Thomas Laclayat (Oyonnax Rugby)      |
| 2024    | Samuel Marques (AS Béziers Hérault)  |

### Rugby féminin
| Édition | Meilleure joueuse du championnat | Meilleure internationale française (rugby à XV) | Meilleure internationale française (rugby à sept) |
| ------- | -------------------------------- | ----------------------------------------------- | ------------------------------------------------- |
| 2018    | Caroline Drouin (Stade rennais)  | -                                               | -                                                 |
| 2019    | -                                | Pauline Bourdon (AS bayonnaise)                 | -                                                 |
| 2021    | -                                | Marjorie Mayans (Blagnac rugby féminin)         | Séraphine Okemba (Stade français Paris)           |
| 2022    | -                                | Laure Sansus (Stade toulousain)                 | -                                                 |
| 2023    | -                                | Gabrielle Vernier (Blagnac Rugby féminin)       | -                                                 |
| 2024    |                                  |                                                 | Séraphine Okemba (Stade français Paris)           |

### Arbitrage
| Édition | Meilleur arbitre      |
| ------- | --------------------- |
| 2005    | Joël Jutge (3)        |
| 2006    | Joël Jutge (3)        |
| 2007    | Joël Jutge (3)        |
| 2008    | Christophe Berdos (3) |
| 2009    | Christophe Berdos (3) |
| 2010    | Christophe Berdos (3) |
| 2011    | Romain Poite (2)      |
| 2012    | Romain Poite (2)      |
| 2013    | Mathieu Raynal        |
| 2014    | Romain Poite (3)      |
| 2015    | Jérôme Garcès         |
| 2016    | Romain Poite (5)      |
| 2017    | Romain Poite (5)      |
| 2018    | Jérôme Garcès (3)     |
| 2019    | Jérôme Garcès (3)     |
| 2021    | Romain Poite (6)      |
| 2022    | Mathieu Raynal (4)    |
| 2023    | Mathieu Raynal (4)    |
| 2024    | Mathieu Raynal (4)    |